# Biserica de lemn din Poiana, Arad

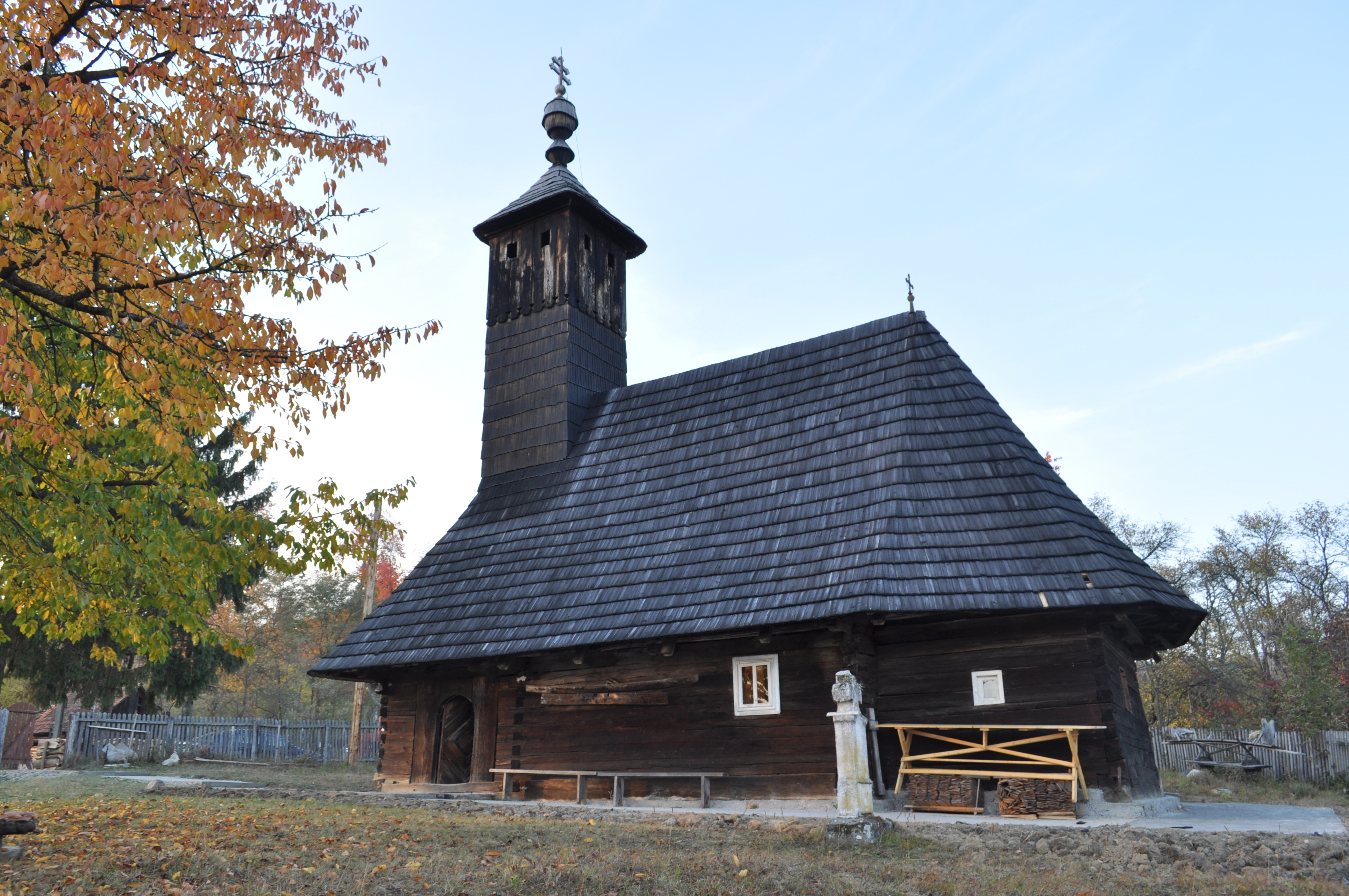
Biserica de lemn „Nașterea Maicii Domnului” din Poiana, comuna Vârfurile, județul Arad, foto: octombrie 2011.

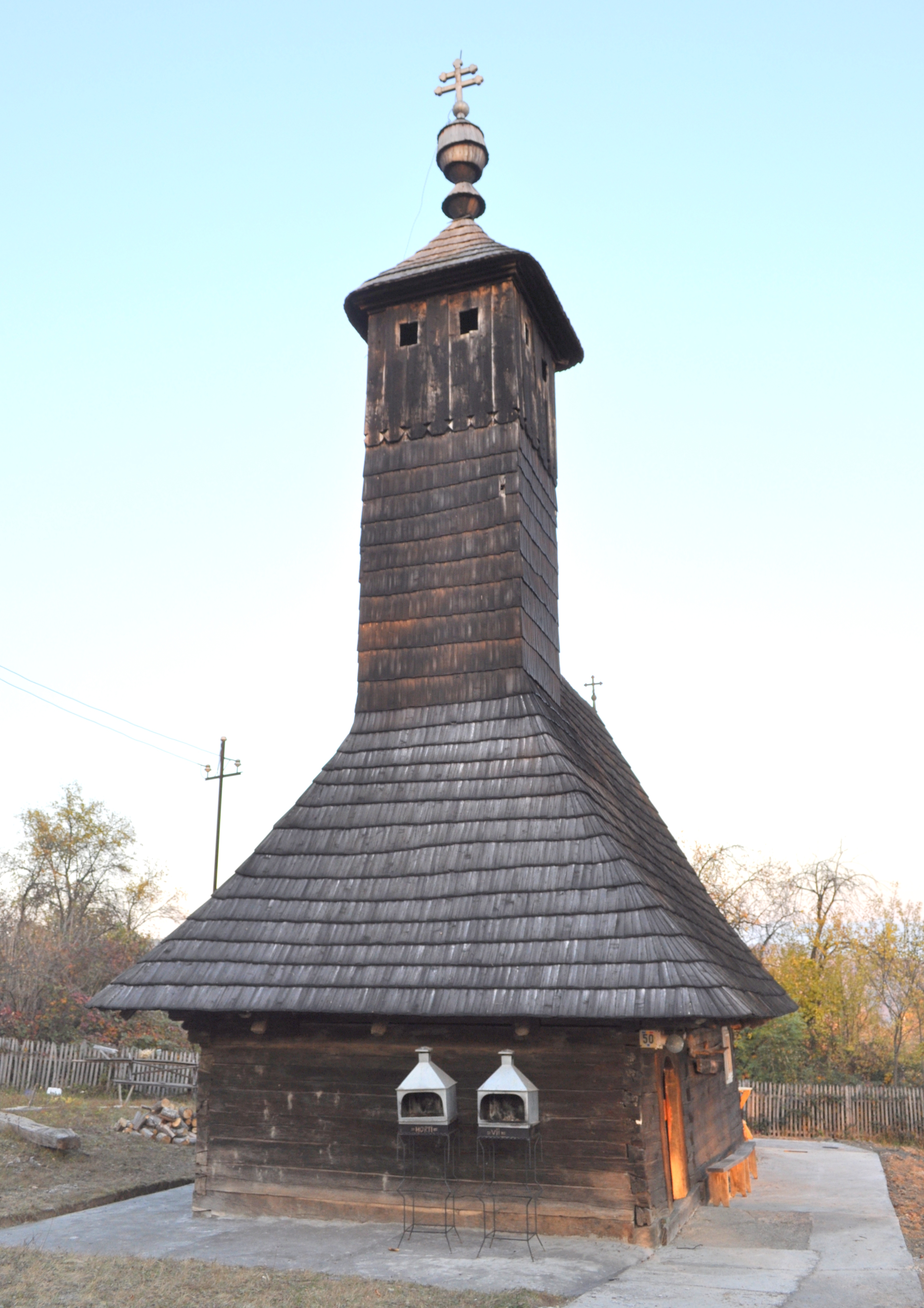
Biserica de lemn „Nașterea Maicii Domnului” din Poiana, comuna Vârfurile, județul Arad, foto: octombrie 2011.

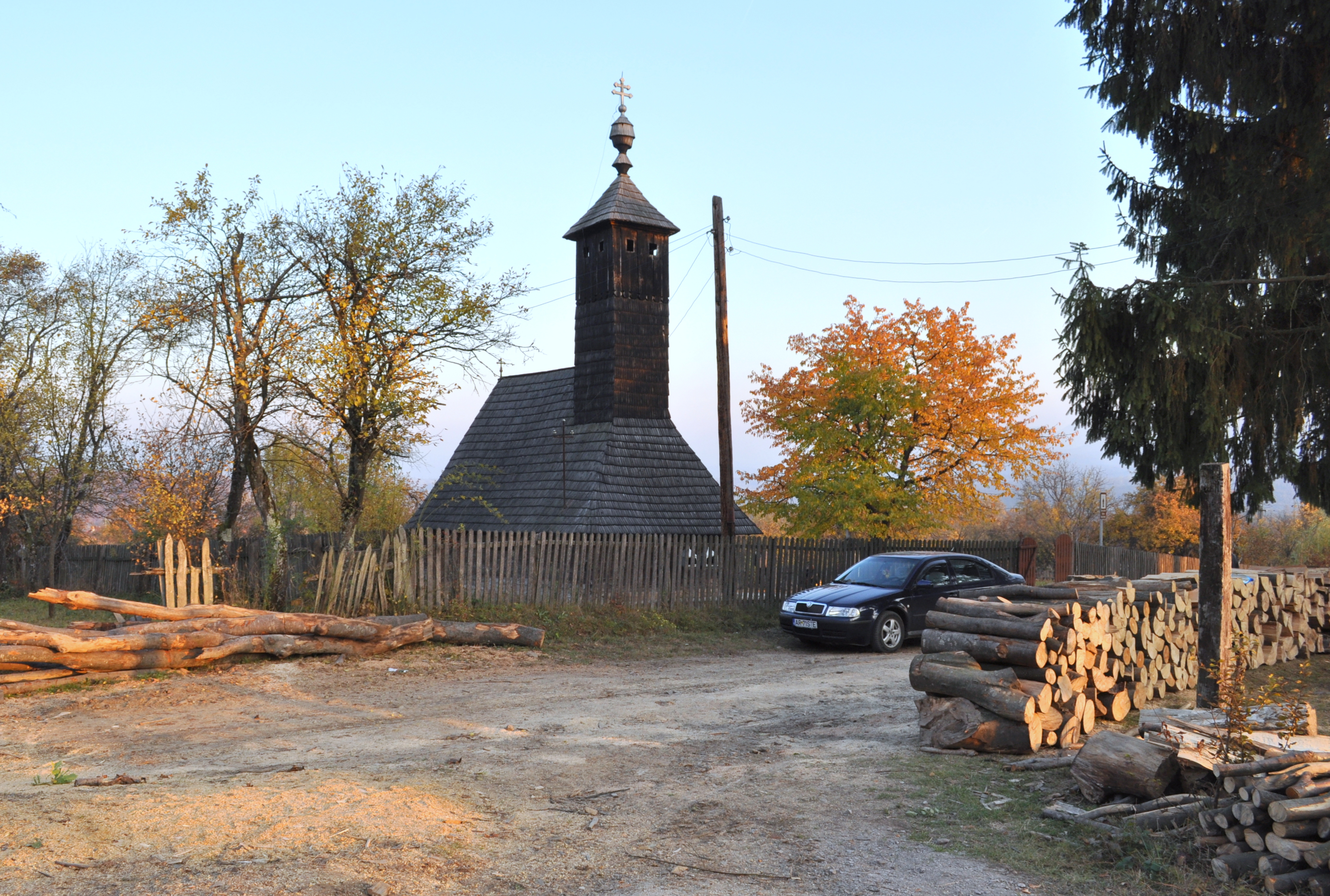
Biserica văzută din drum

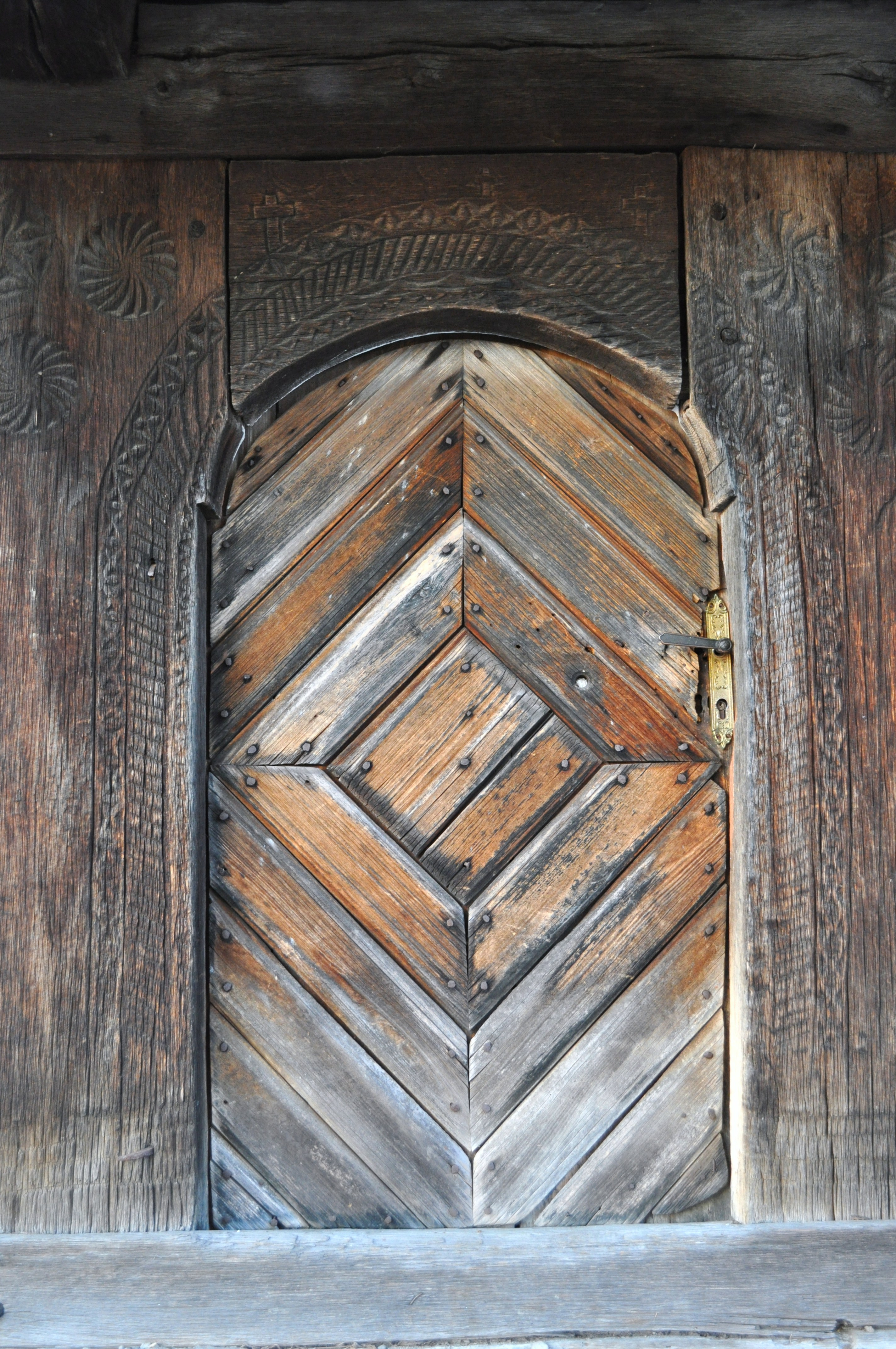
Portalul exterior

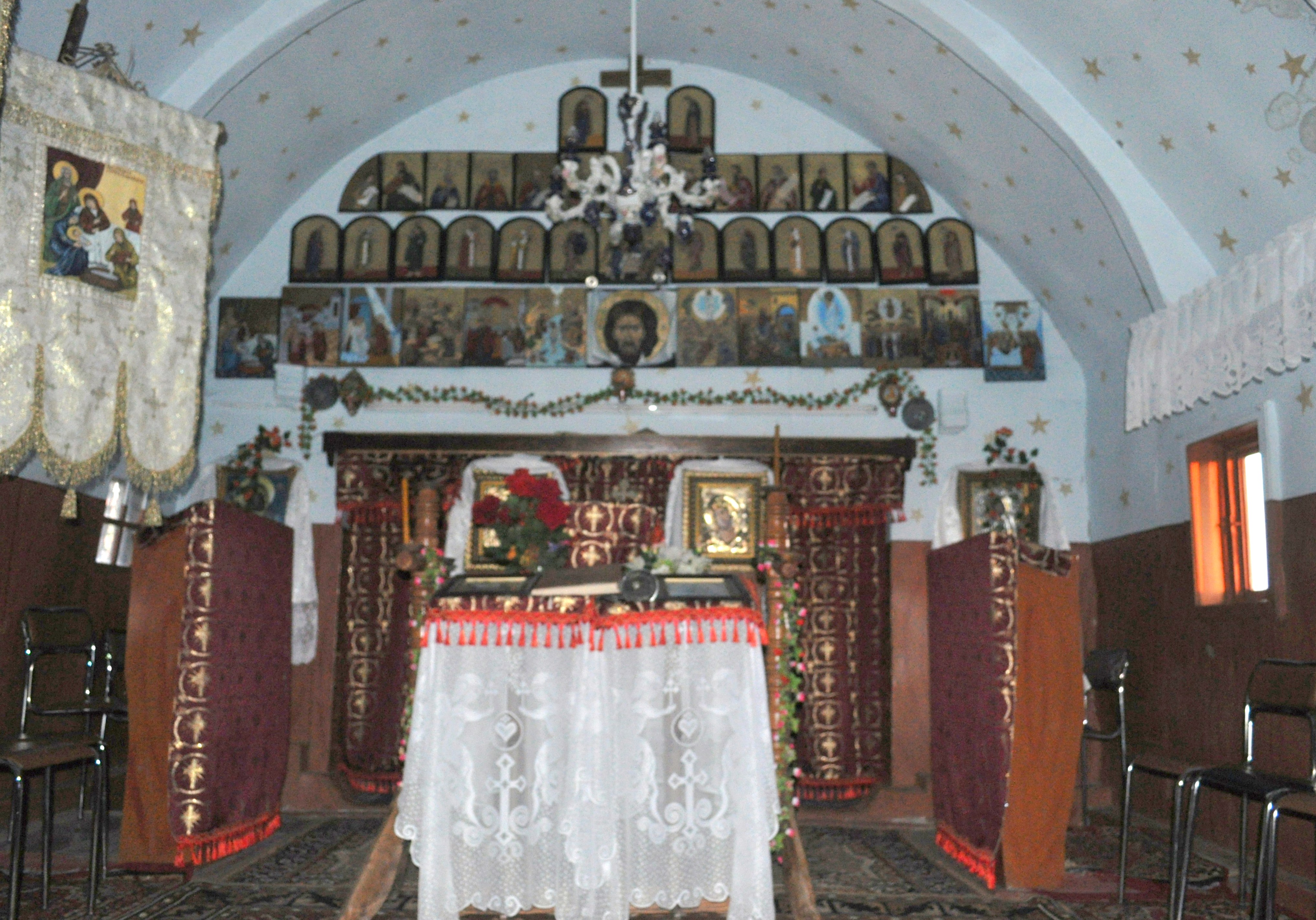
Interiorul navei

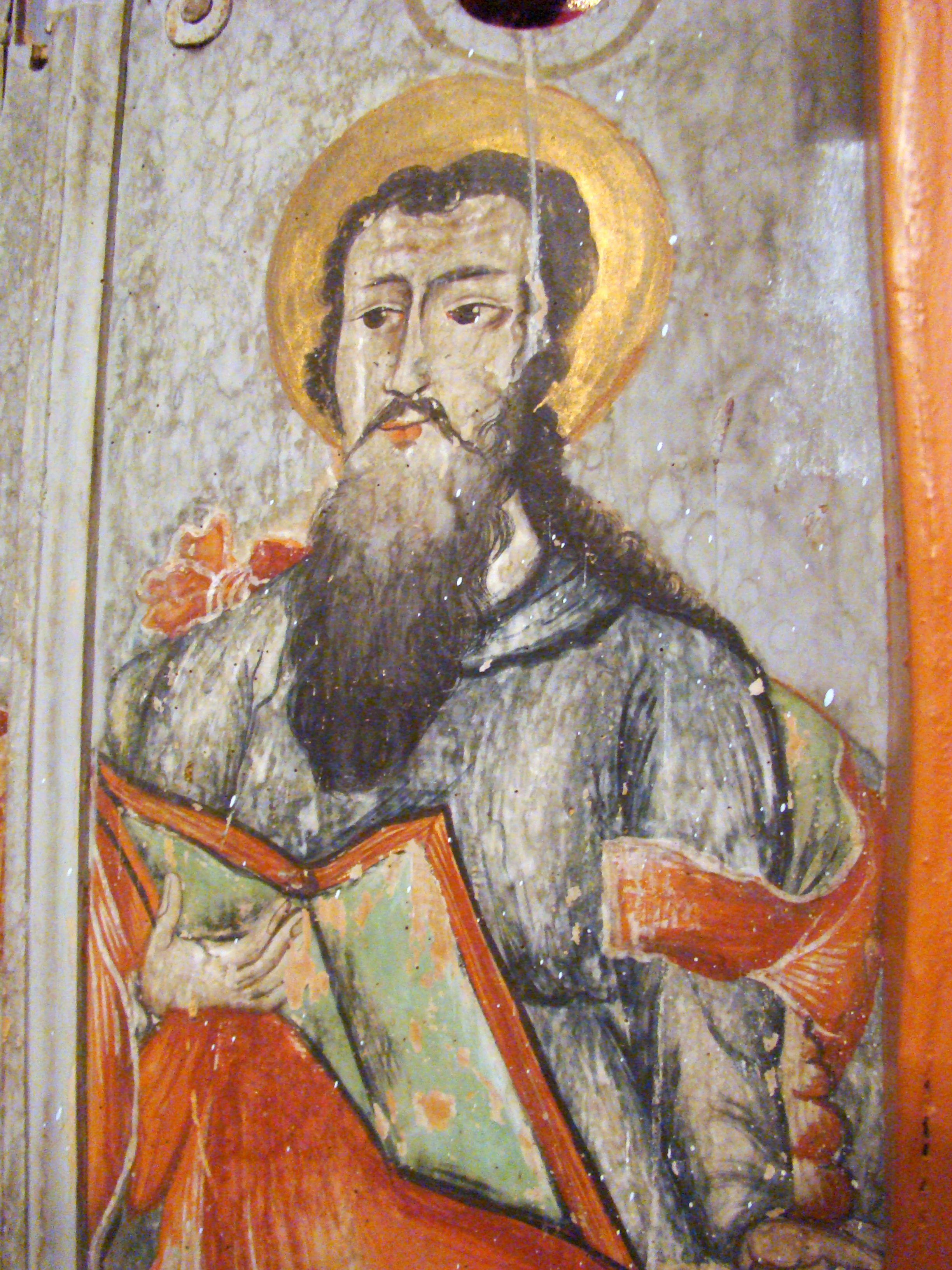
Apostolul Pavel

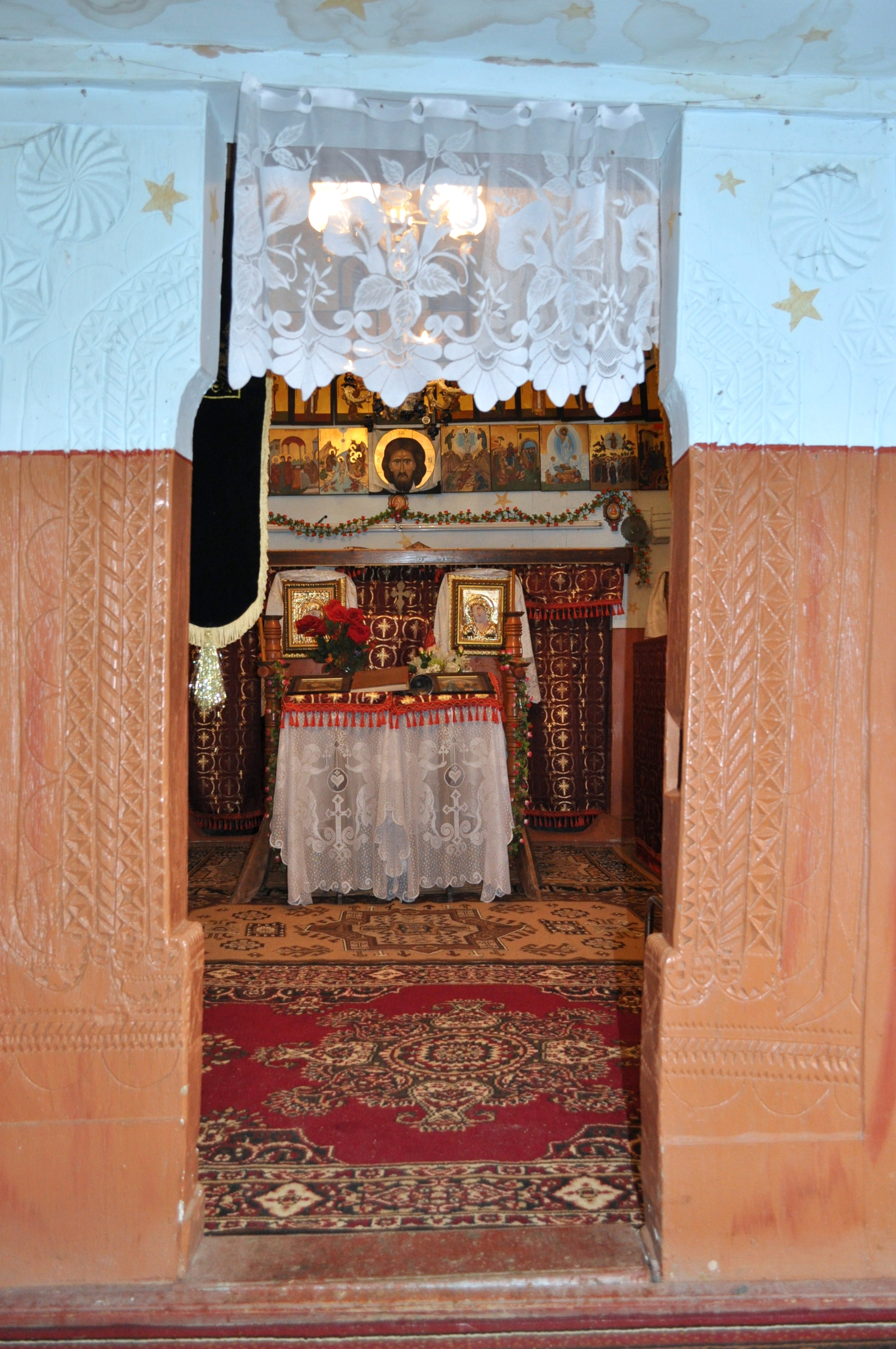
Portalul interior

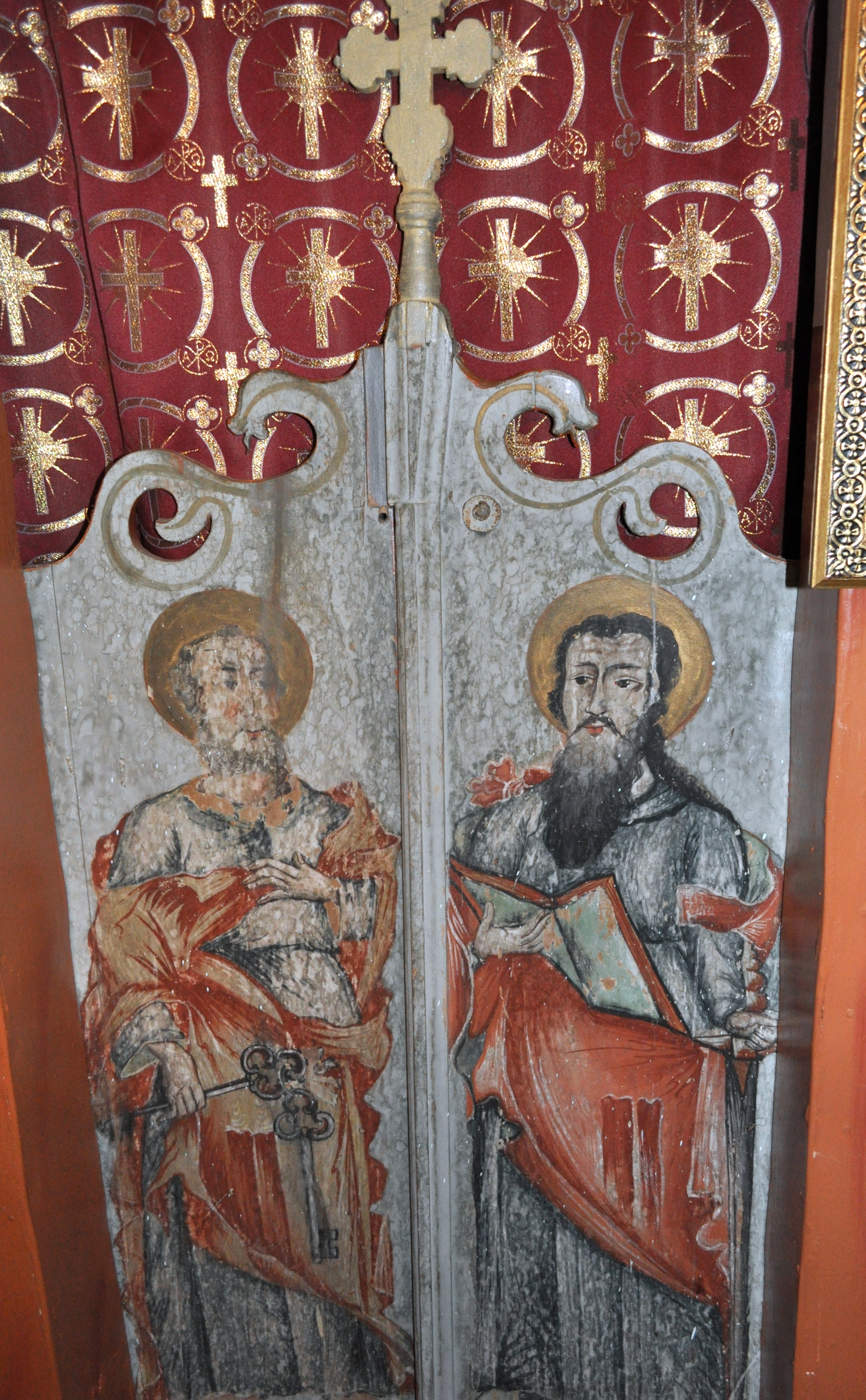
Ușile împărătești

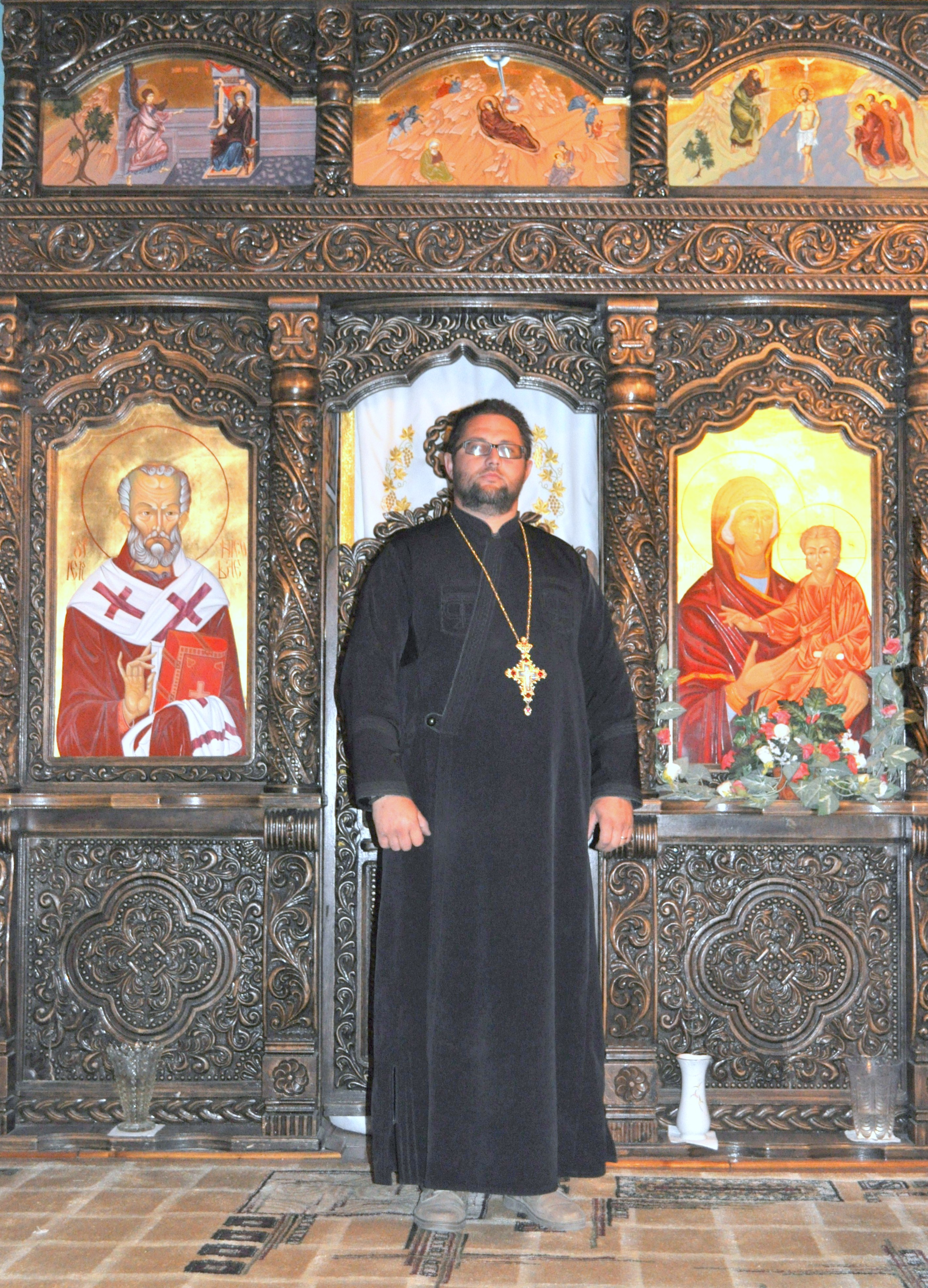
Preotul paroh Muț Ștefăniță-Cornel

Biserica de lemn „Nașterea Maicii Domnului” din Poiana, comuna Vârfurile, județul Arad, datează din secolul XVIII (1751). Biserica se află pe noua listă a monumentelor istorice sub codul LMI:  AR-II-m-A-00643.

## Istoric și trăsături
Biserica este simplă, cu plan dreptunghiular la navă și o absidă pătrată, decroșată în raport cu planul navei. Descrierea bisericii ar trebui începută cu un fapt deosebit de important, legat nu atât de pereții din cununi de bârne, prinse în cheotori, cât mai ales de rezolvarea tehnică pe care meșterii constructori au găsit-o în construirea ei, prin suprapunerea peste căpriorii învelitorii a unor “aruncătoare de ape”. Este vorba de niște bârne lungi de circa doi metri, care ies în afara liniei streșinii, astfel încât apele curg departe de pereții și de temelia bisericii. Cum la streașină nu sunt bătute “scânduri de fundătură”, aceste “aruncătoare” se văd.
În interior nu sunt aspecte demne de consemnat. Pictura veche a dispărut, fiind acoperită de vopsea. Mai mult, a fost vopsit până și excepțional de frumosul portal dintre naos și pronaos, care fusese ornamentat cu motive geometrice prin crestare. Motivele ornamentale se mai pot distinge totuși: romburi, semicercuri, frânghia răsucită, dinți de fierăstrău. La fel fuseseră și intrările către altar, cu crestături bogate, azi ascunse sub plăcile de placaj, cu care au fost acoperite, ca de altfel și întreg interiorul bisericii. Arcul dublou, de mare frumusețe, ornamentat frumos de meșterul lemnar, este și el vopsit.
Biserica nu avea grindă tirant, căci dimensiunile mici ale bolții nu necesitau o astfel de rezolvare tehnică. Mai sunt câteva arcuri dublou din naos. În altar stă mărturie de vechime o masă de altar, masivă, cioplită în piatră, pe la începutul secolului al XVIII-lea. Absida era odinioară boltită în interior, dar azi are tavan drept de scânduri. Ferestrele bisericii au fost ulterior mărite, cu excepția celei de pe peretele estic al naosului rămasă așa cum a fost, de formă trapezoidală și fără sticlă. Cheotorile tip “coadă de rândunică”, fereastra cu bare de fier, pe peretele nordic al naosului erau, ca și acum elemente de frumusețe. Înainte erau pe pereții exteriori și cenotafe. Azi nu mai există. Pe peretele bisericii stă doar toaca de lemn, cu ciocane de lemn și alături tradiționalul cuier “de cloape și cușme”.
Portalul de intrare în biserică este o admirabilă mostră de creație populară, de cioplitură în lemn, în care motivele decorative se înscriu unui câmp ornamental bogat: cu frânghii, cruci, dinți de lup, soarele și luna.

## Imagini din exterior

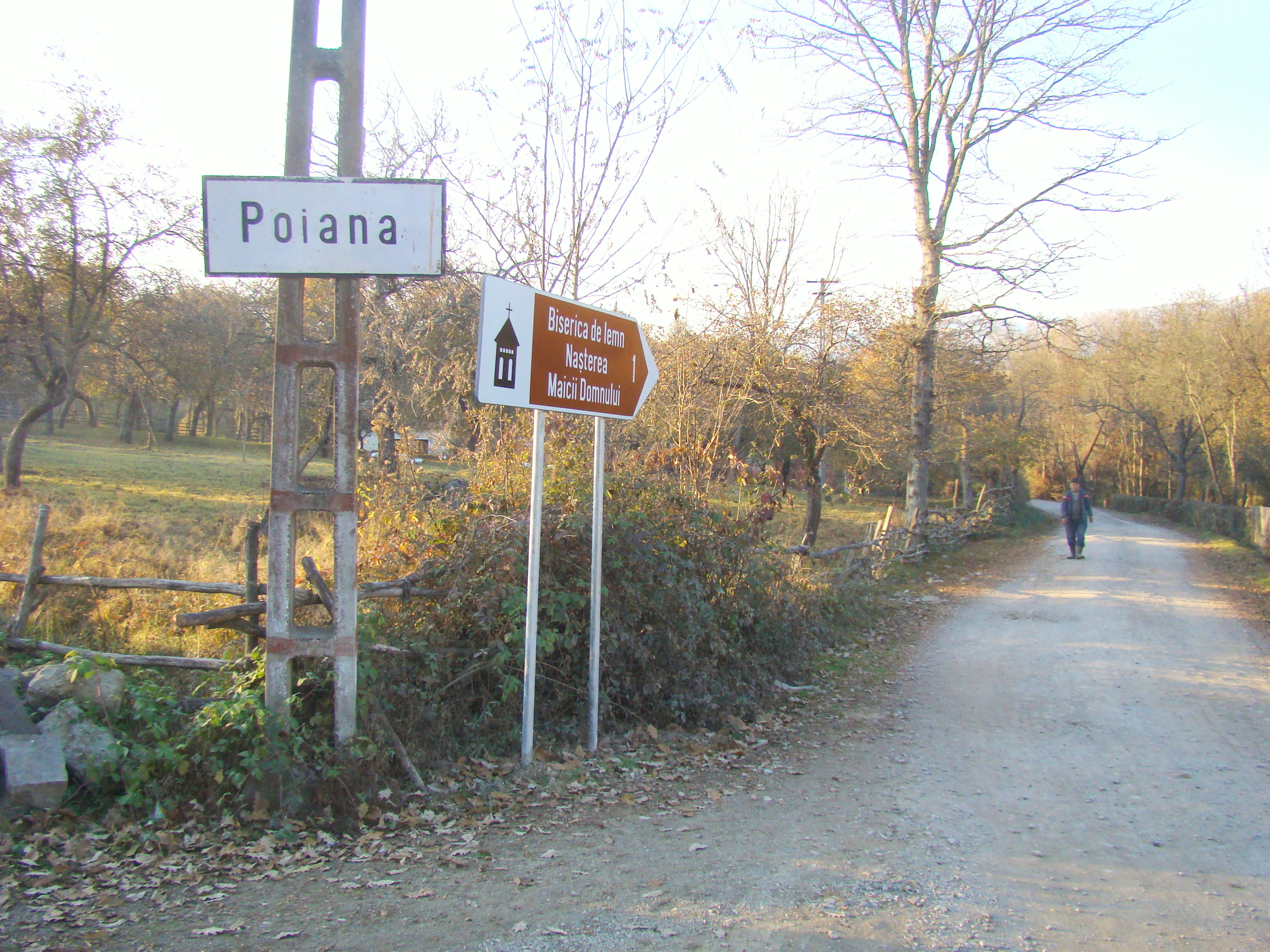
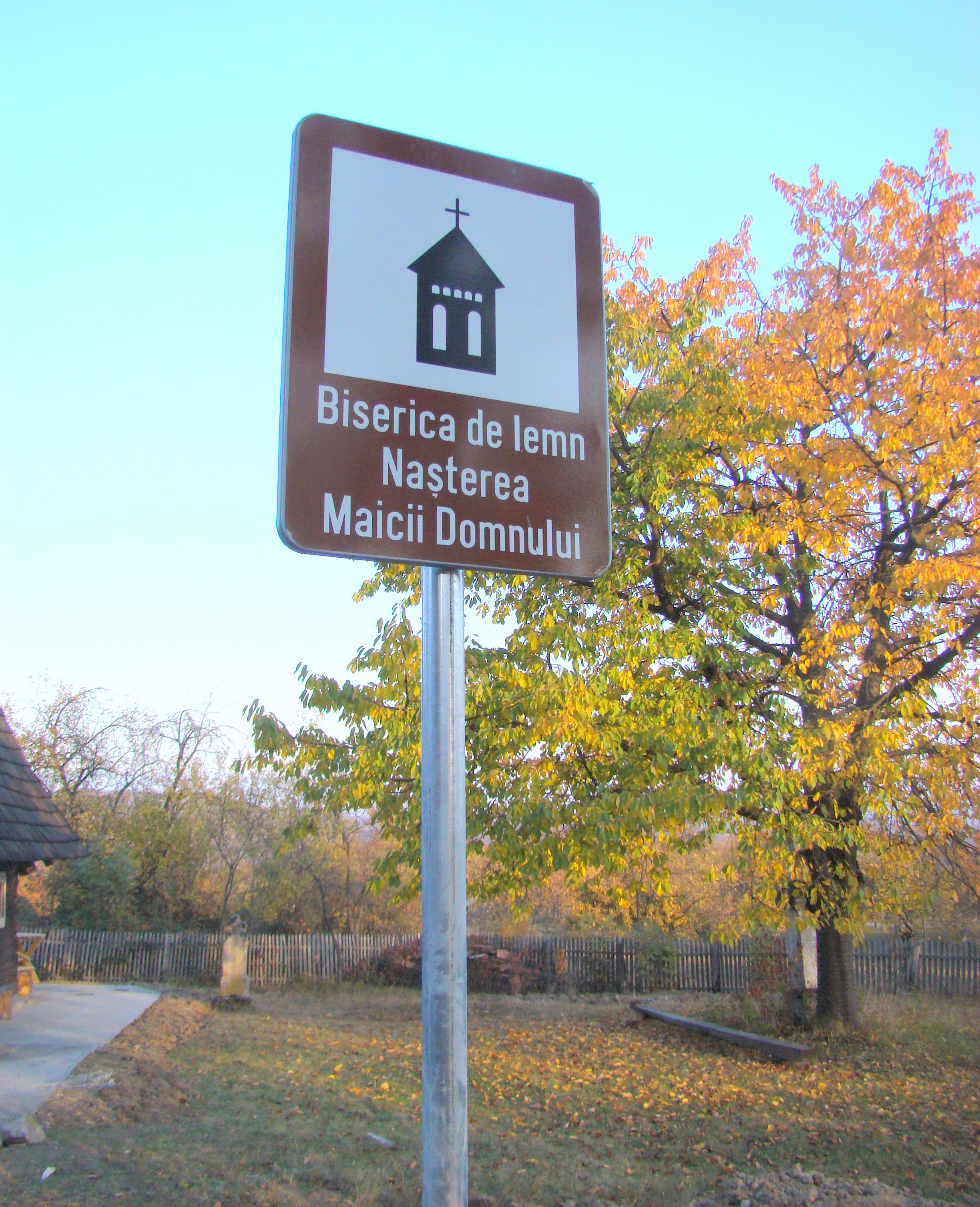
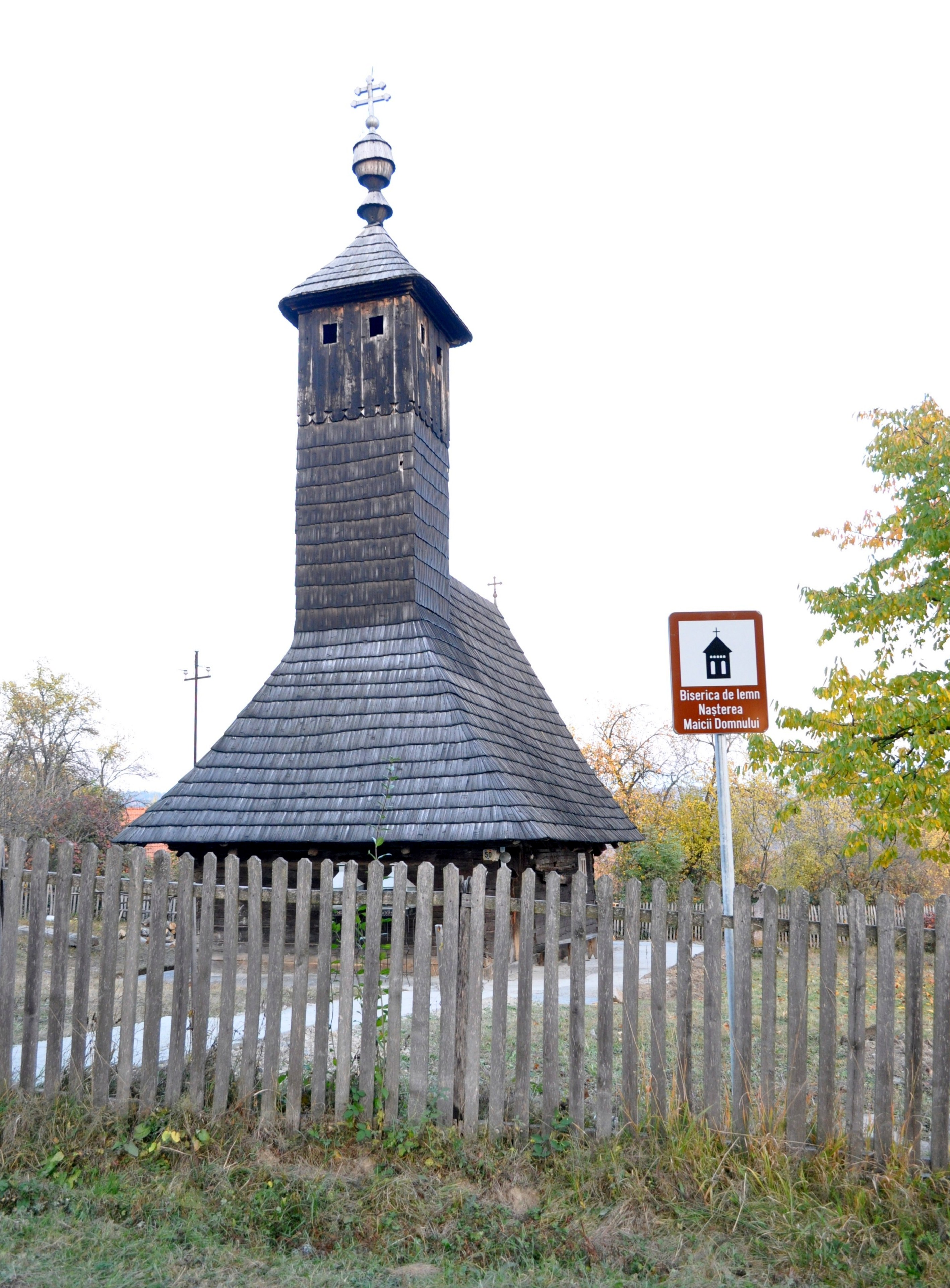
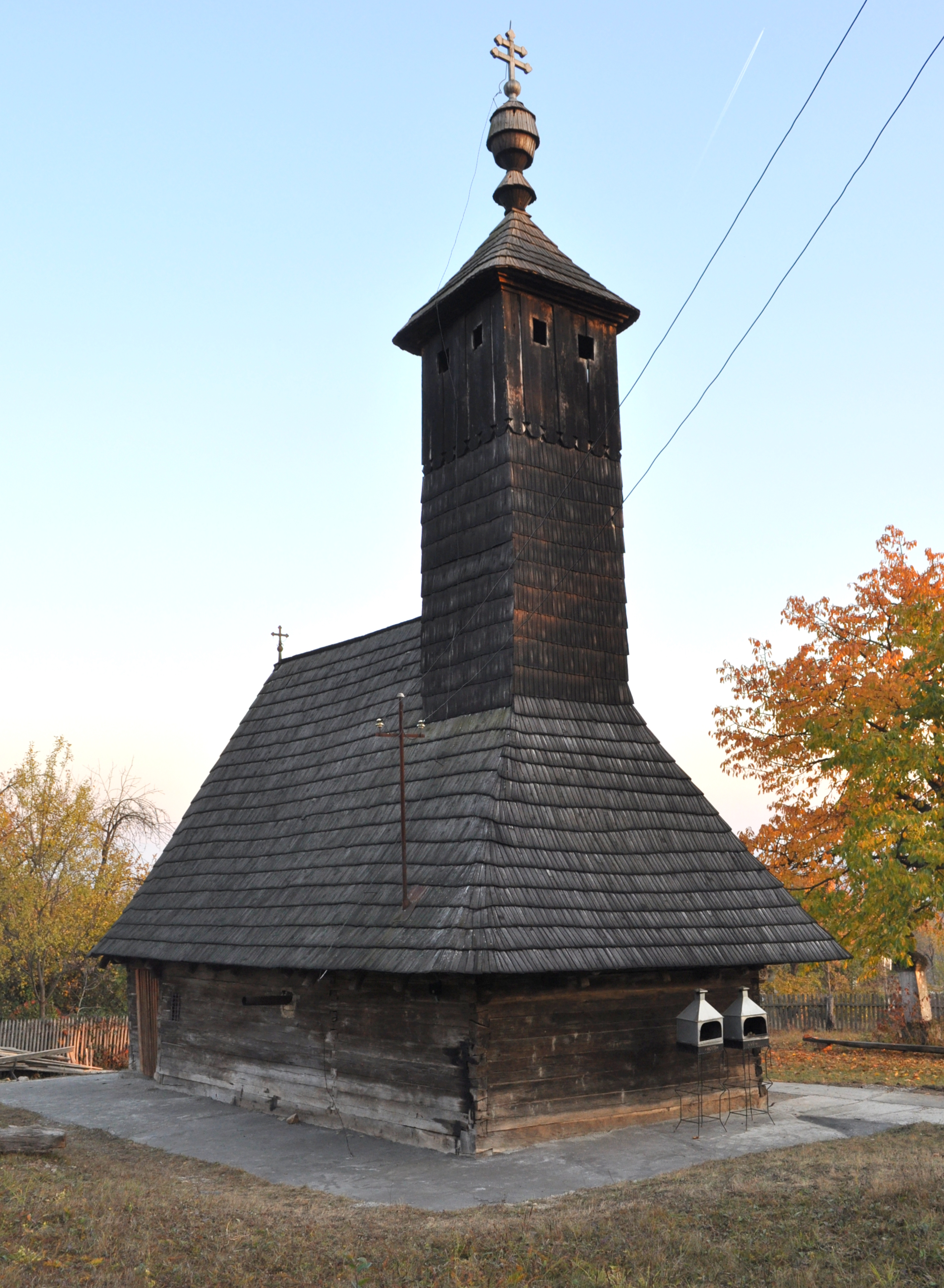
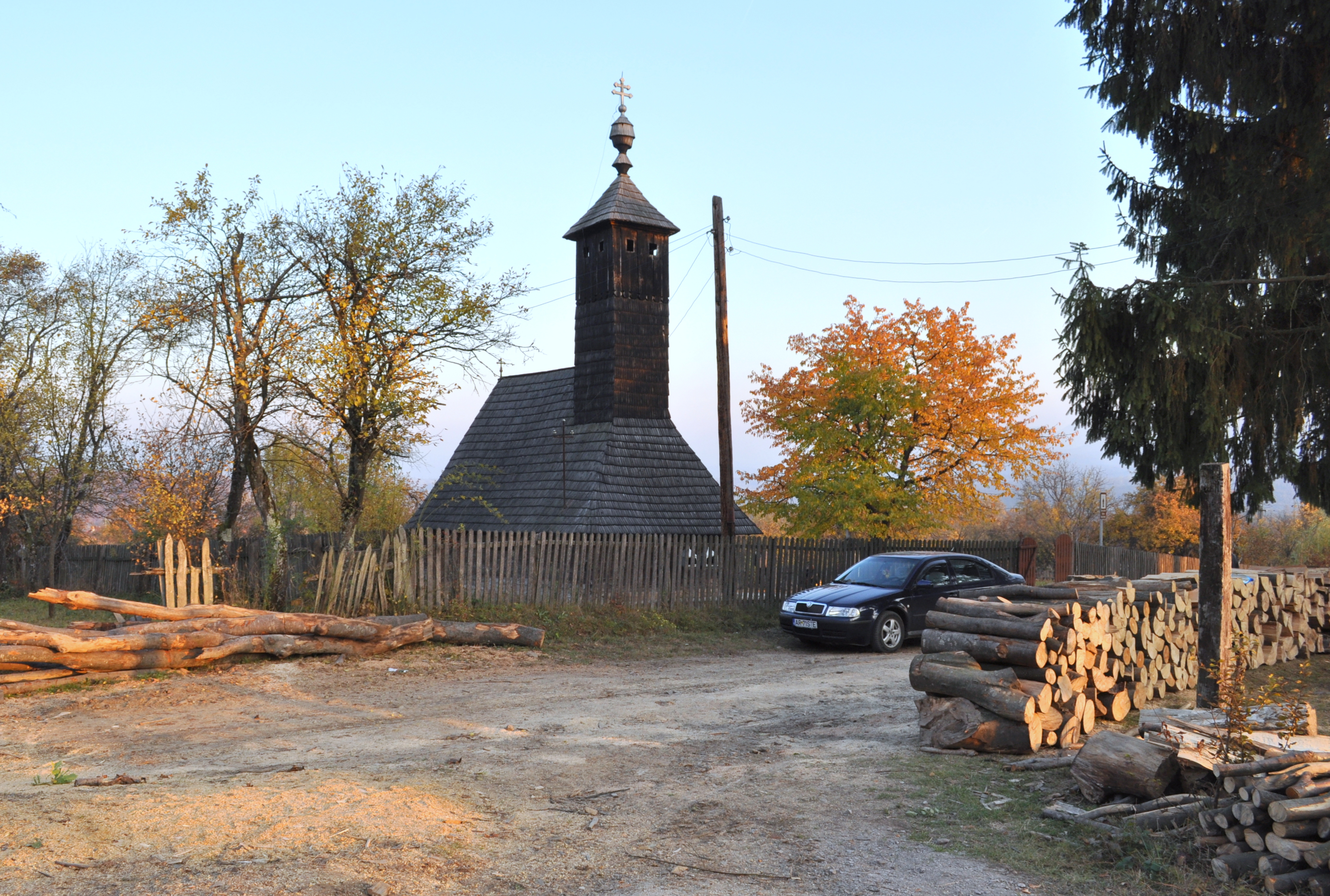
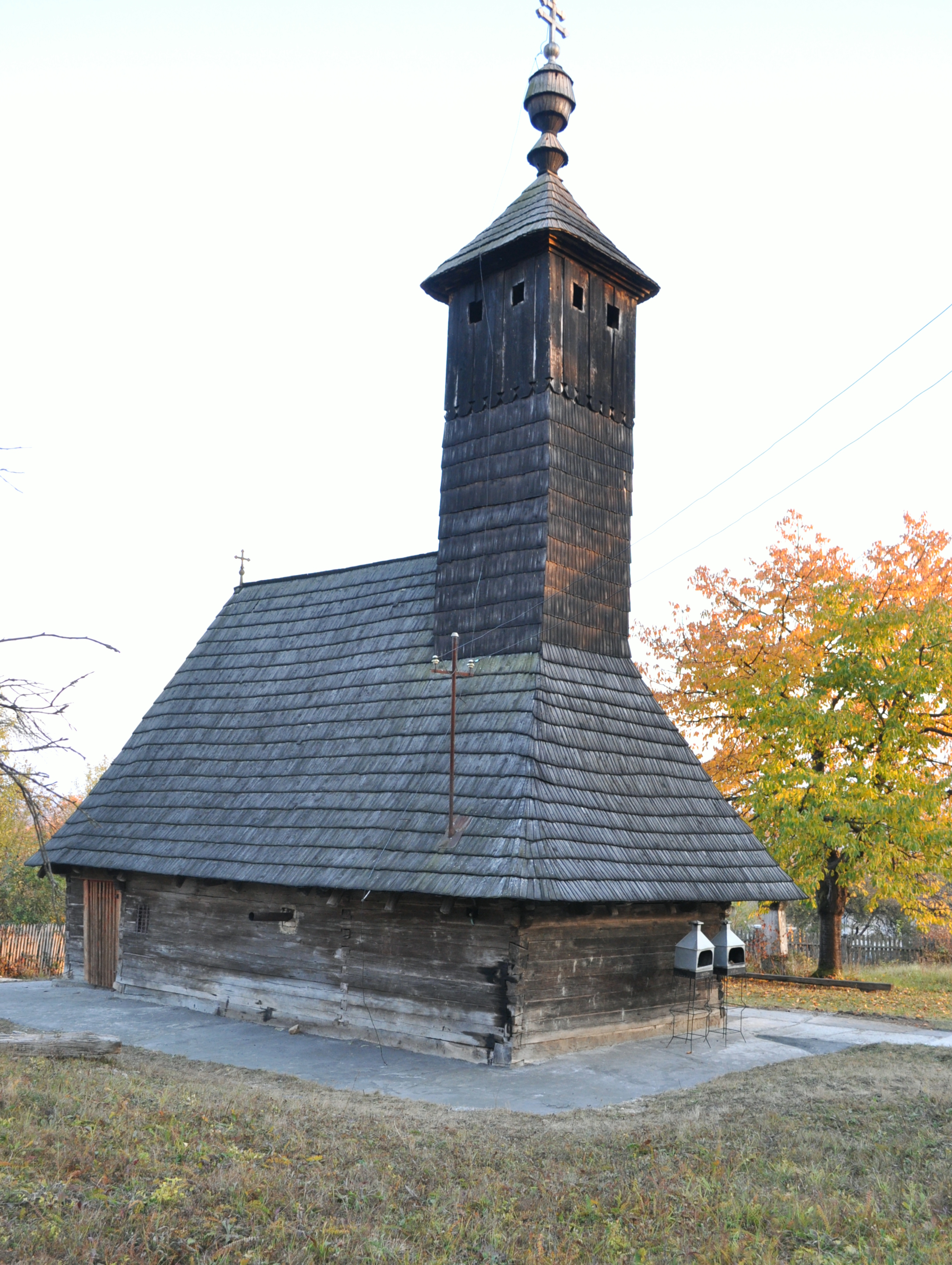
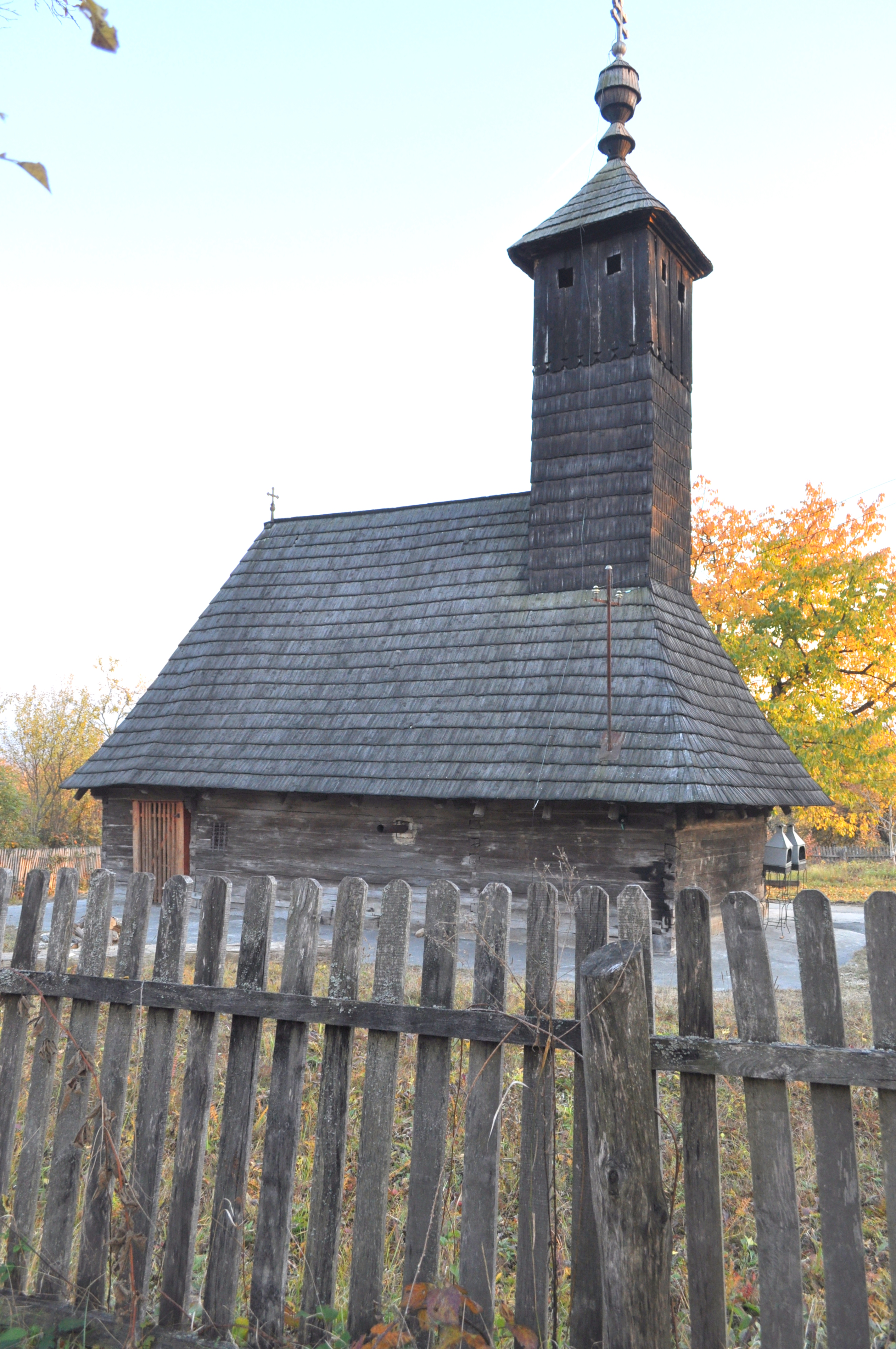
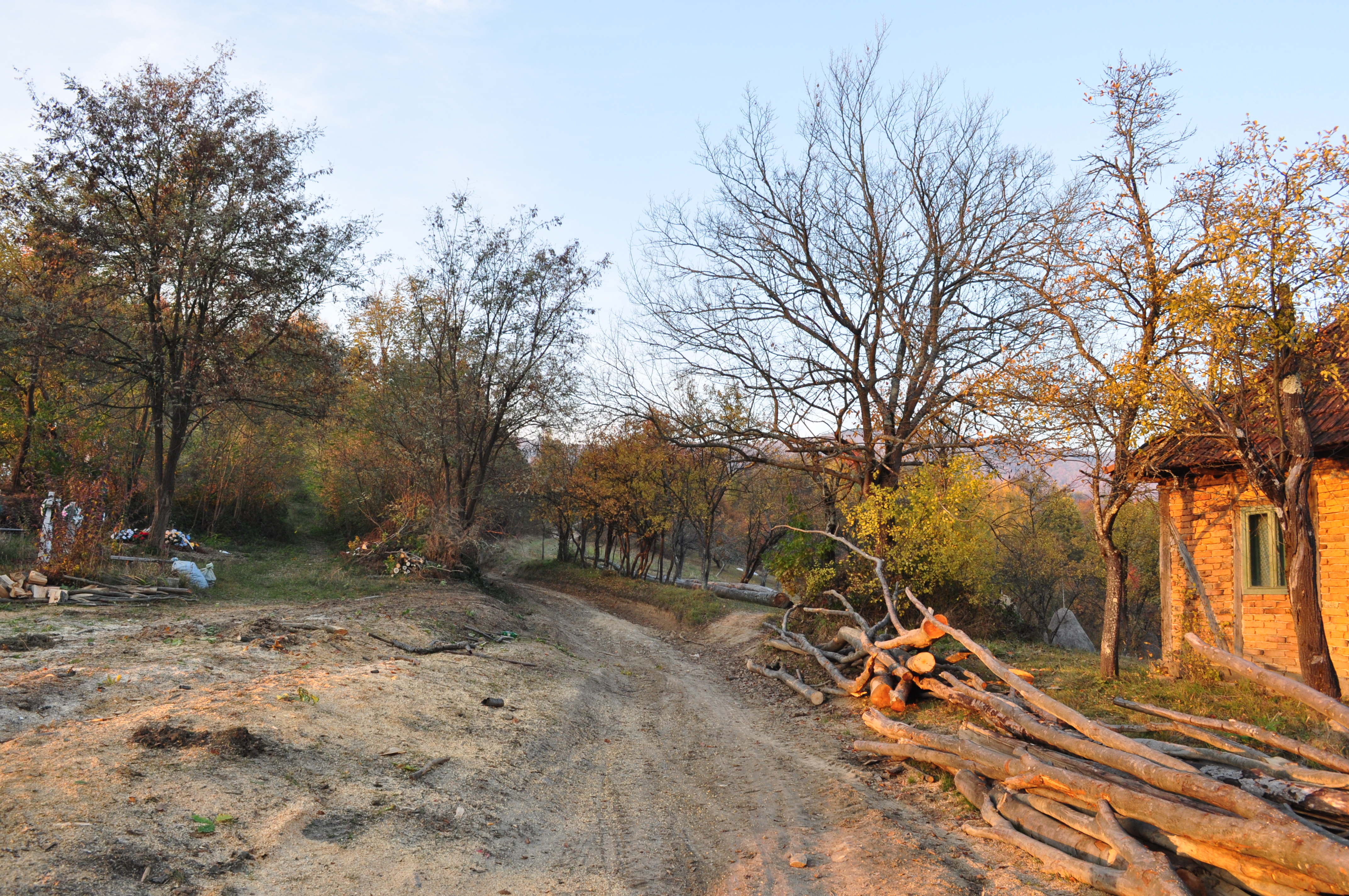
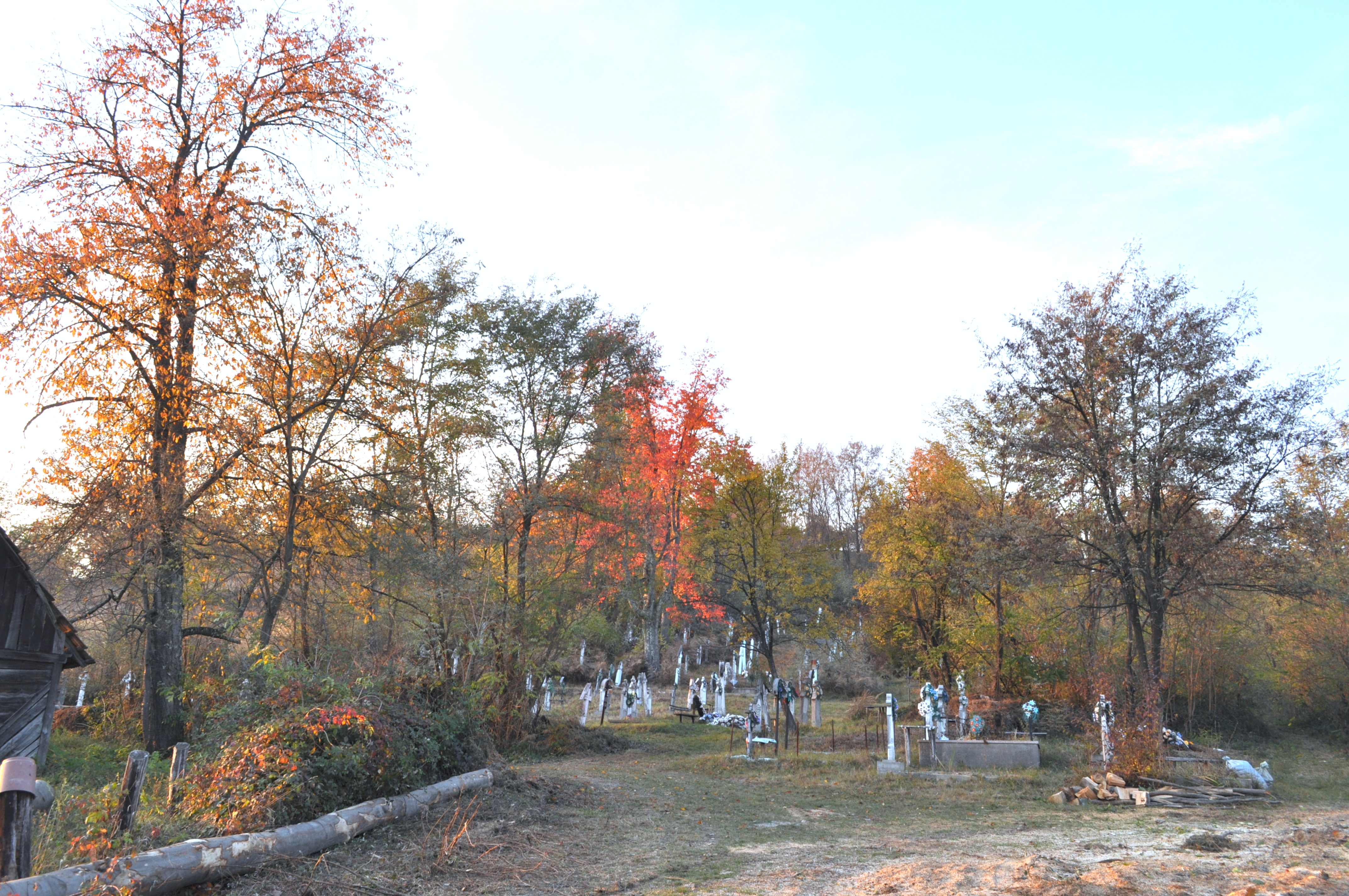
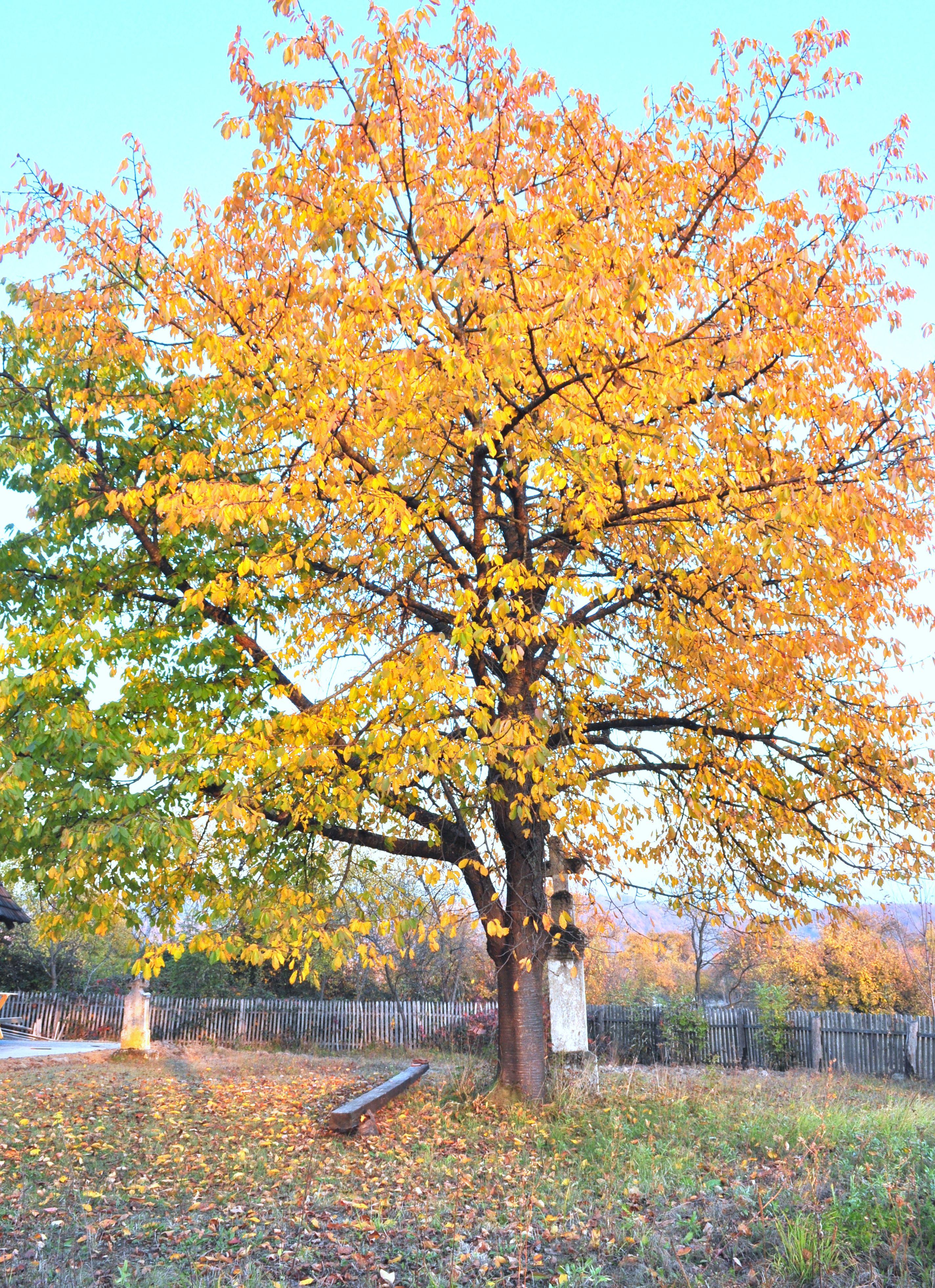
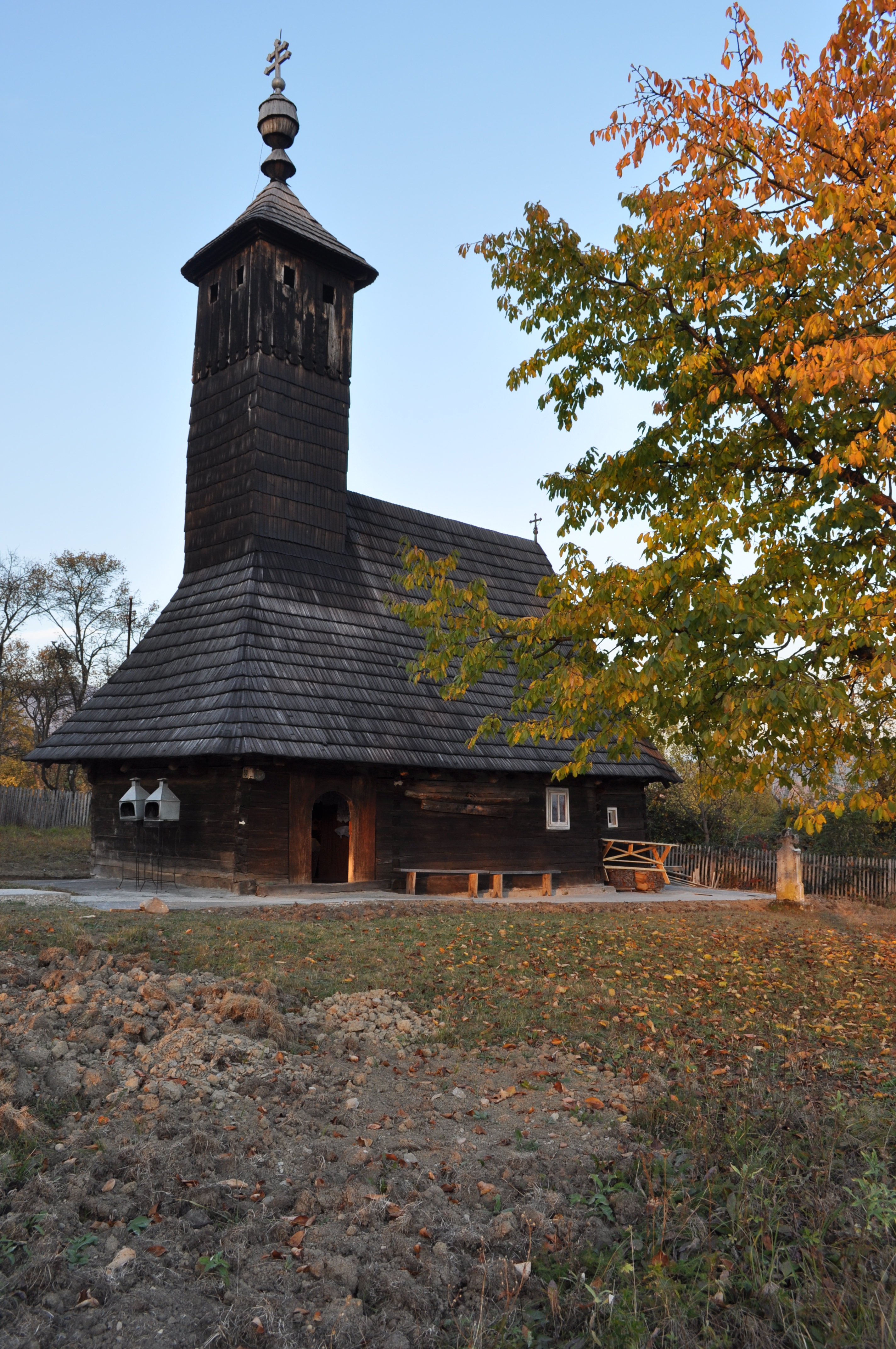
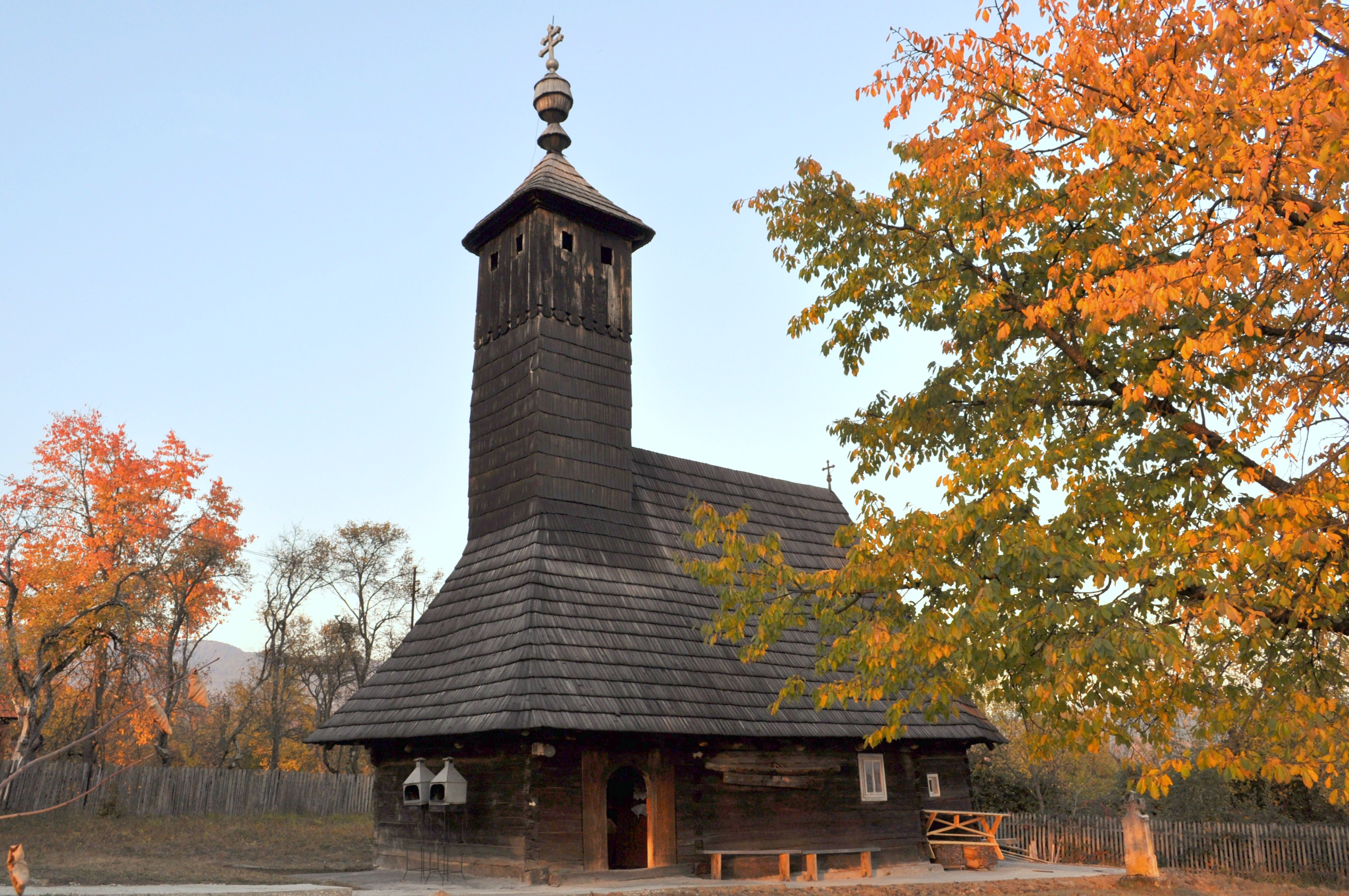
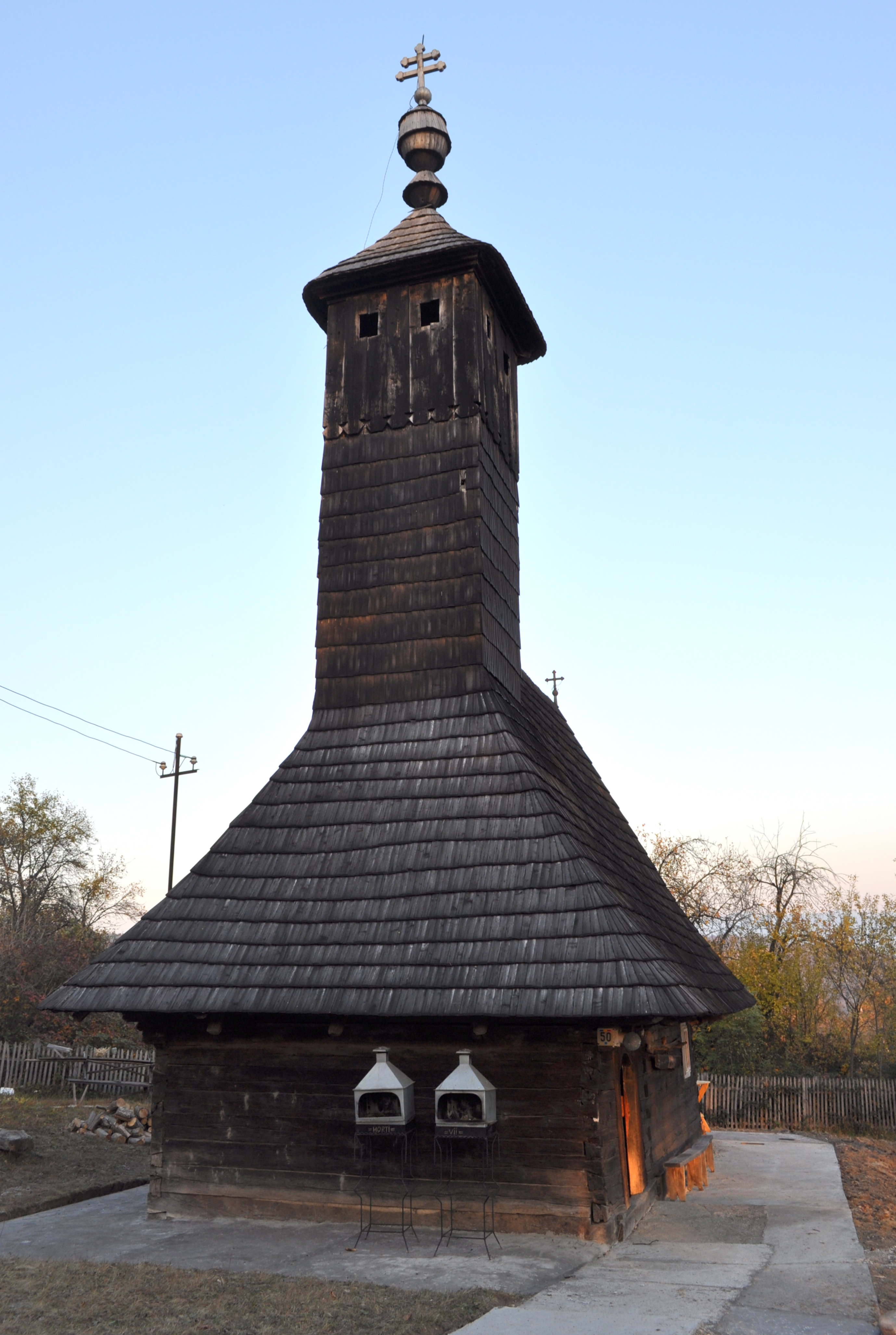
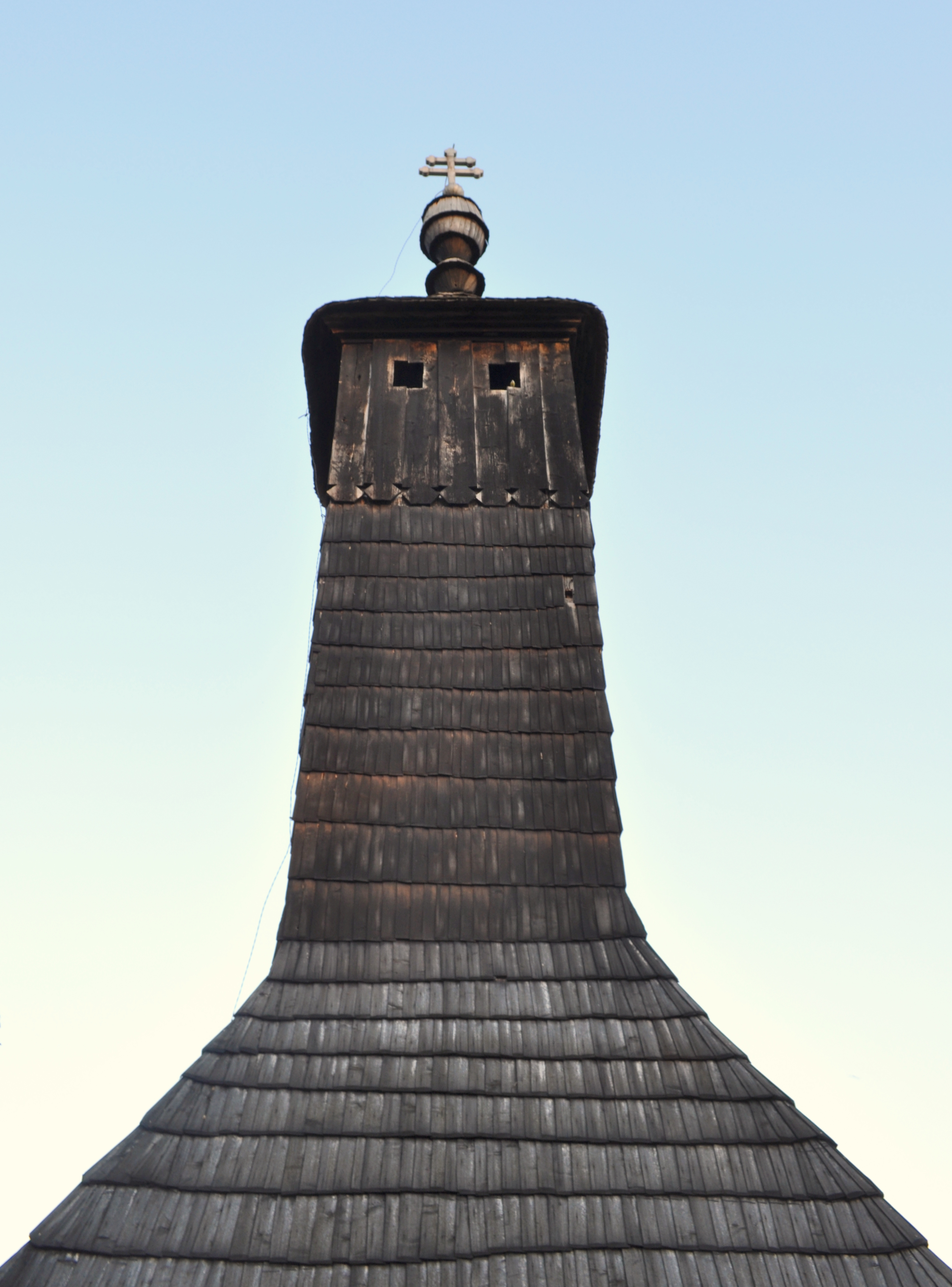
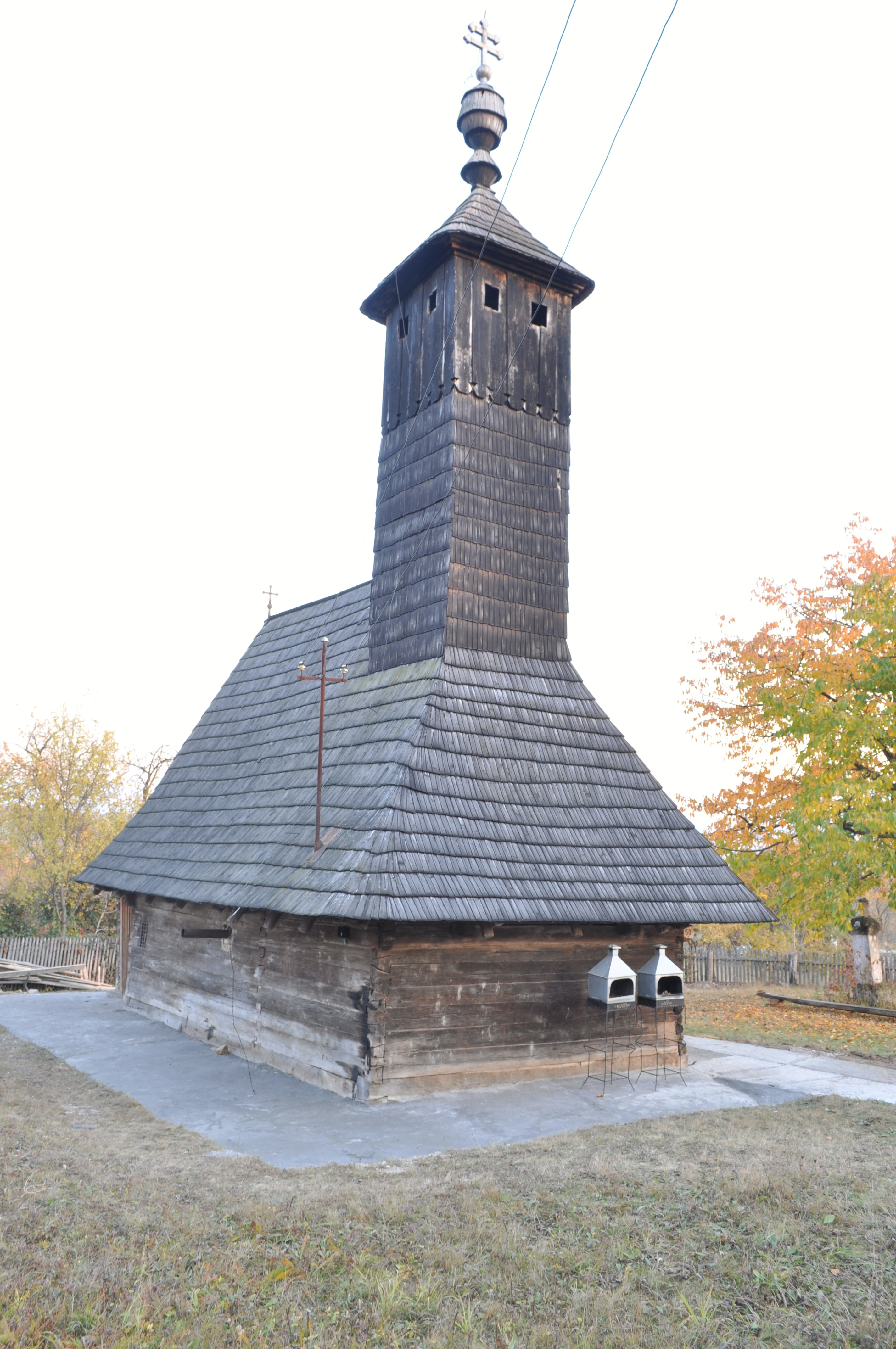
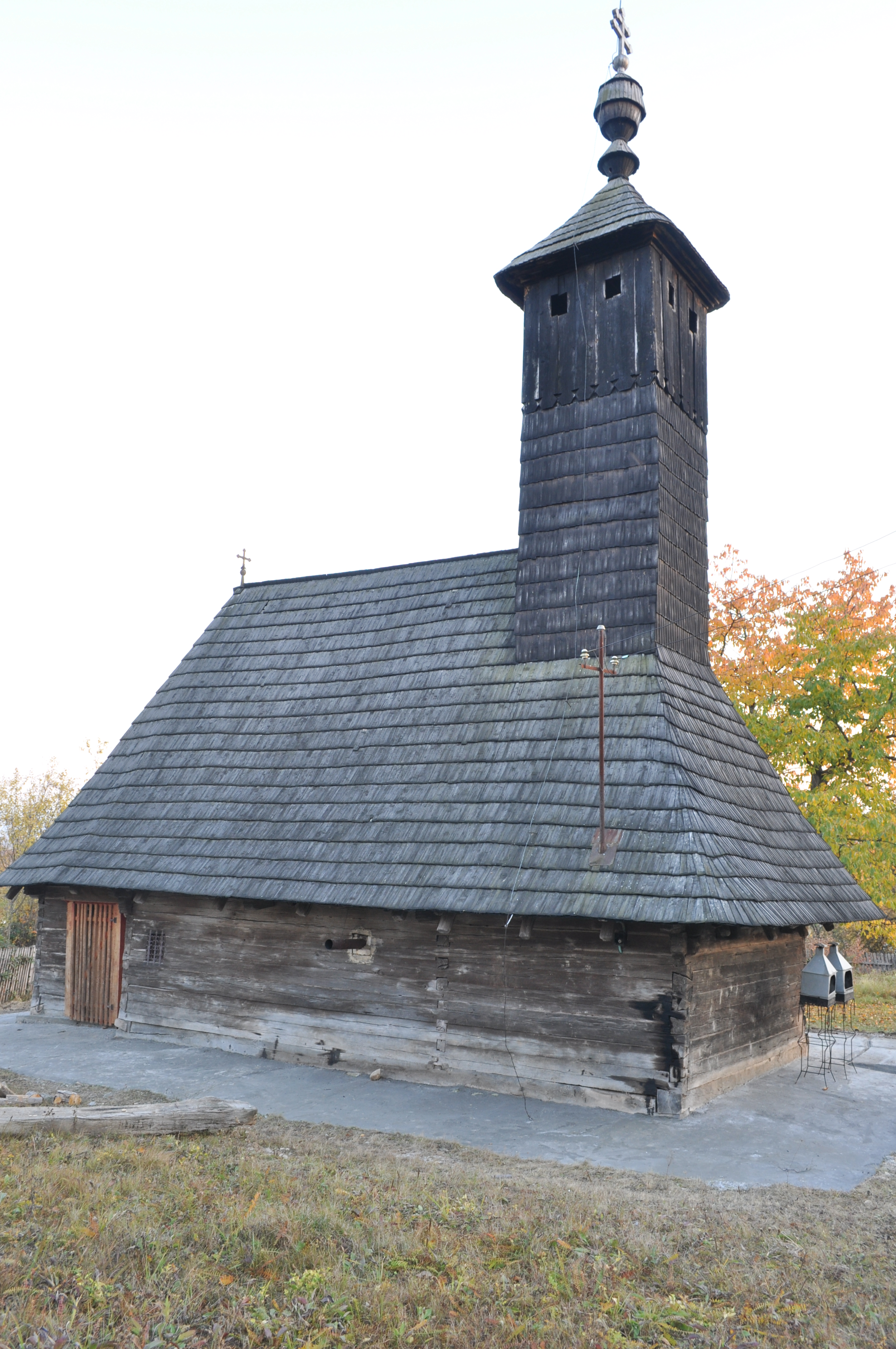
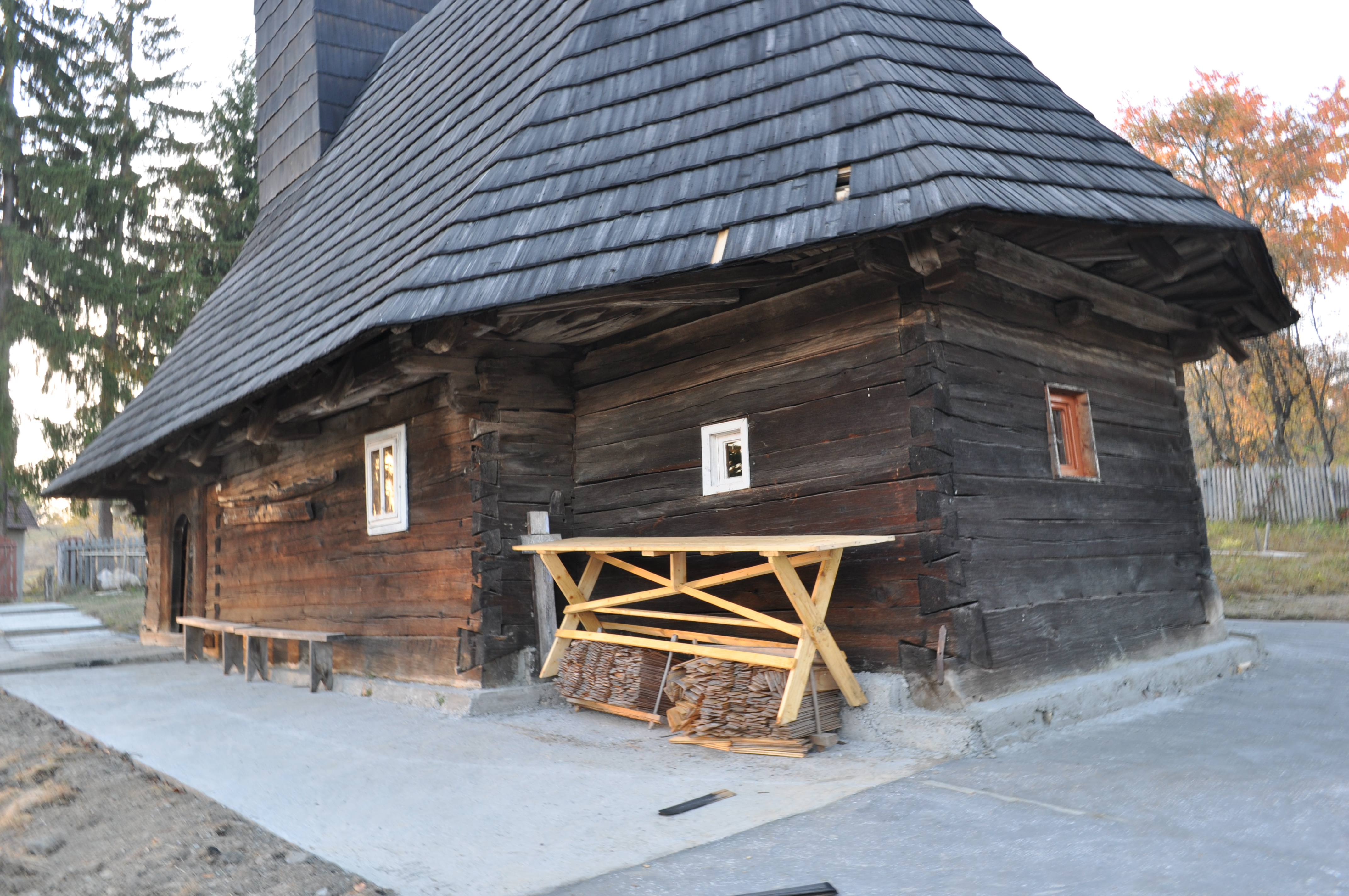
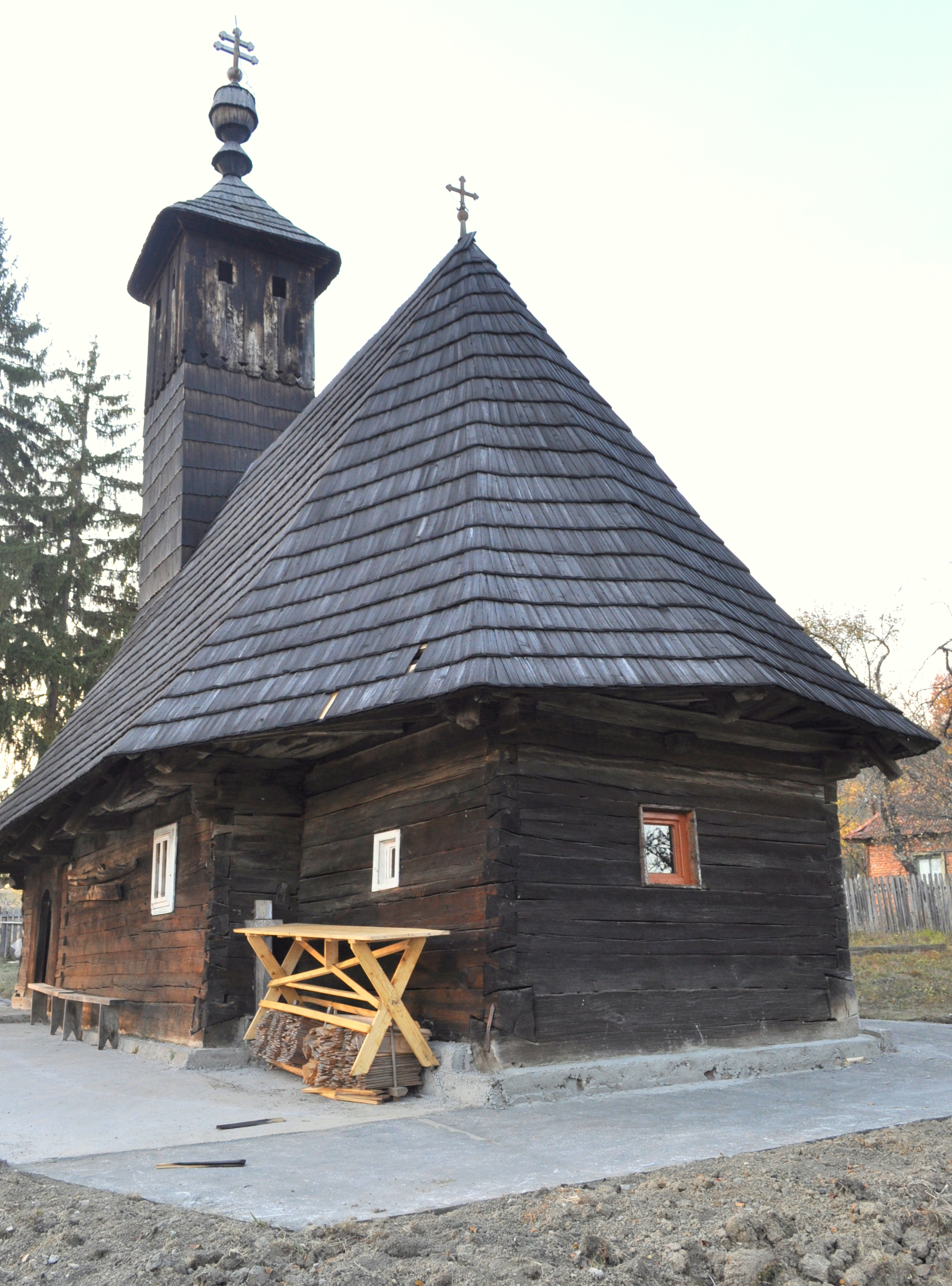
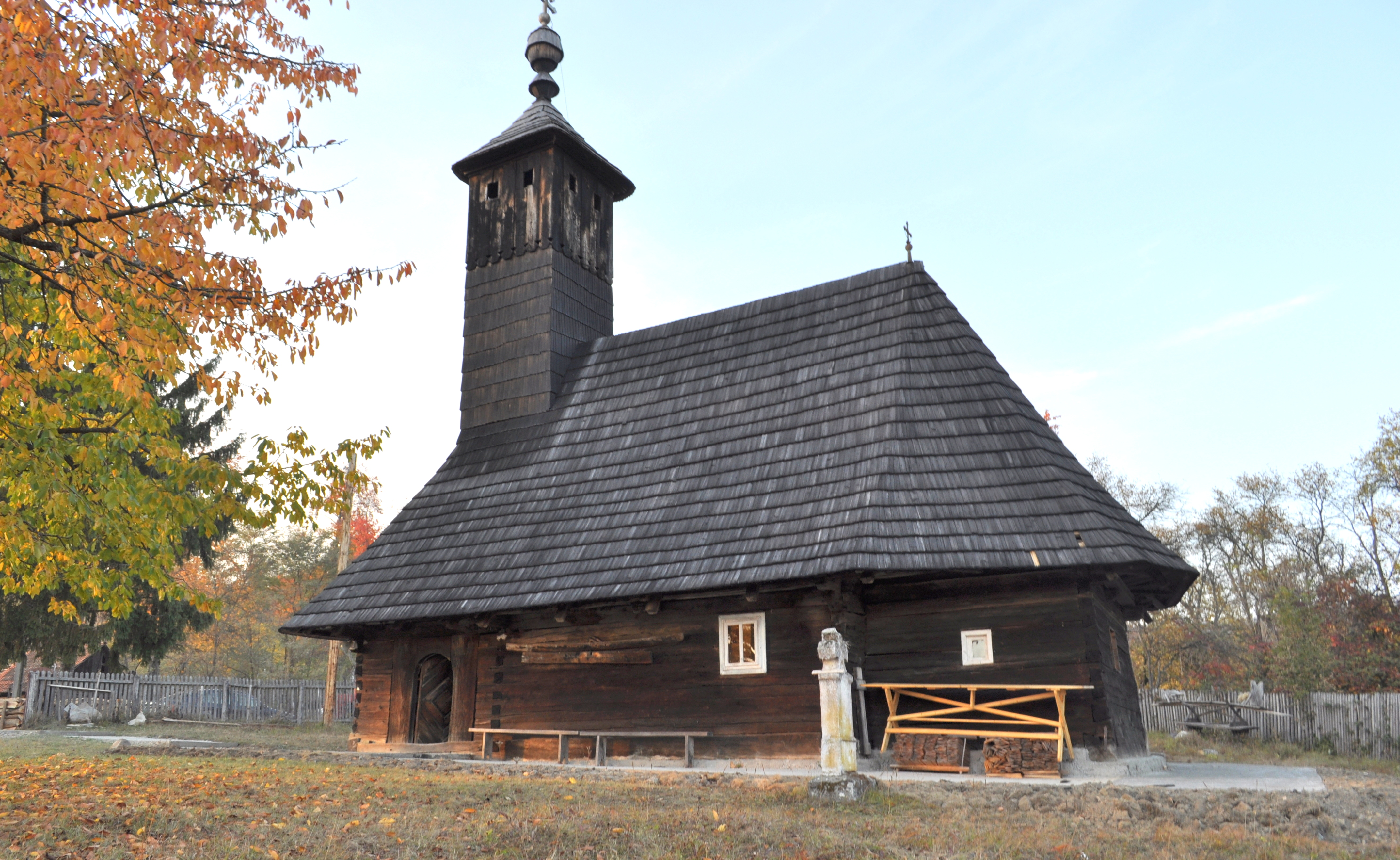
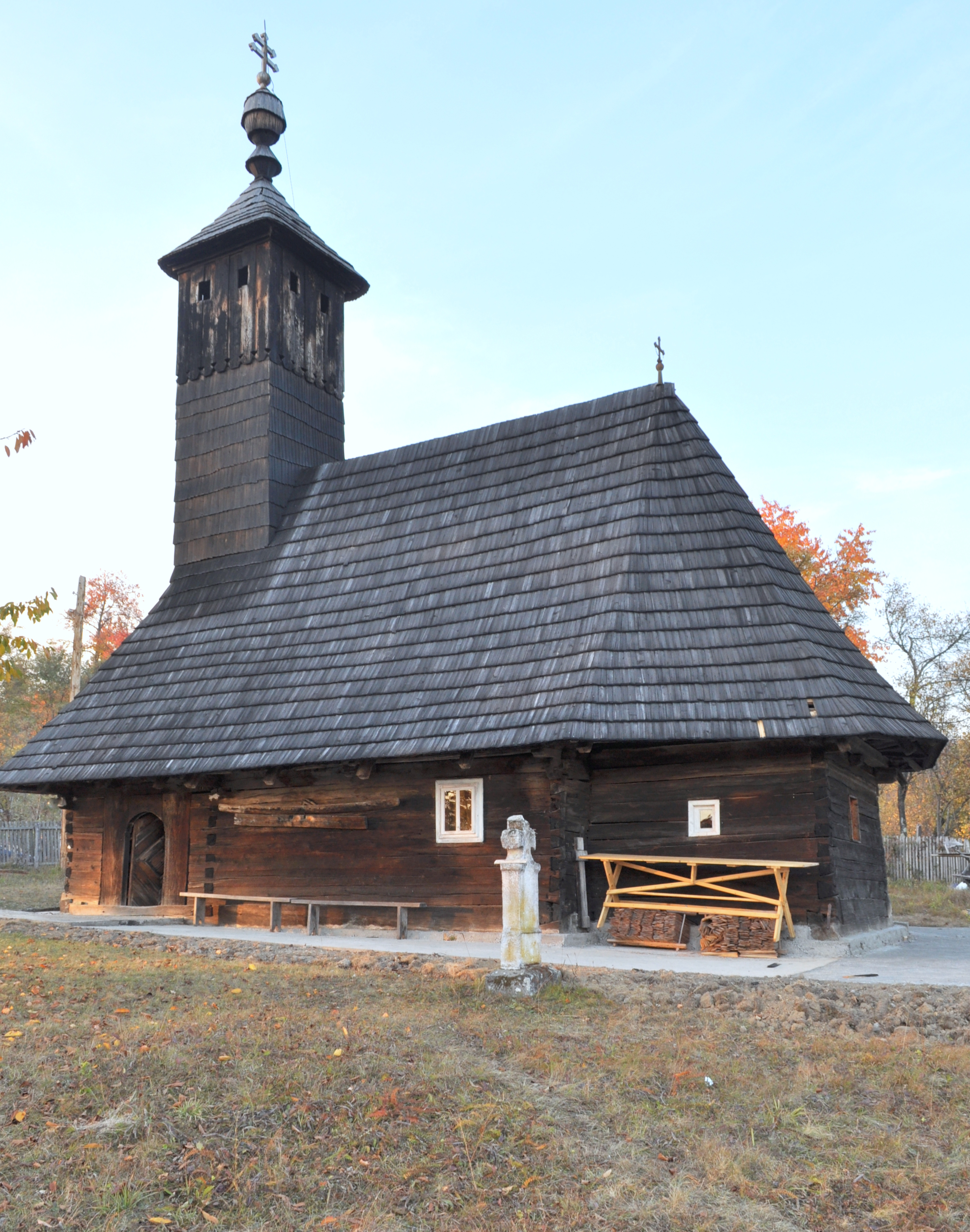
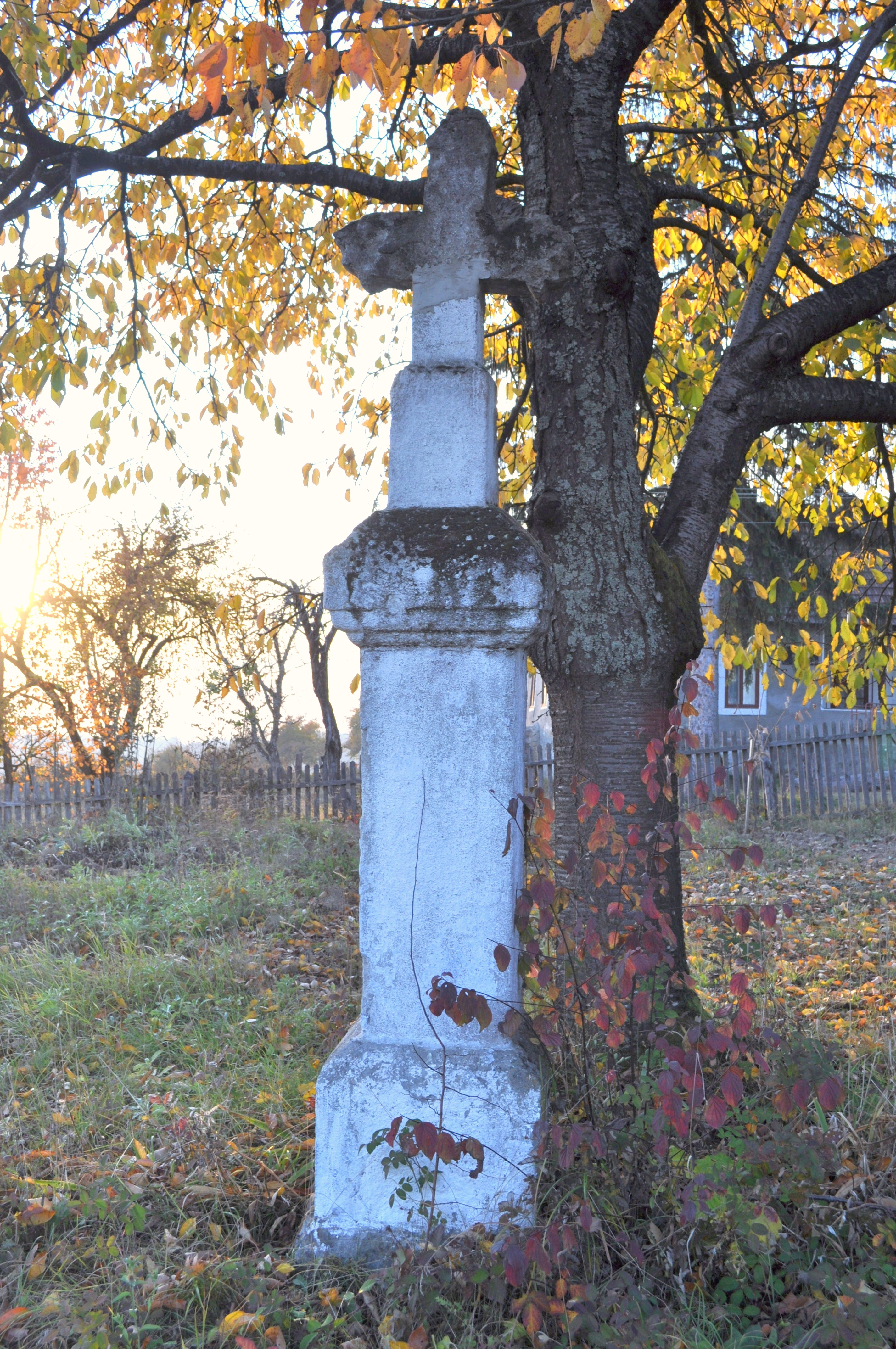
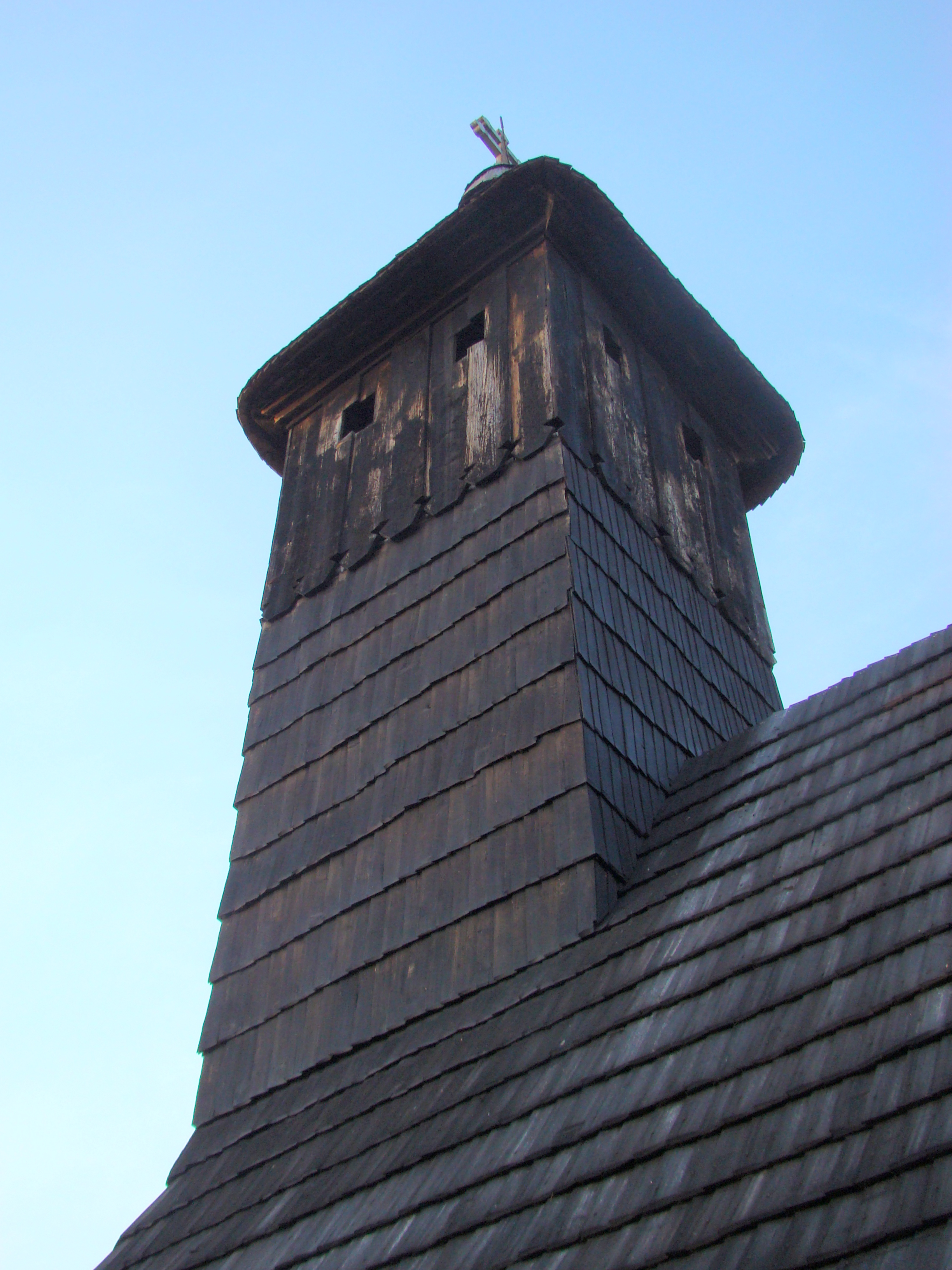
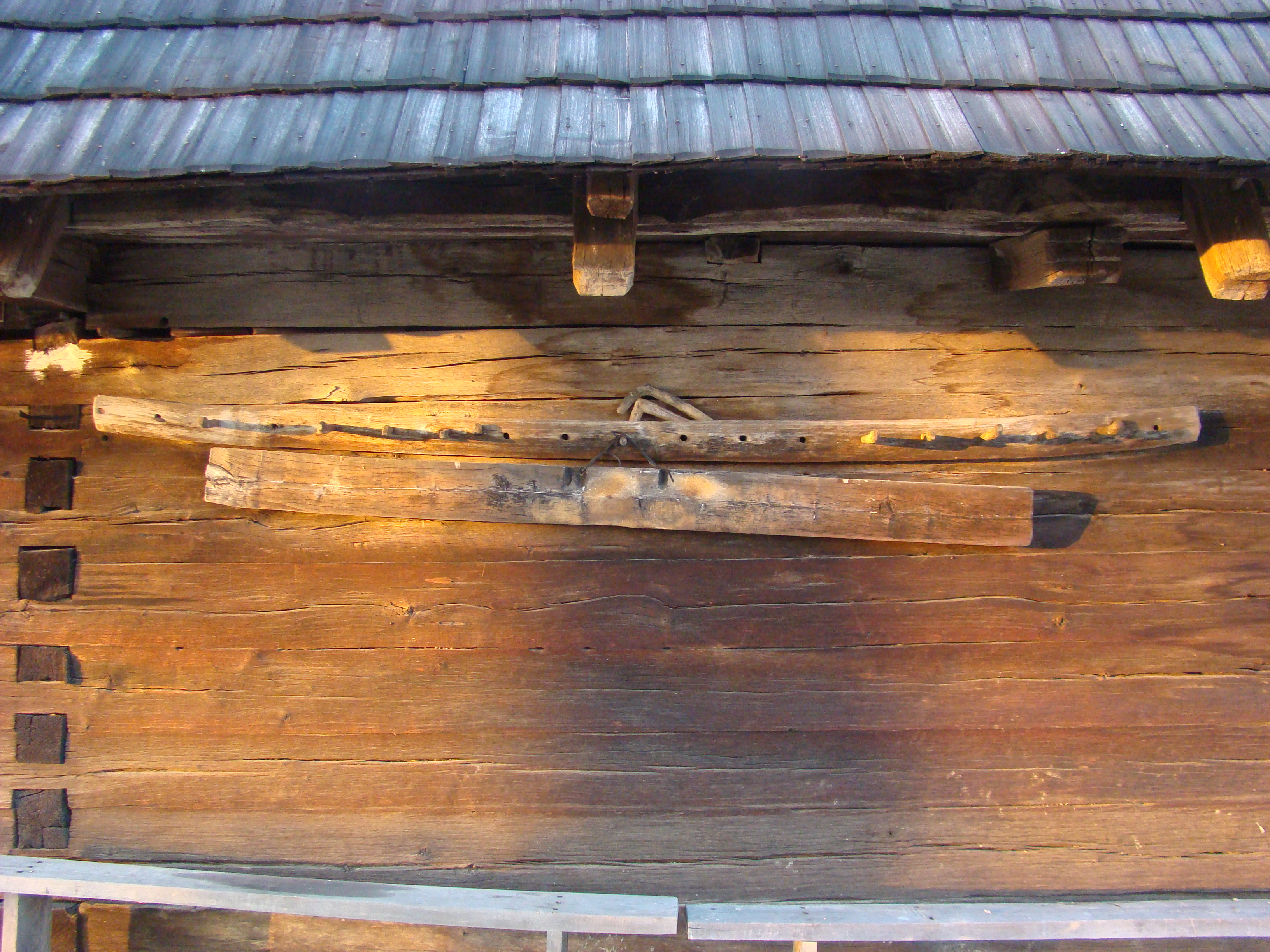
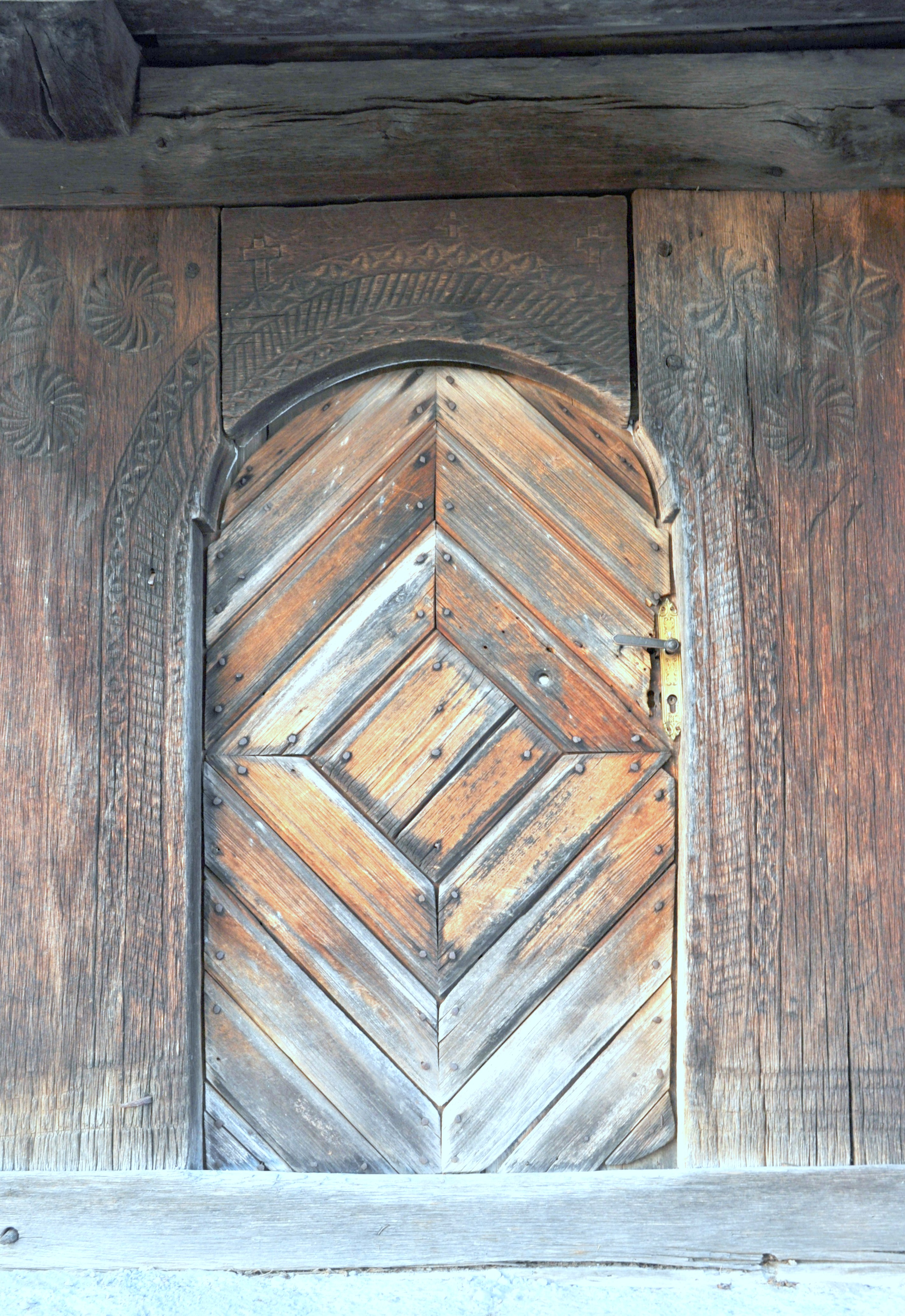
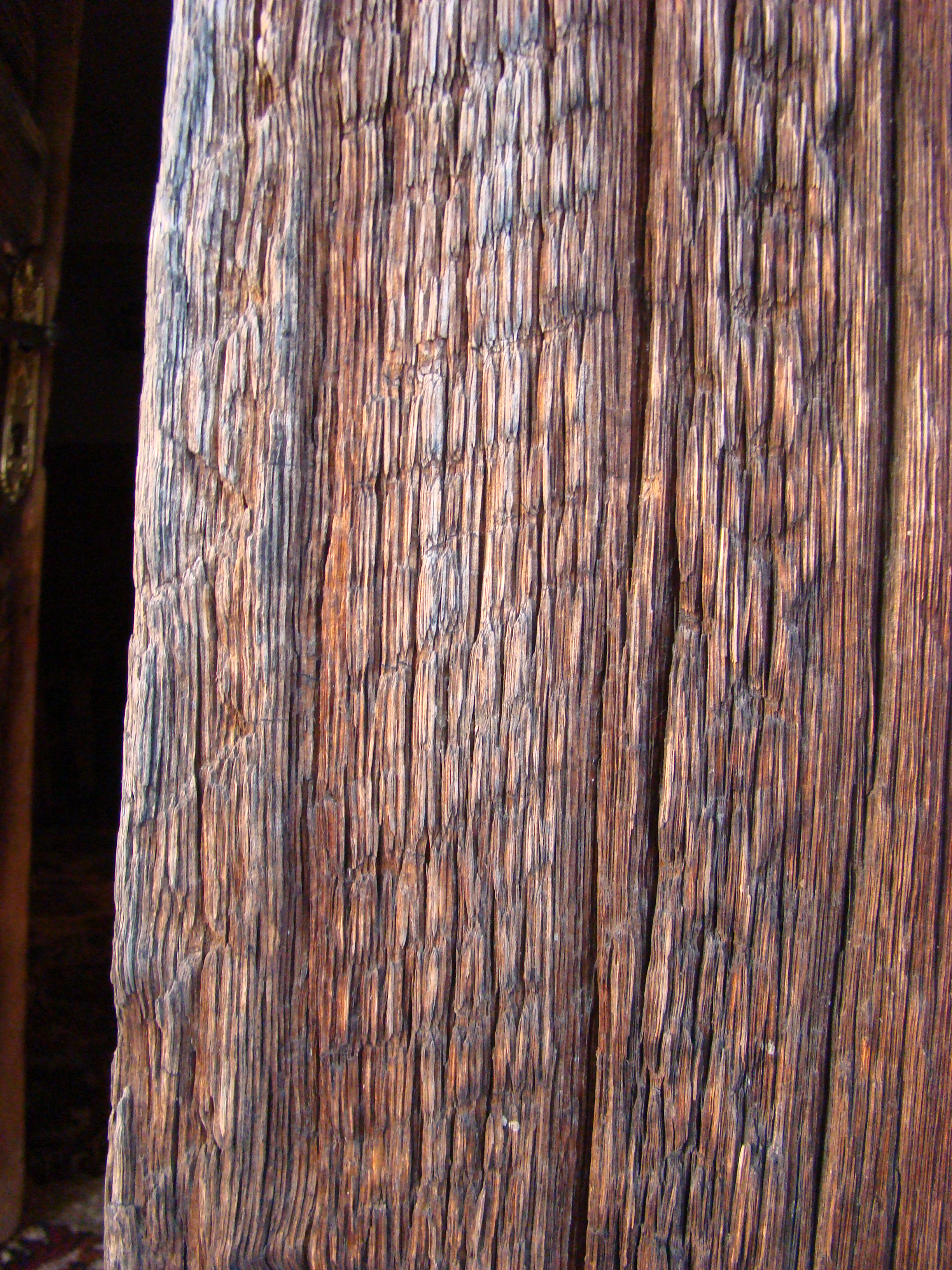
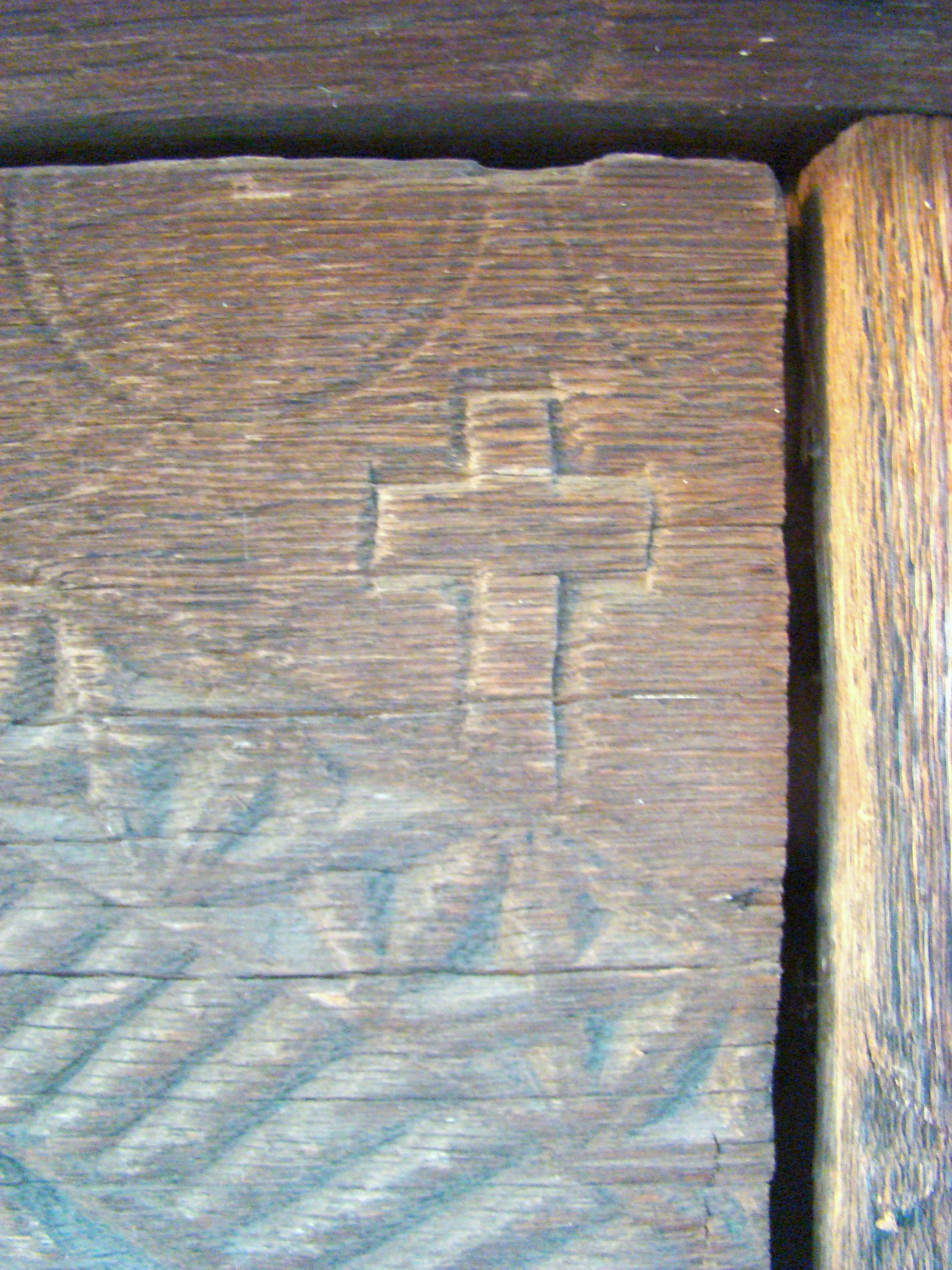
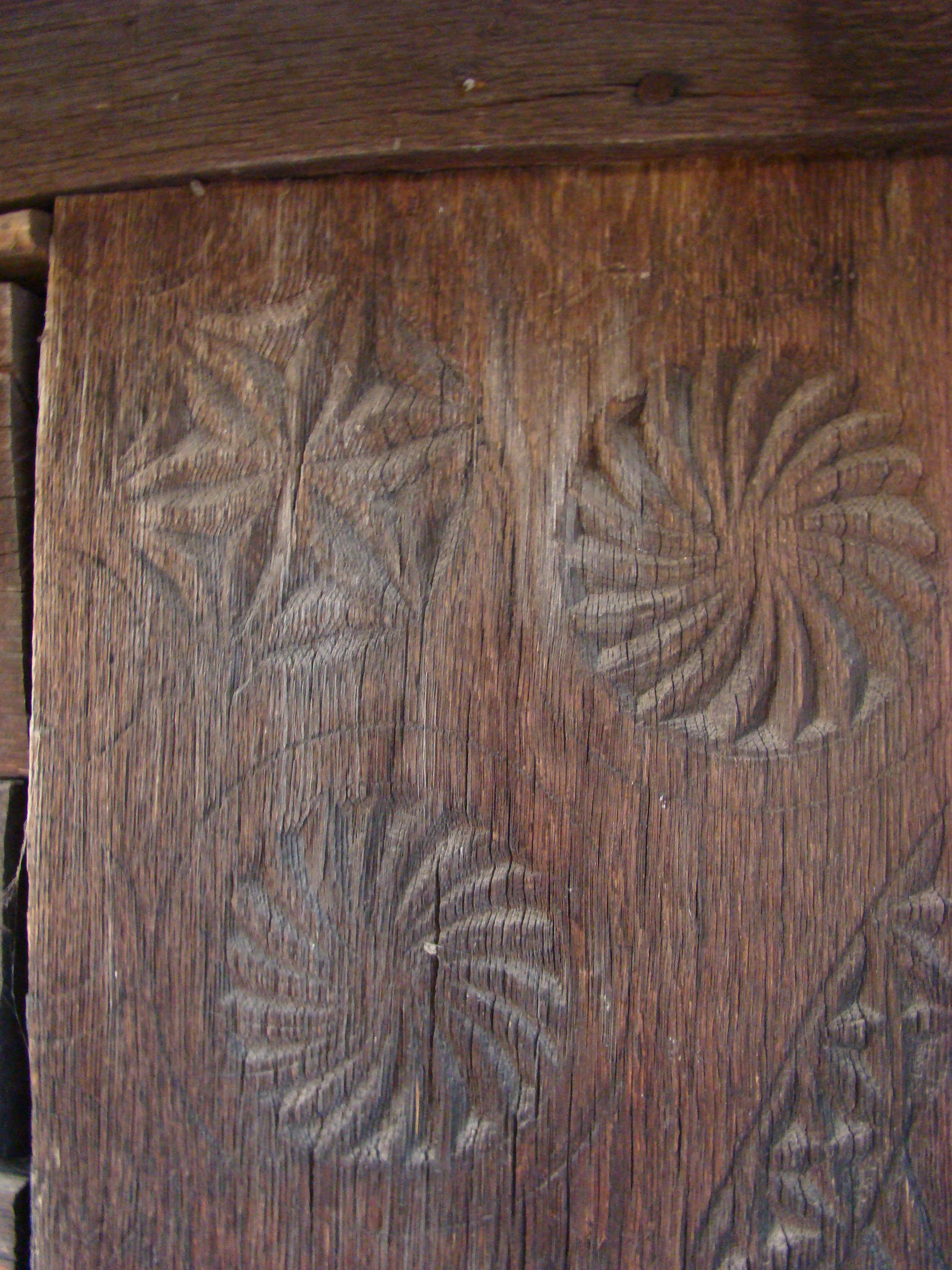
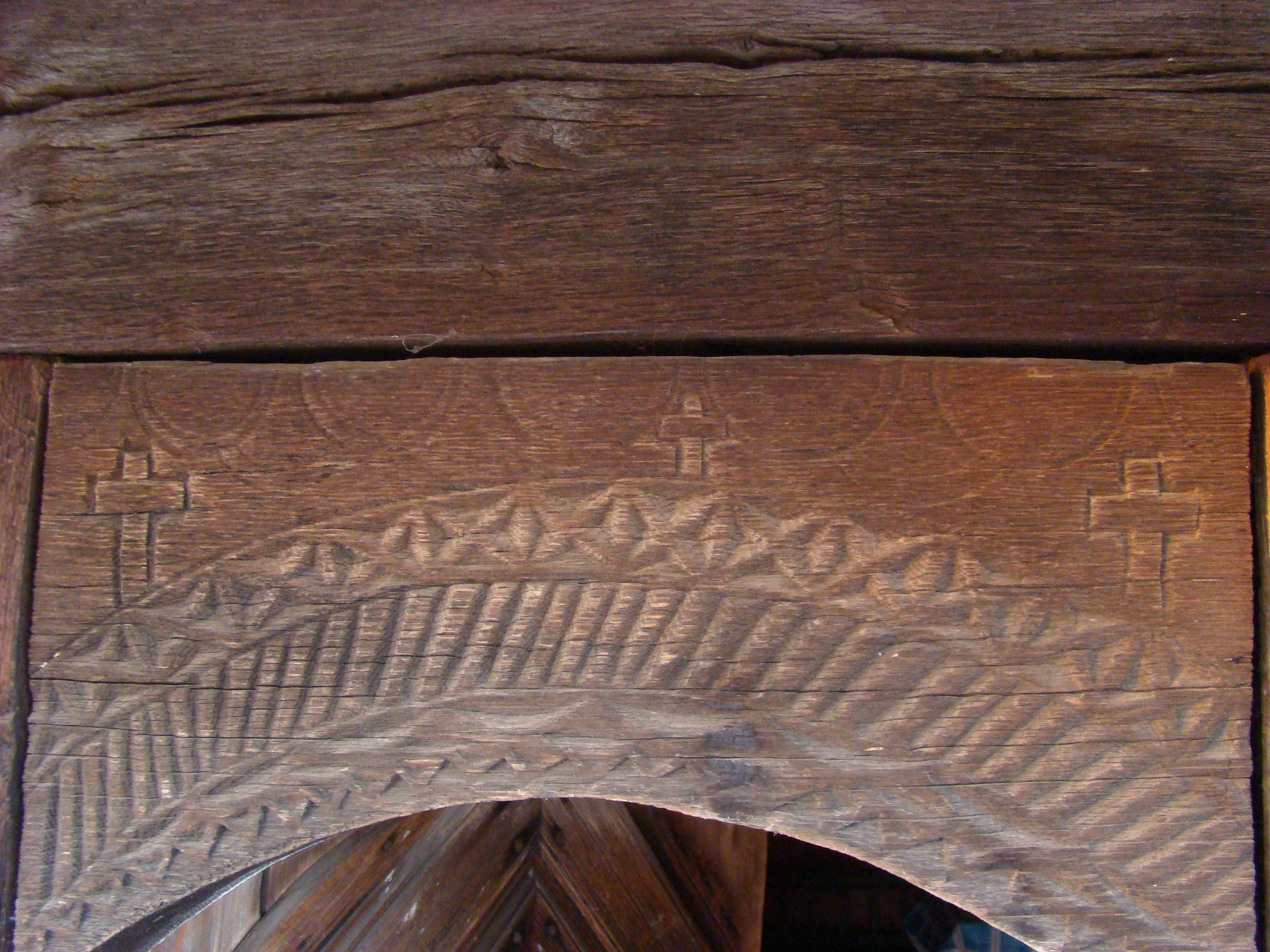
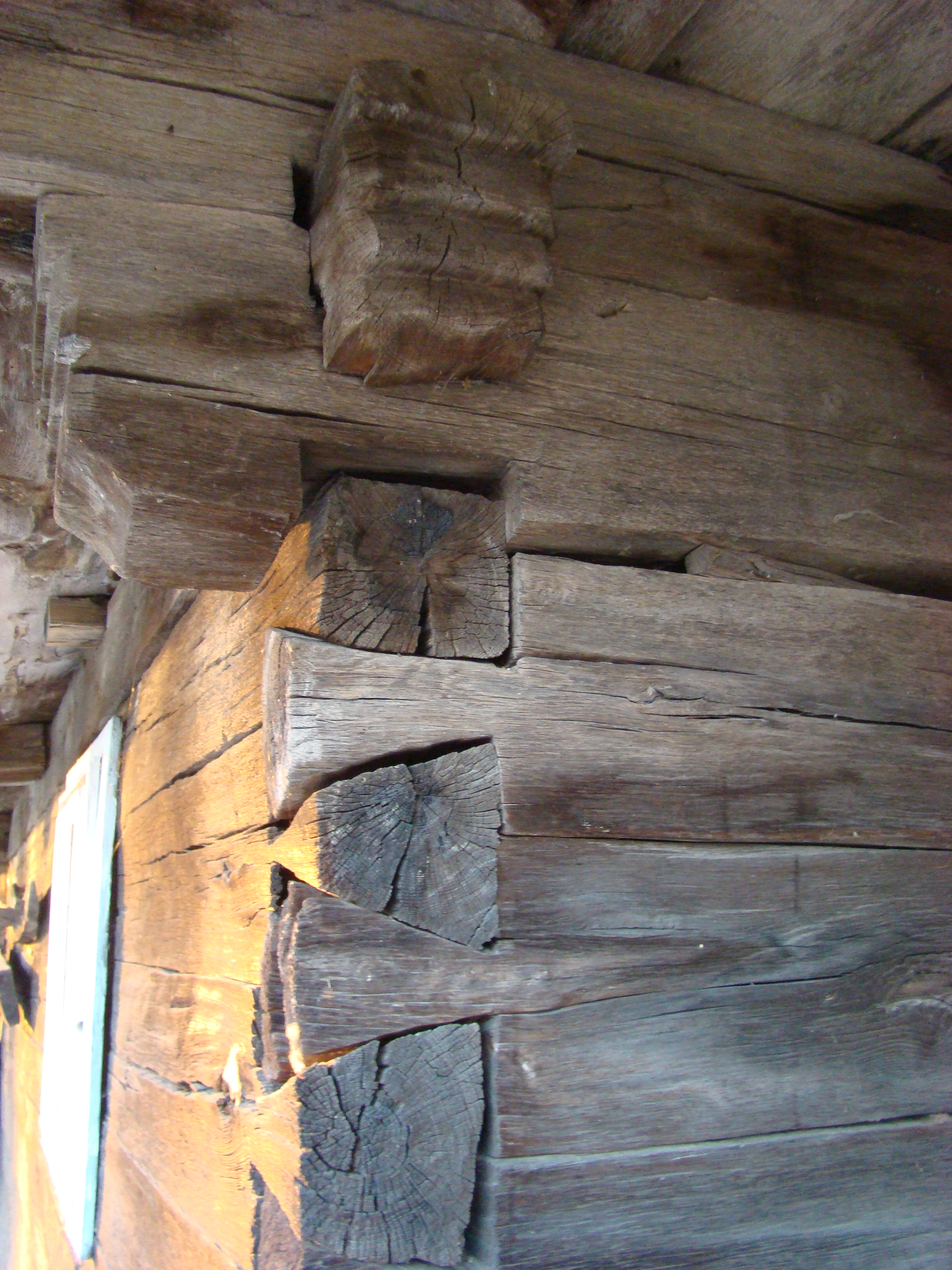
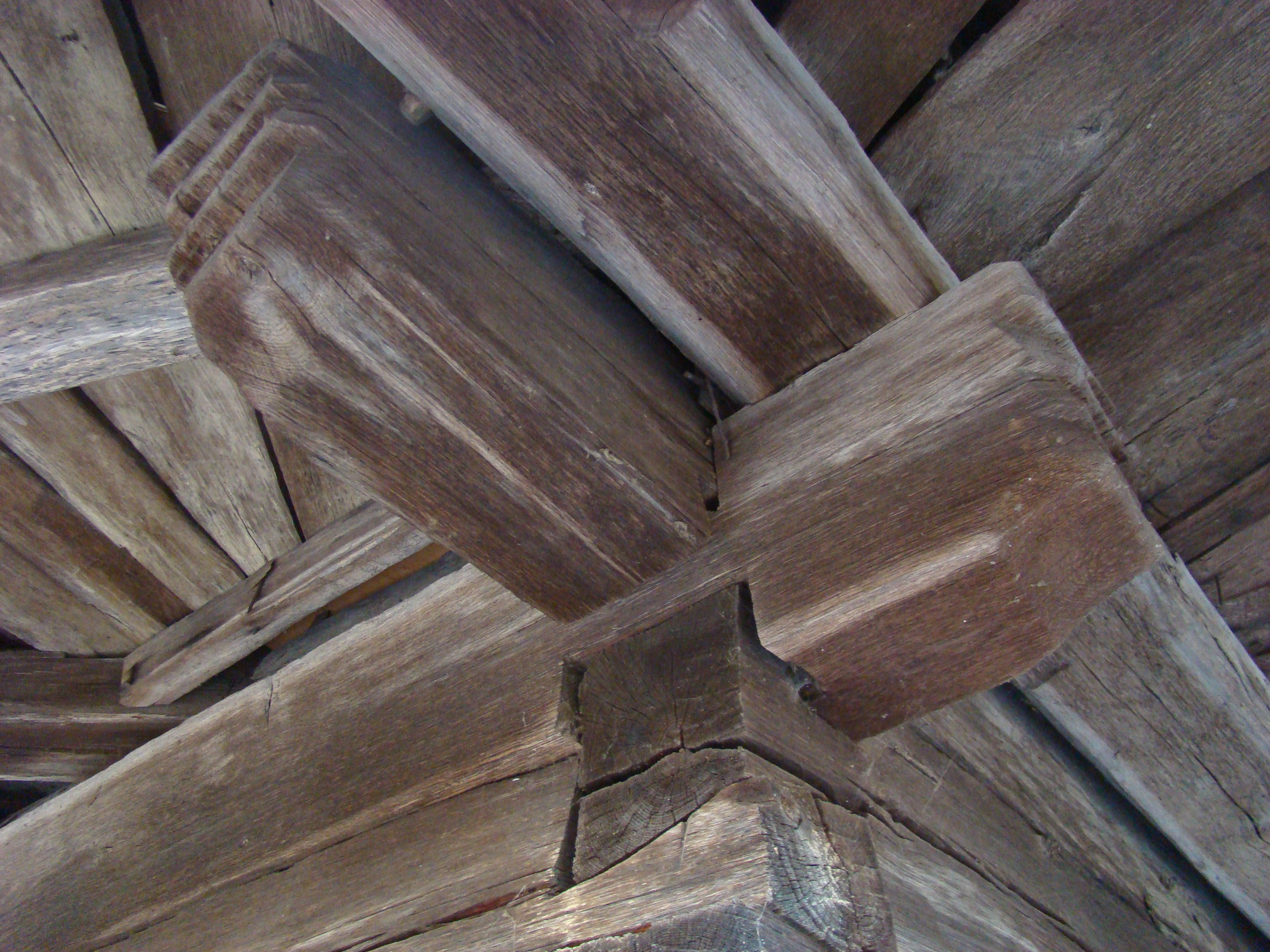
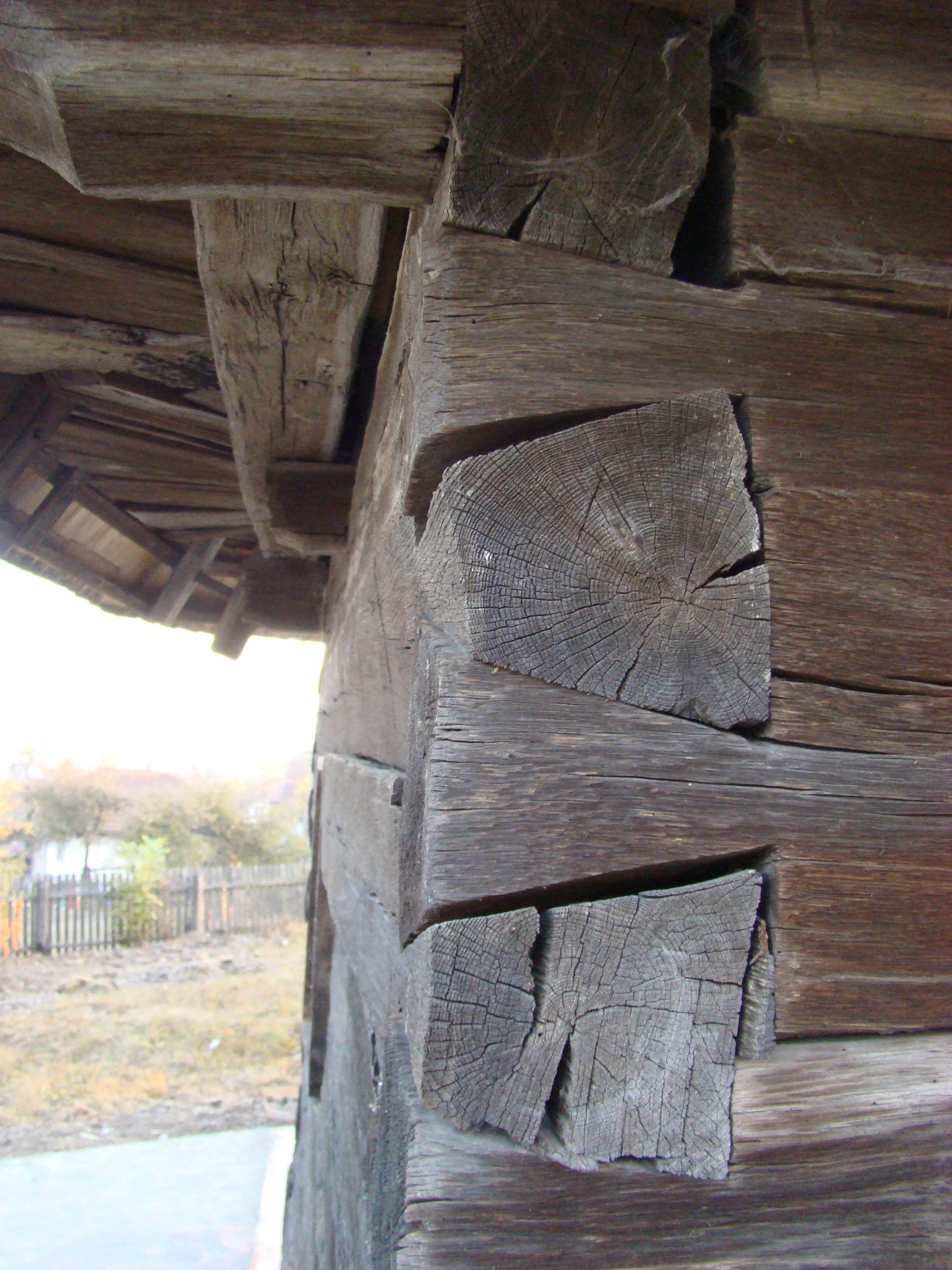
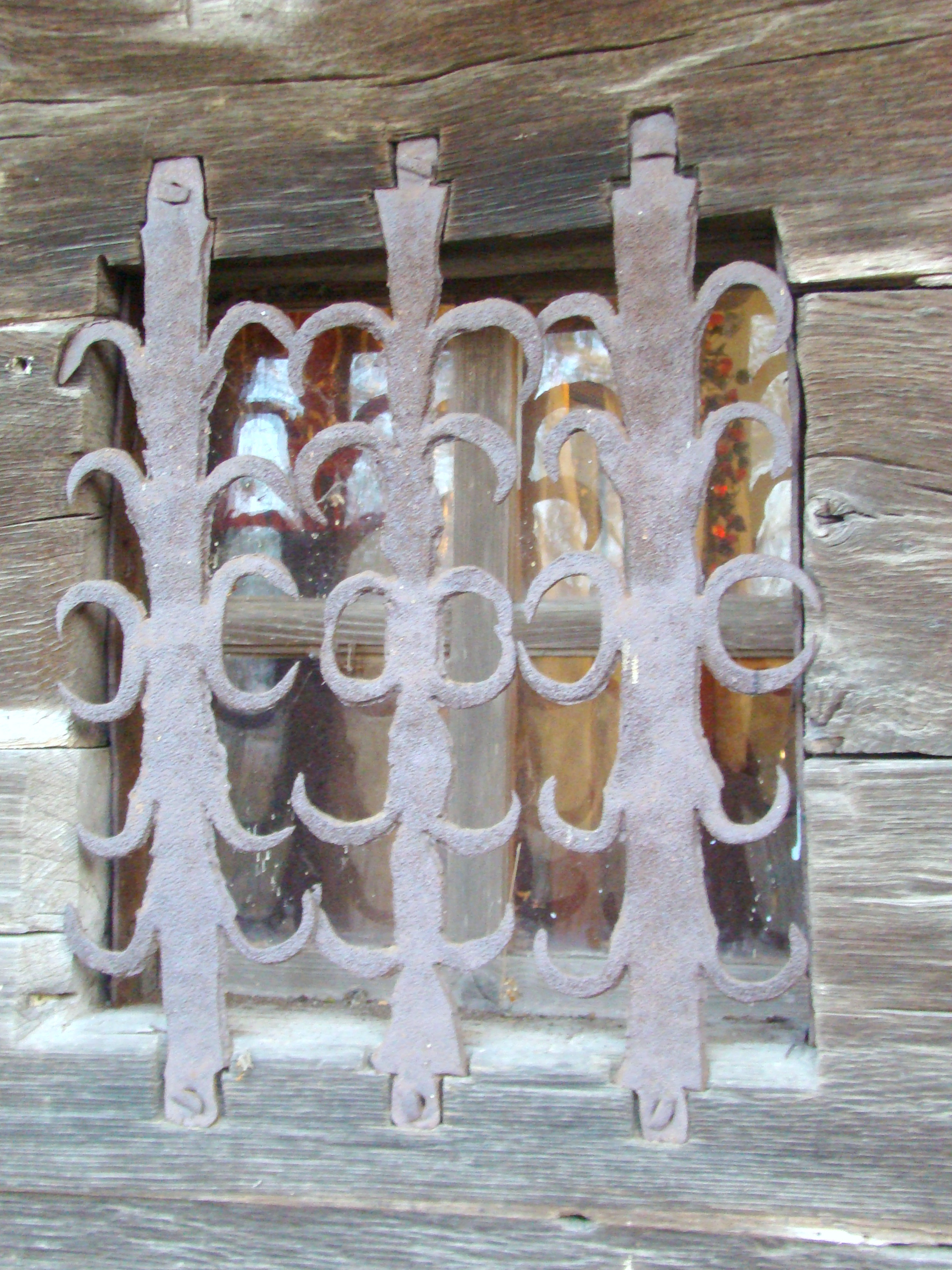
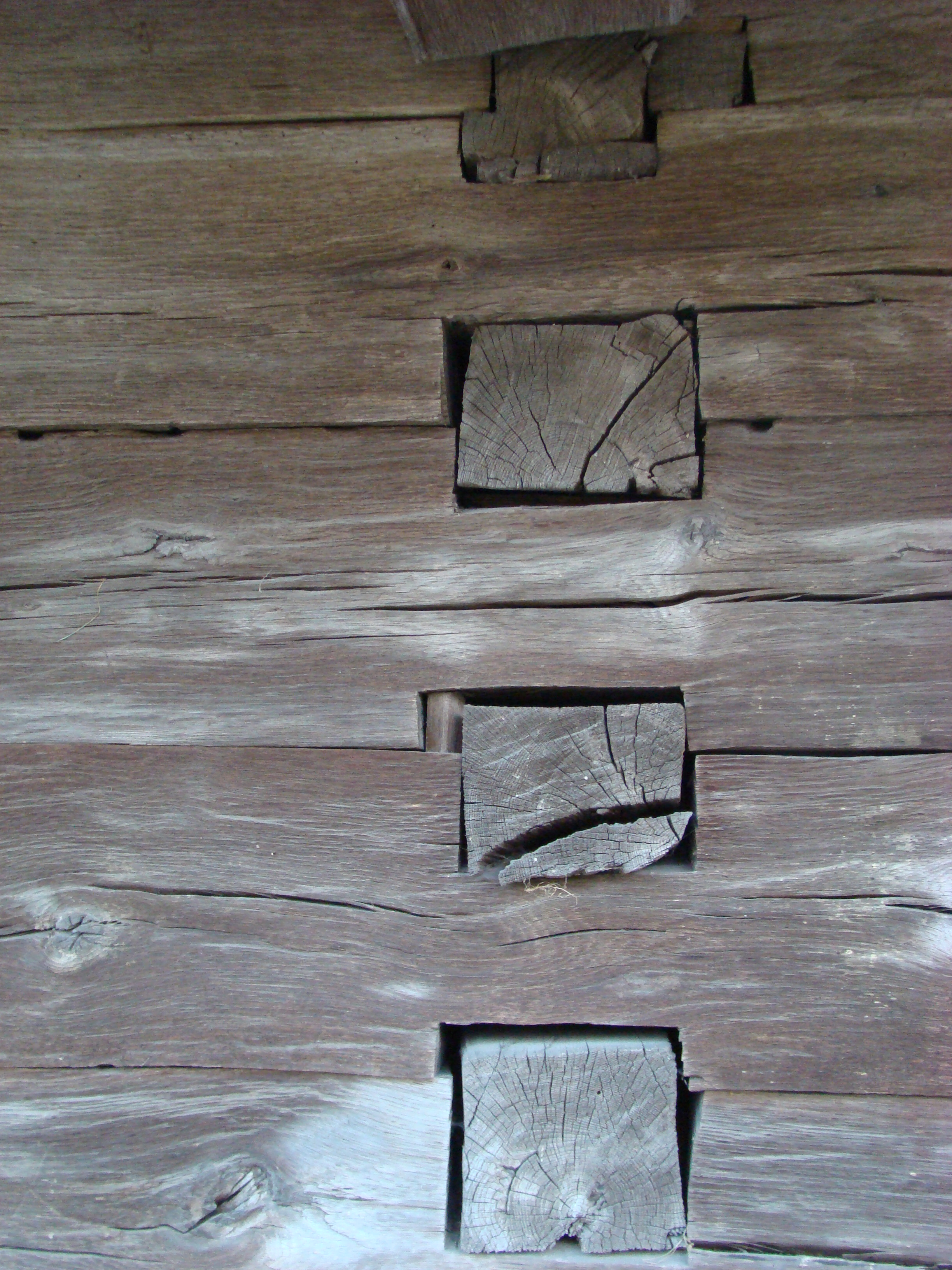
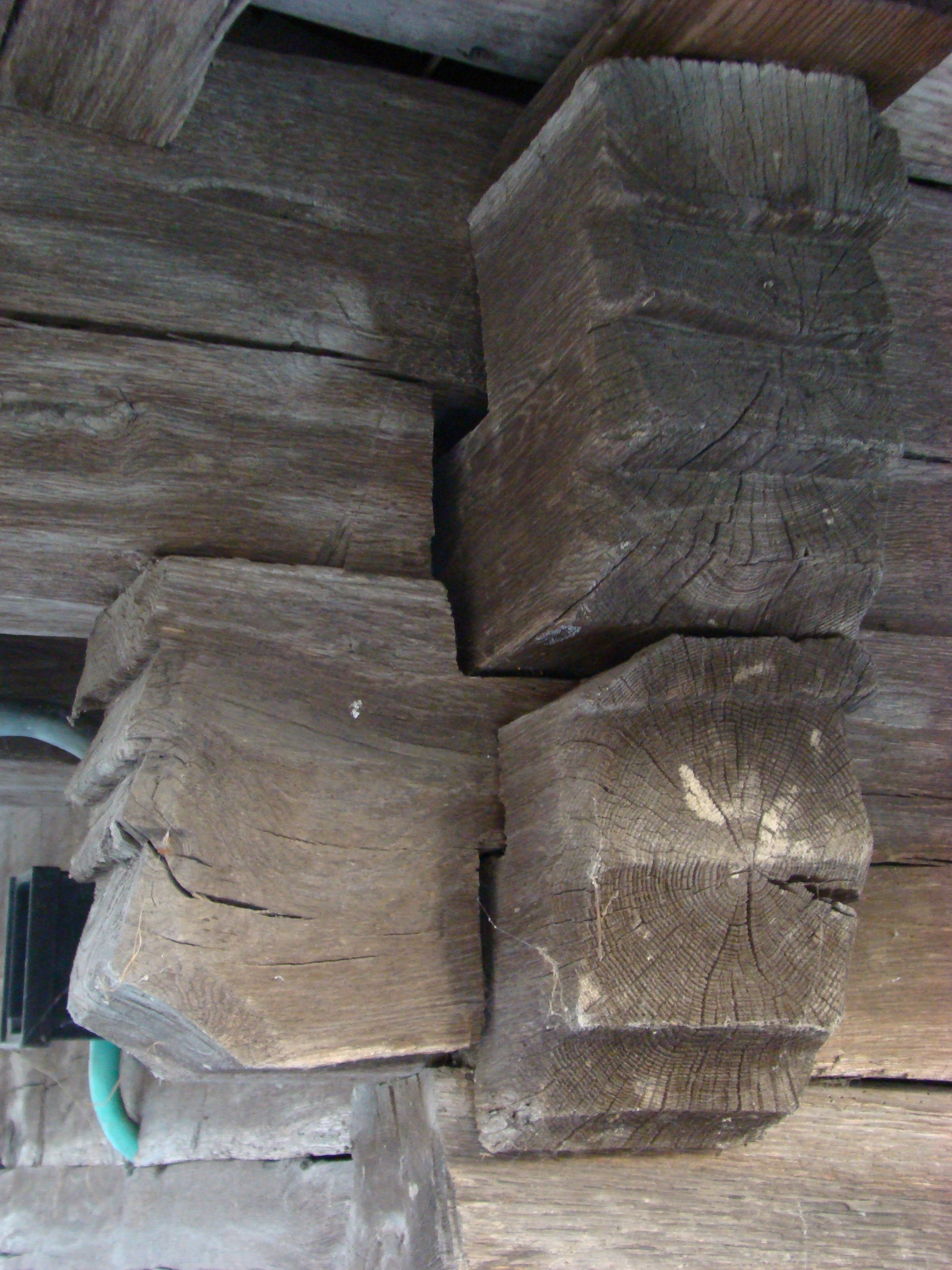
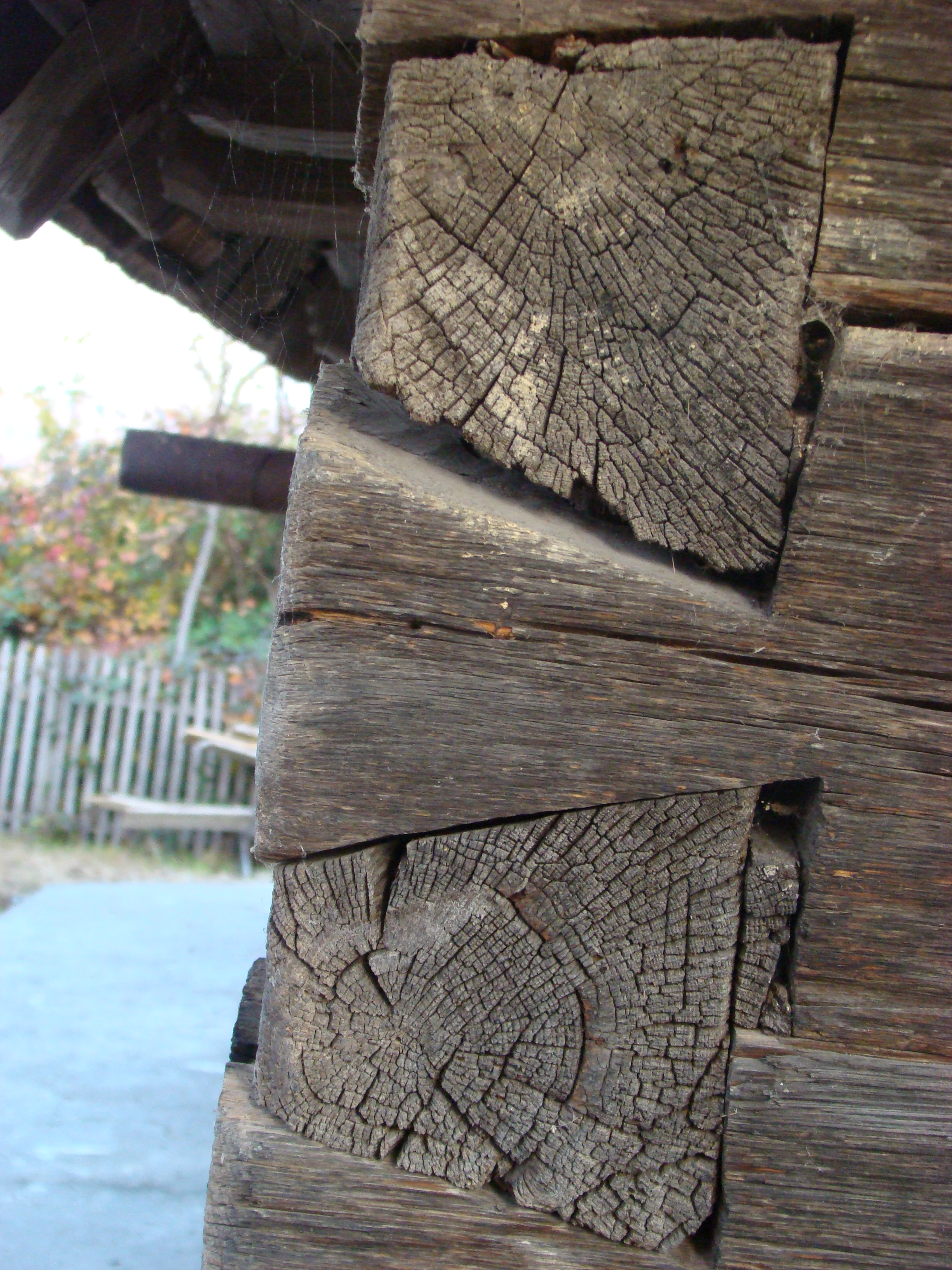
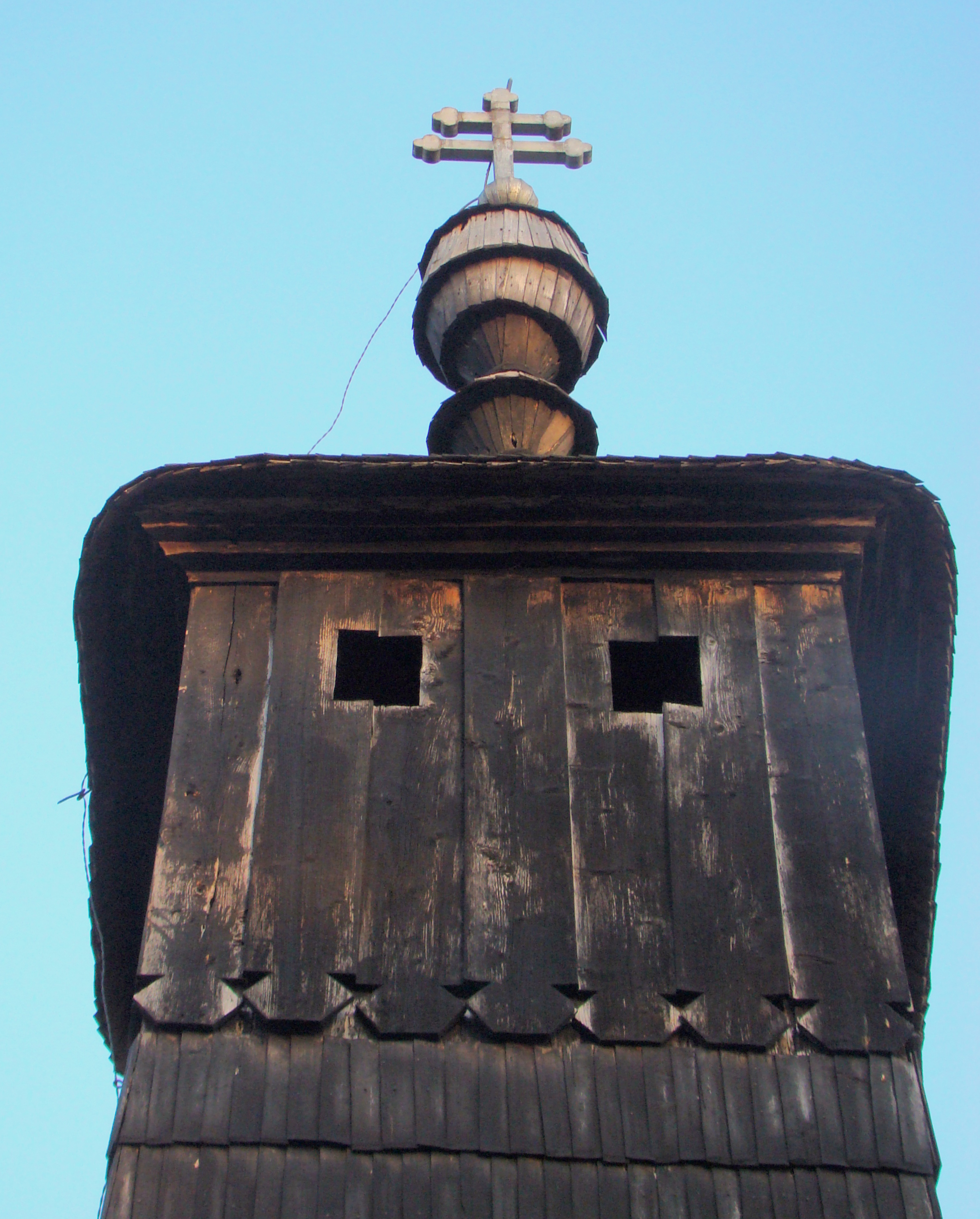
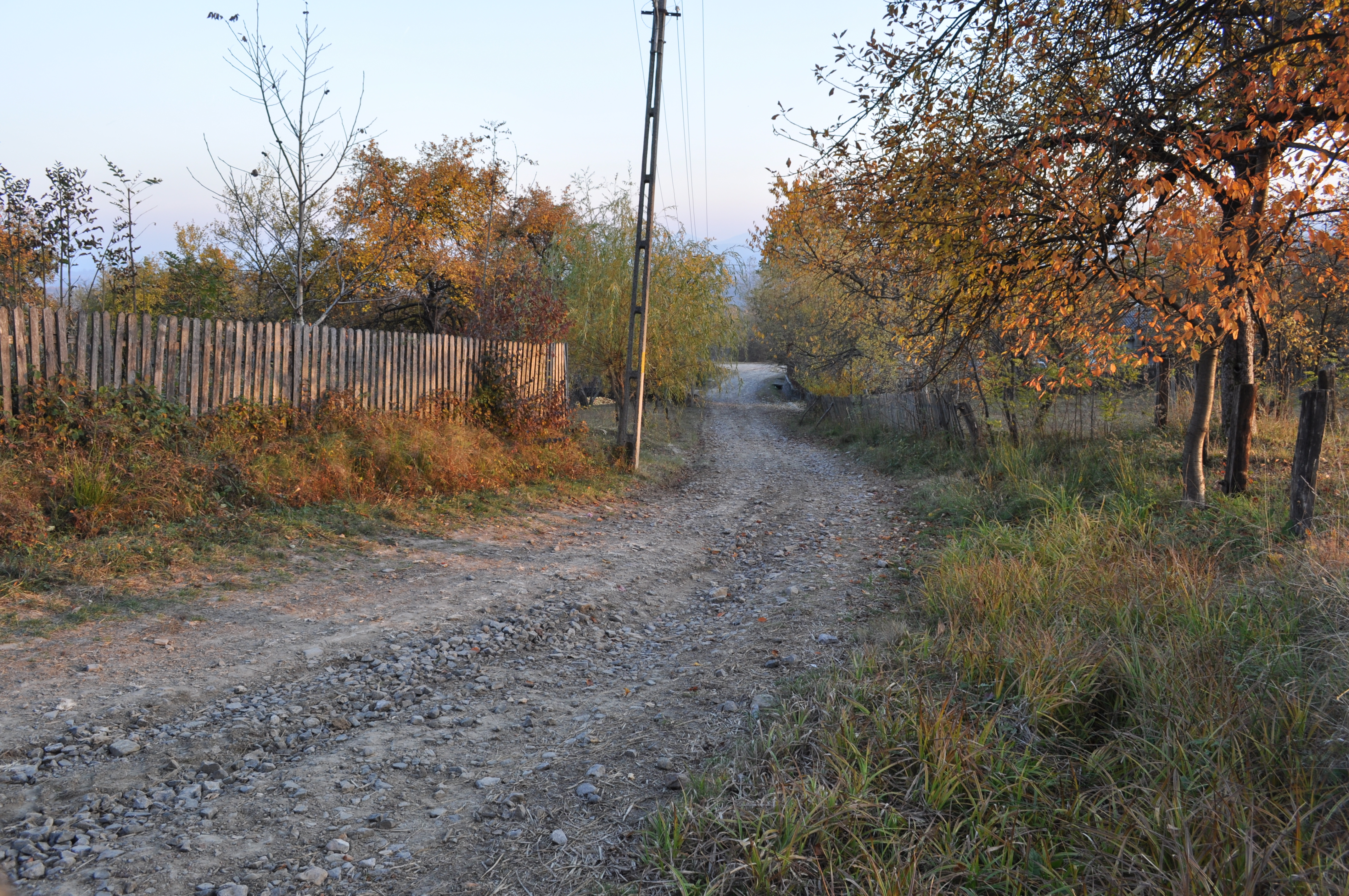

## Imagini din interior

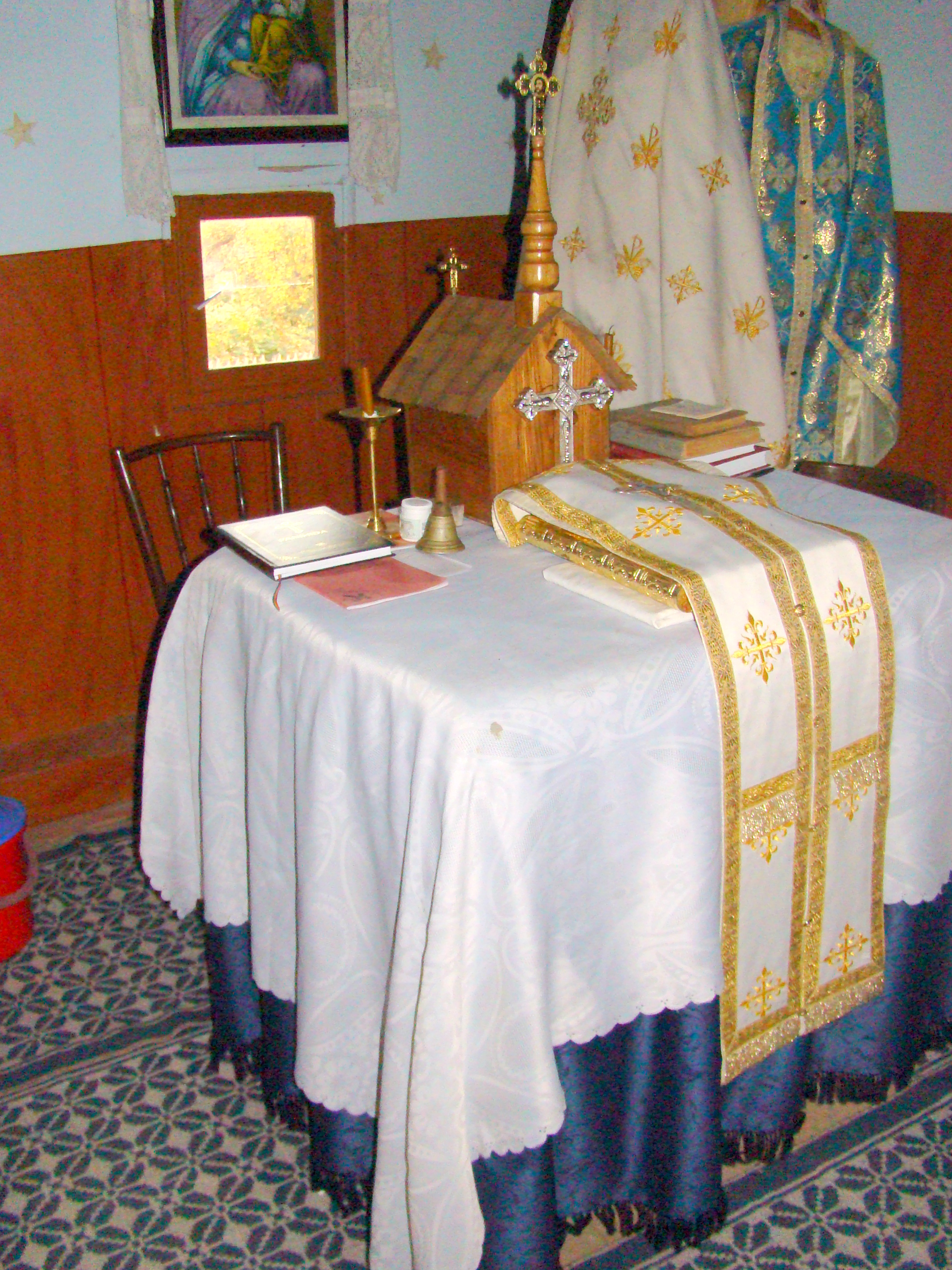
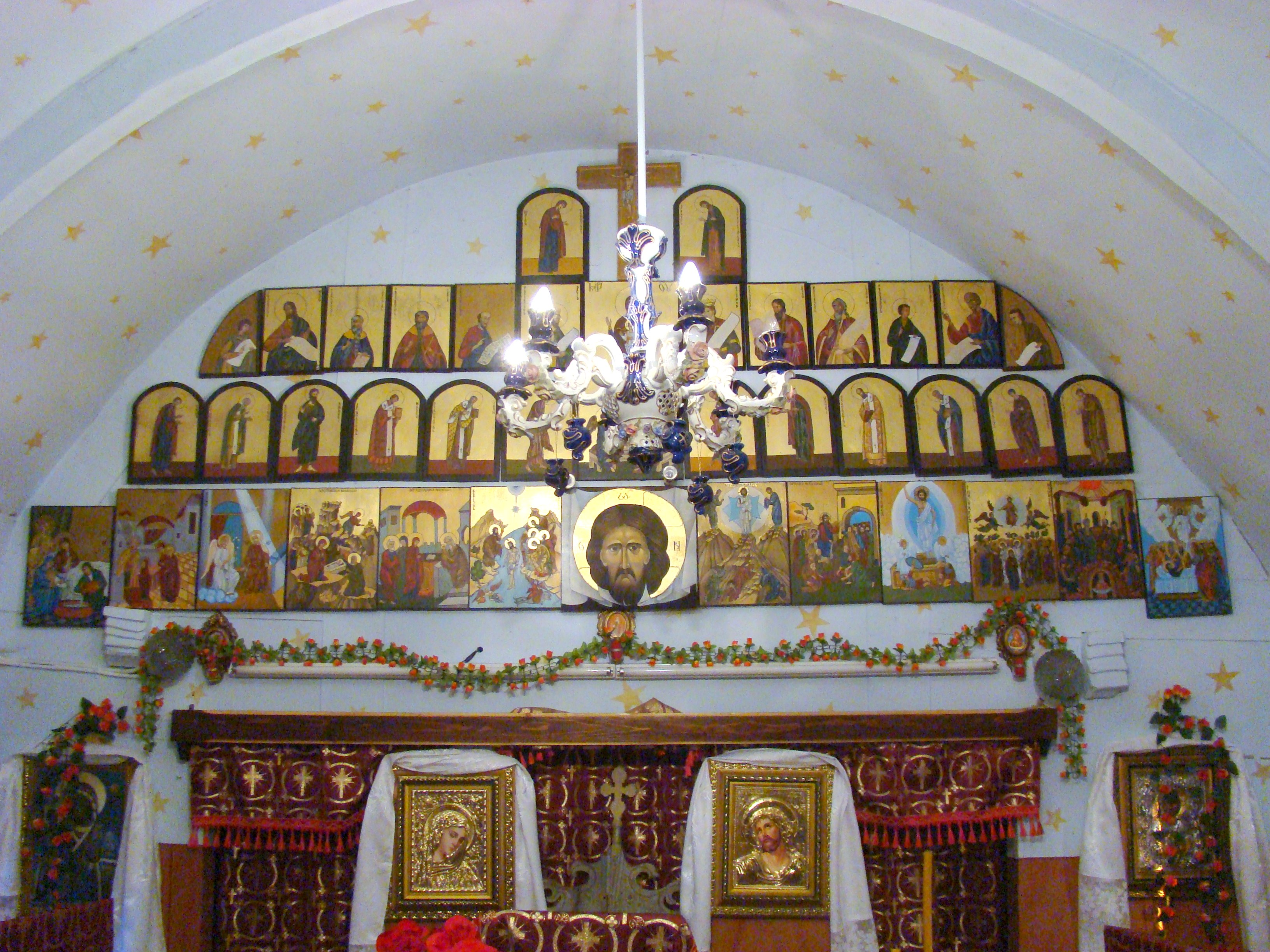
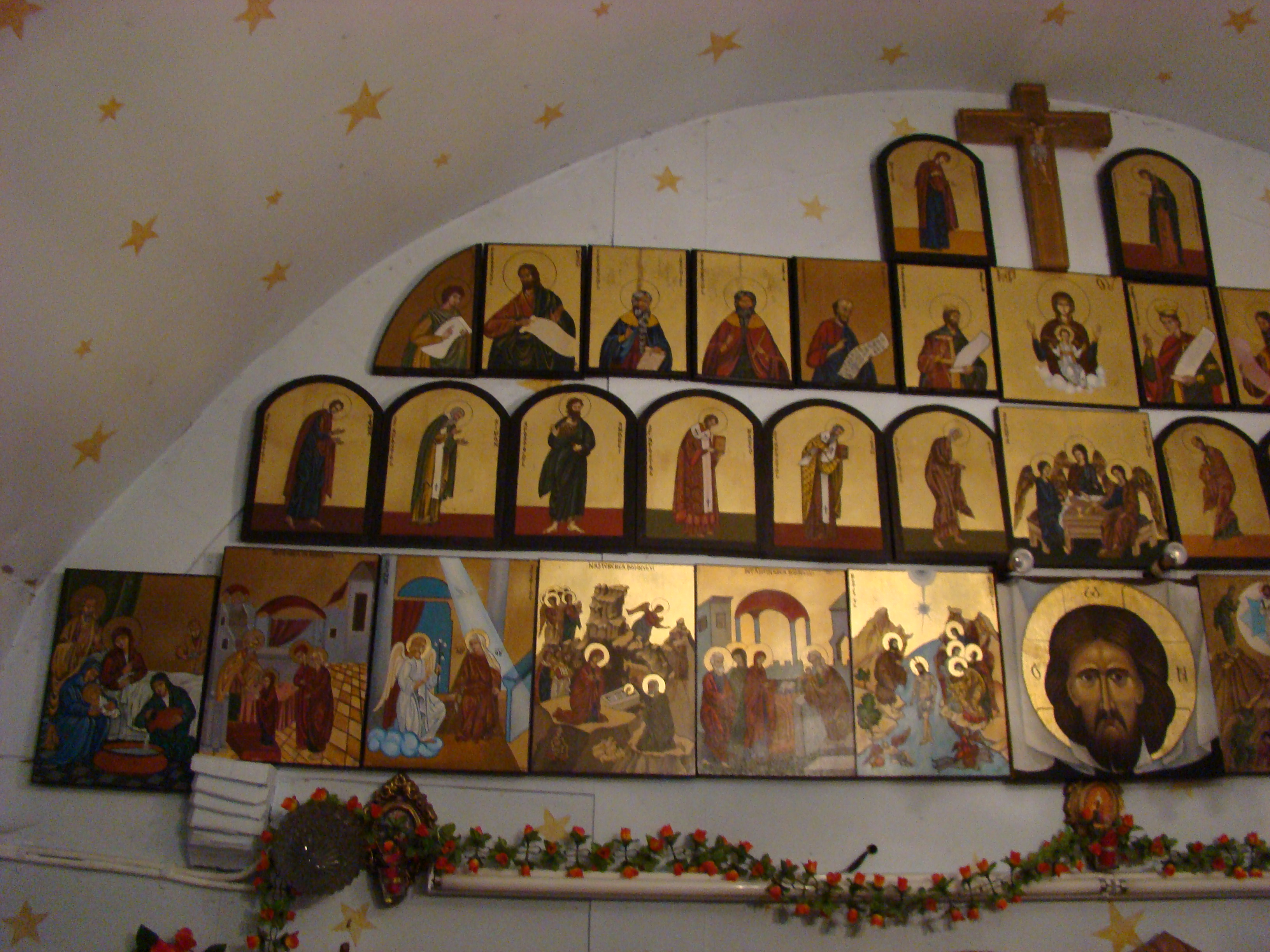
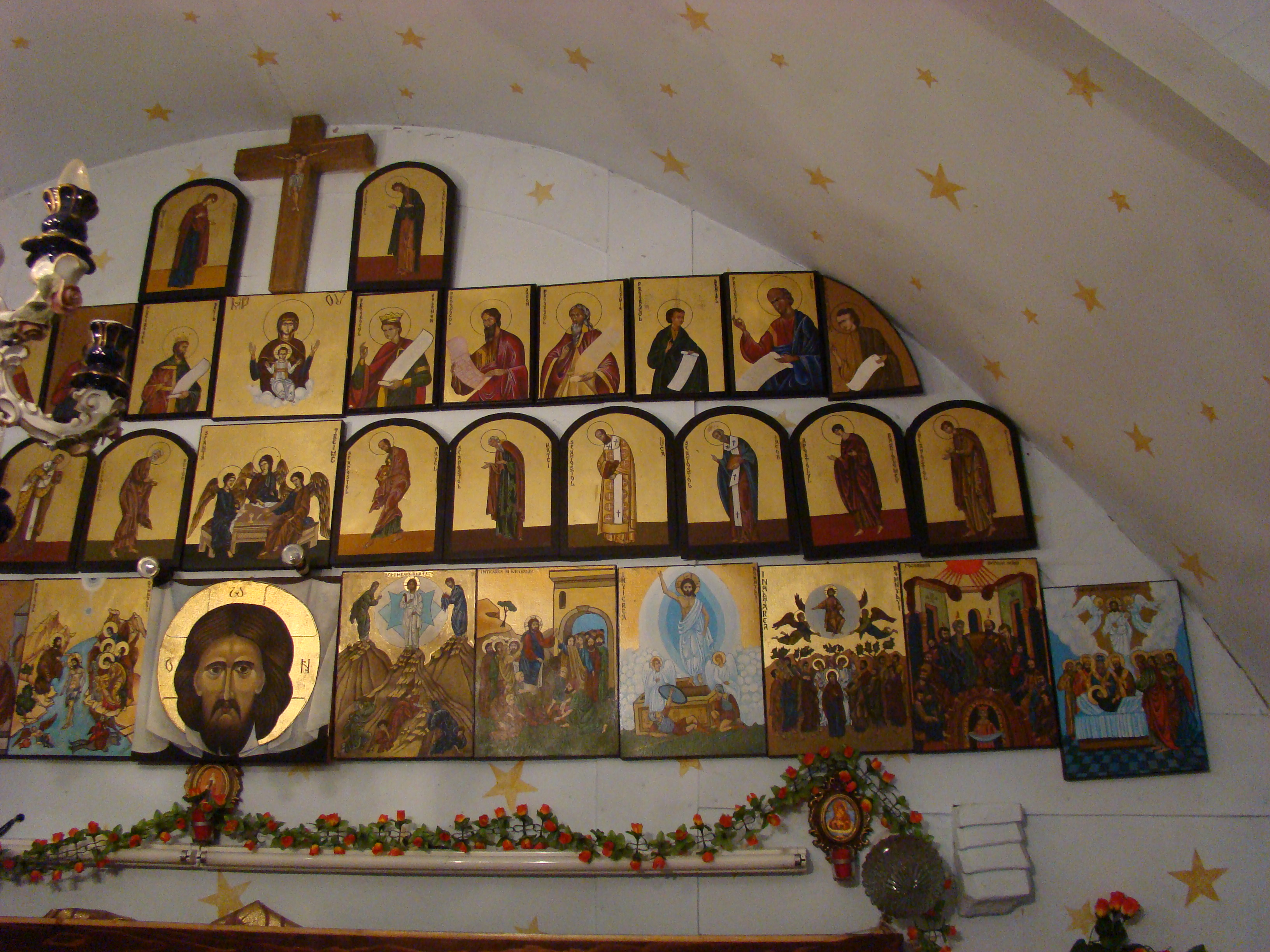
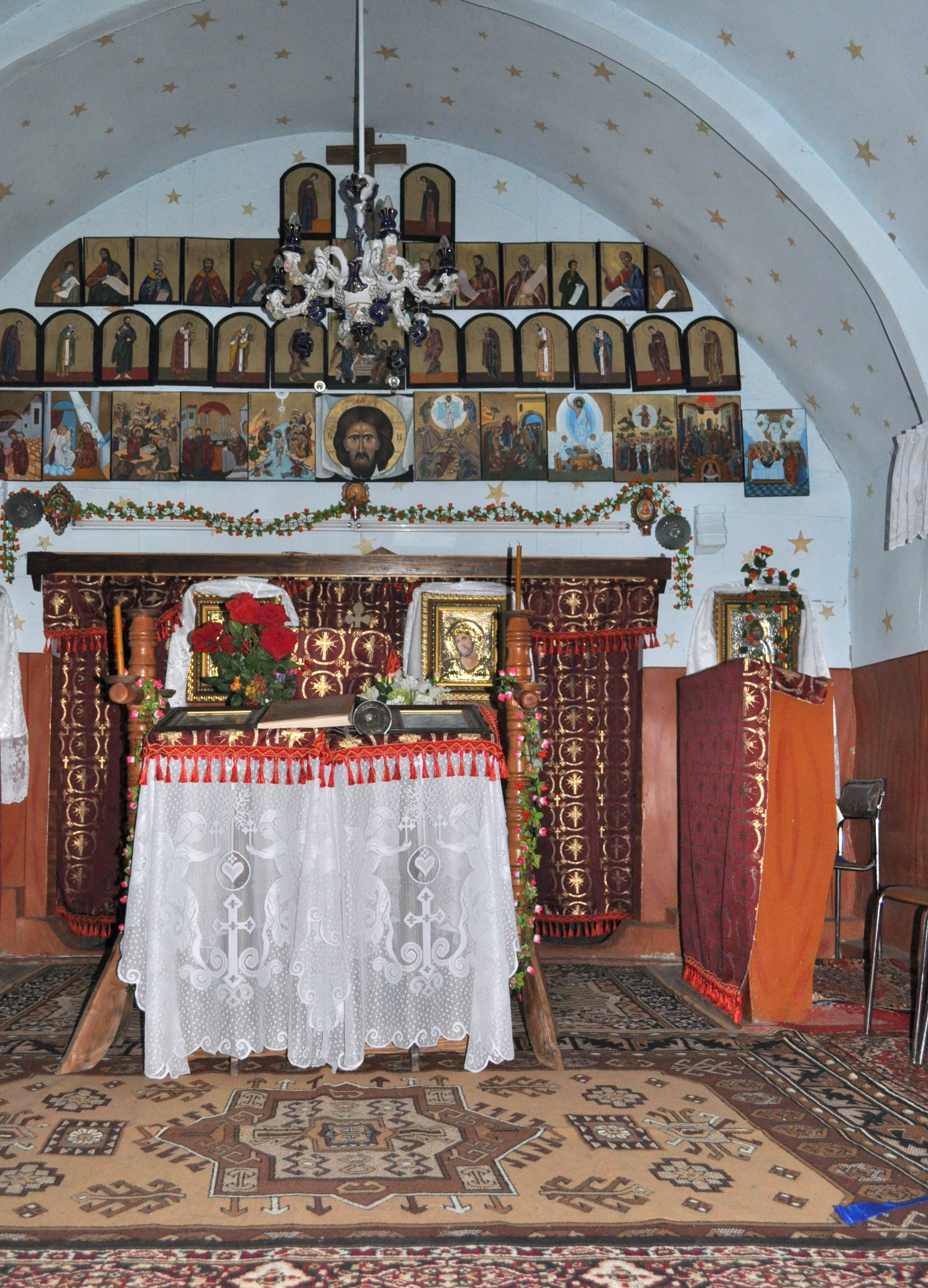
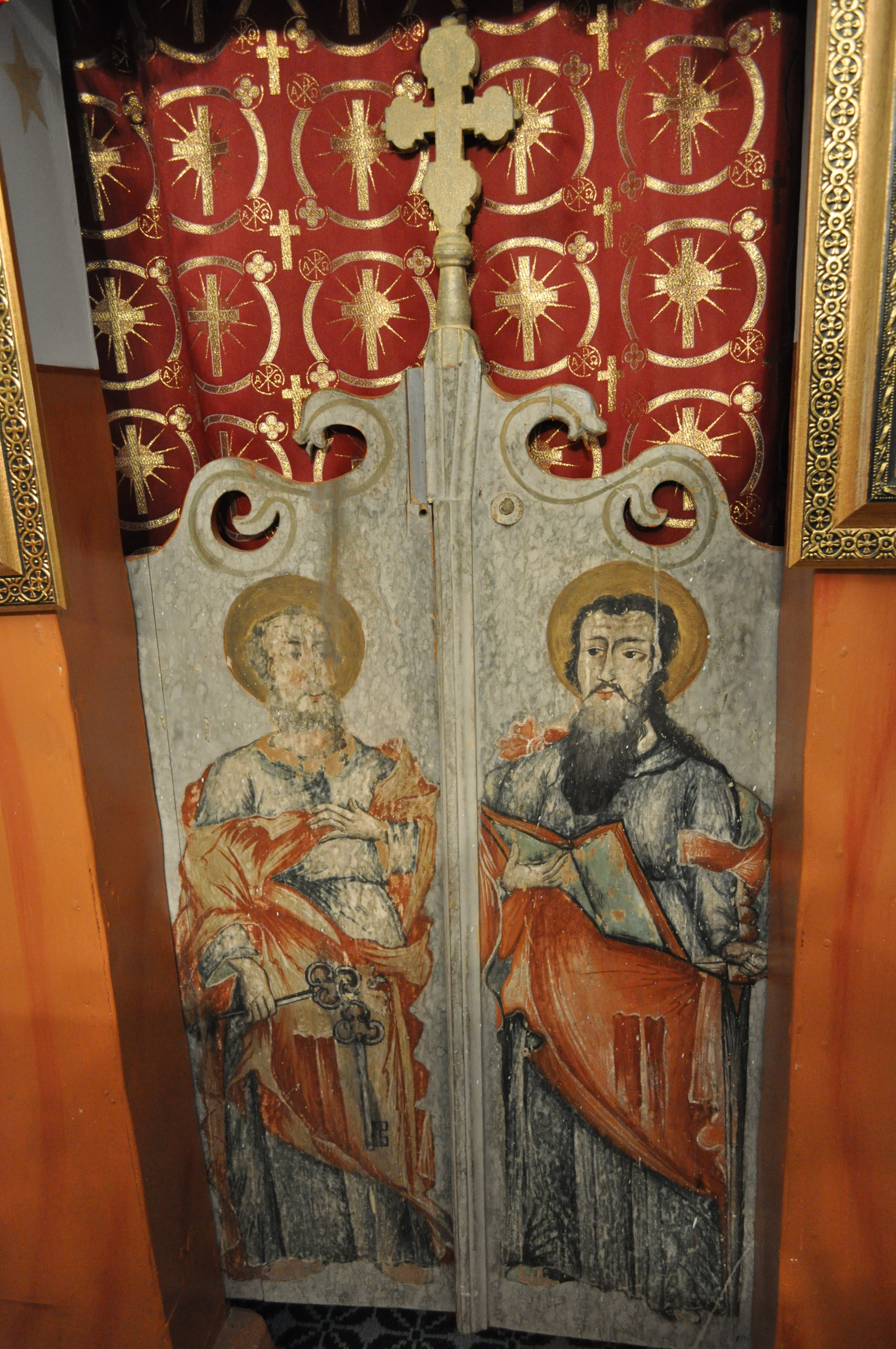
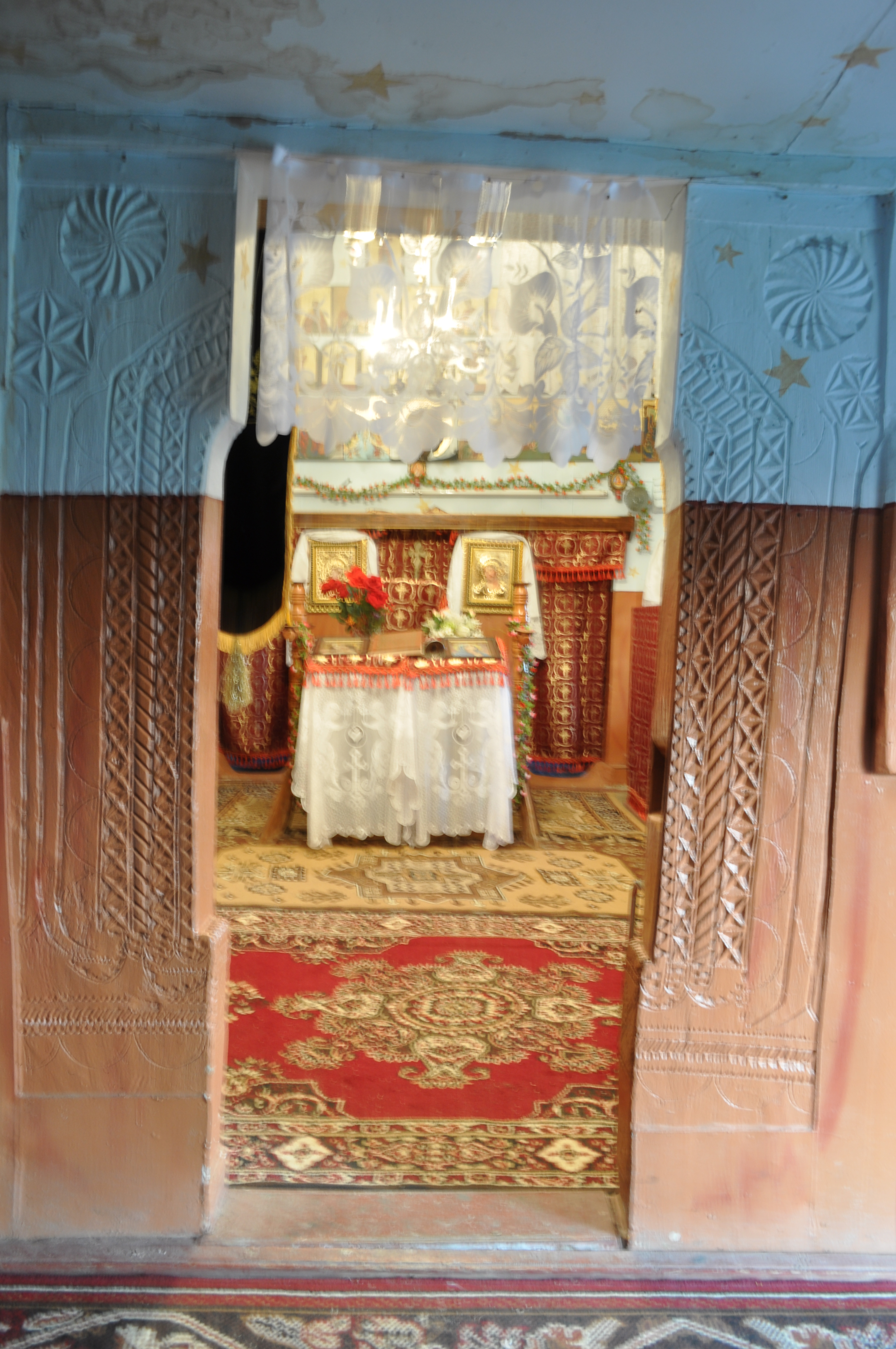
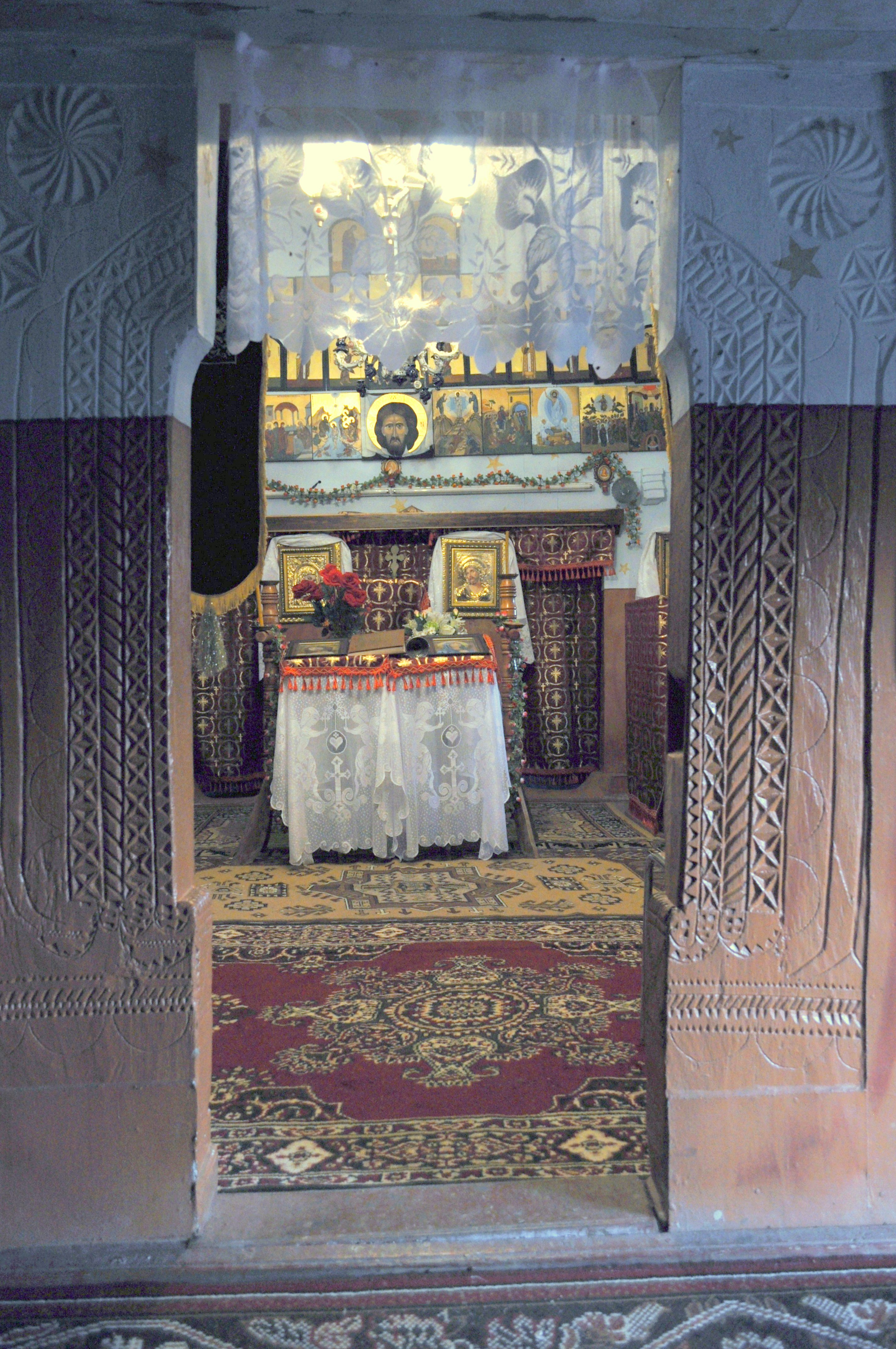
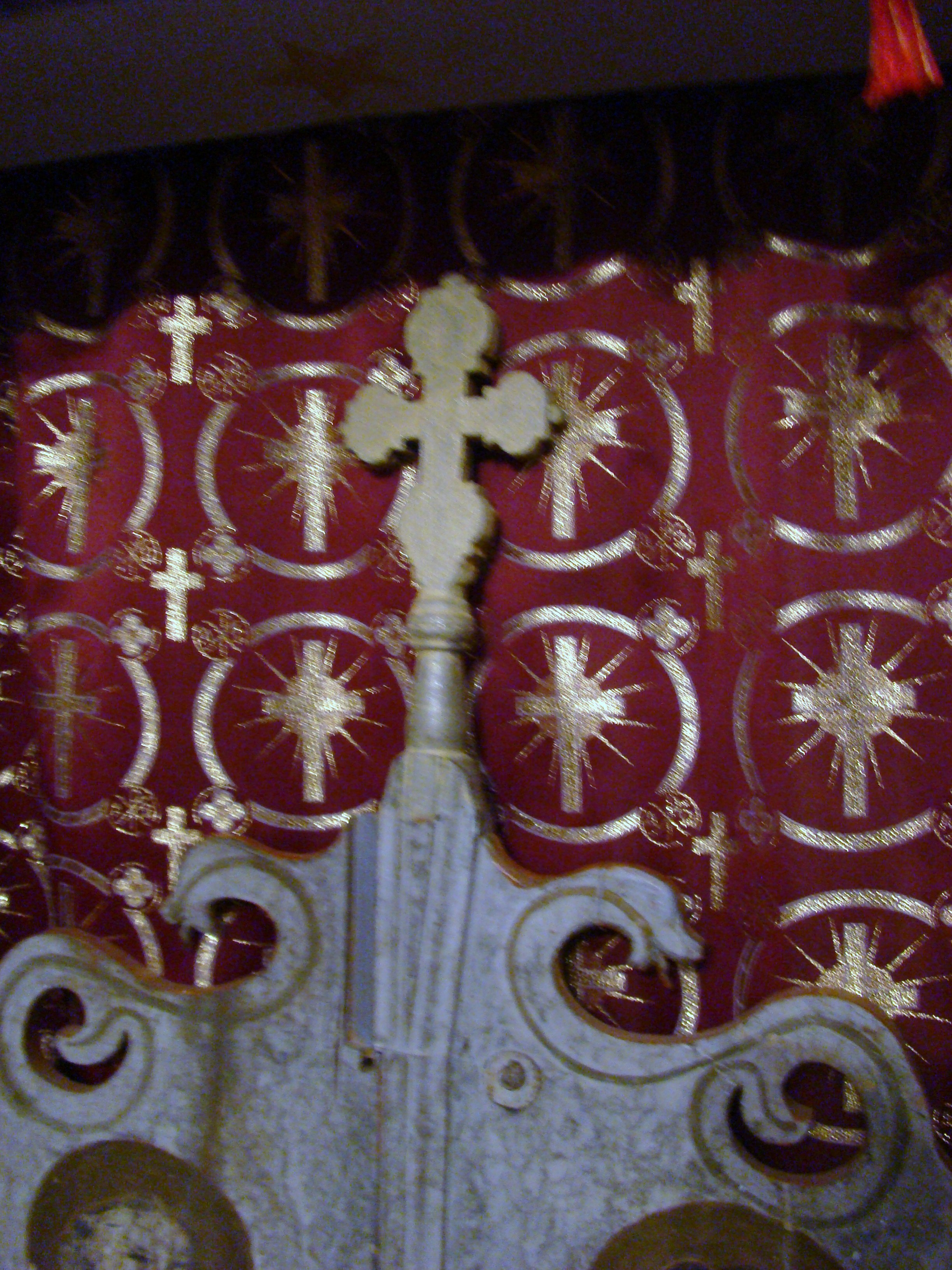
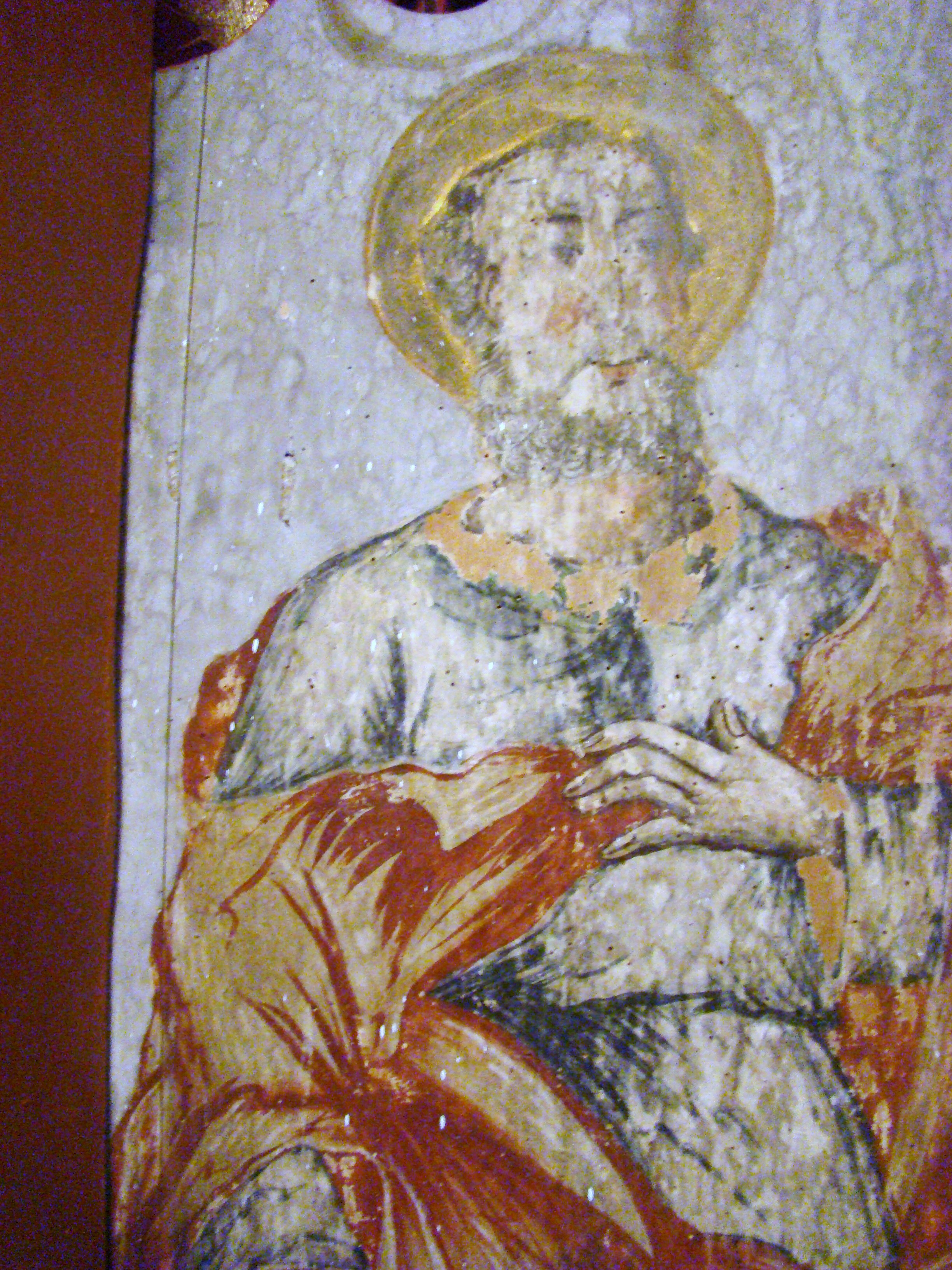
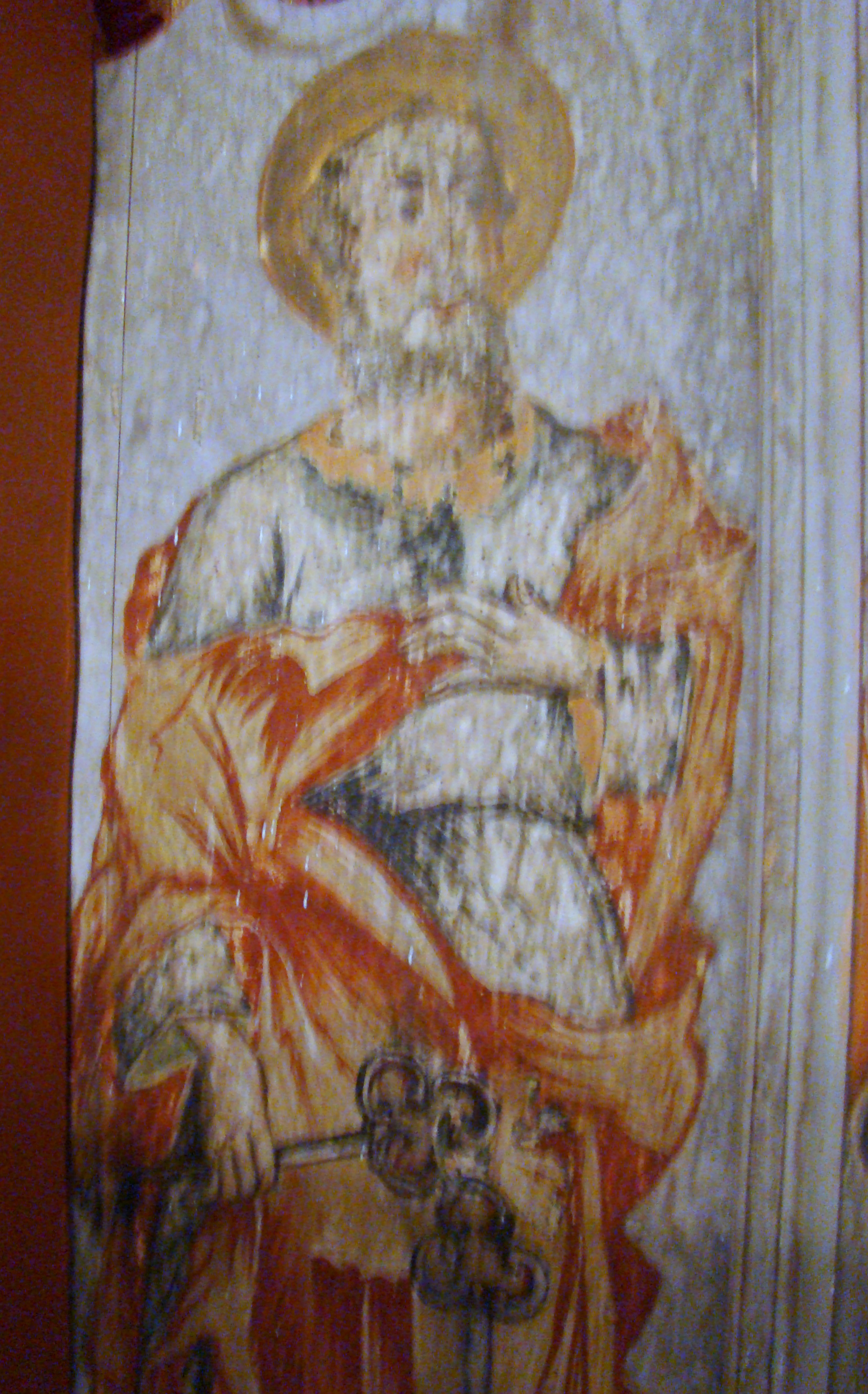
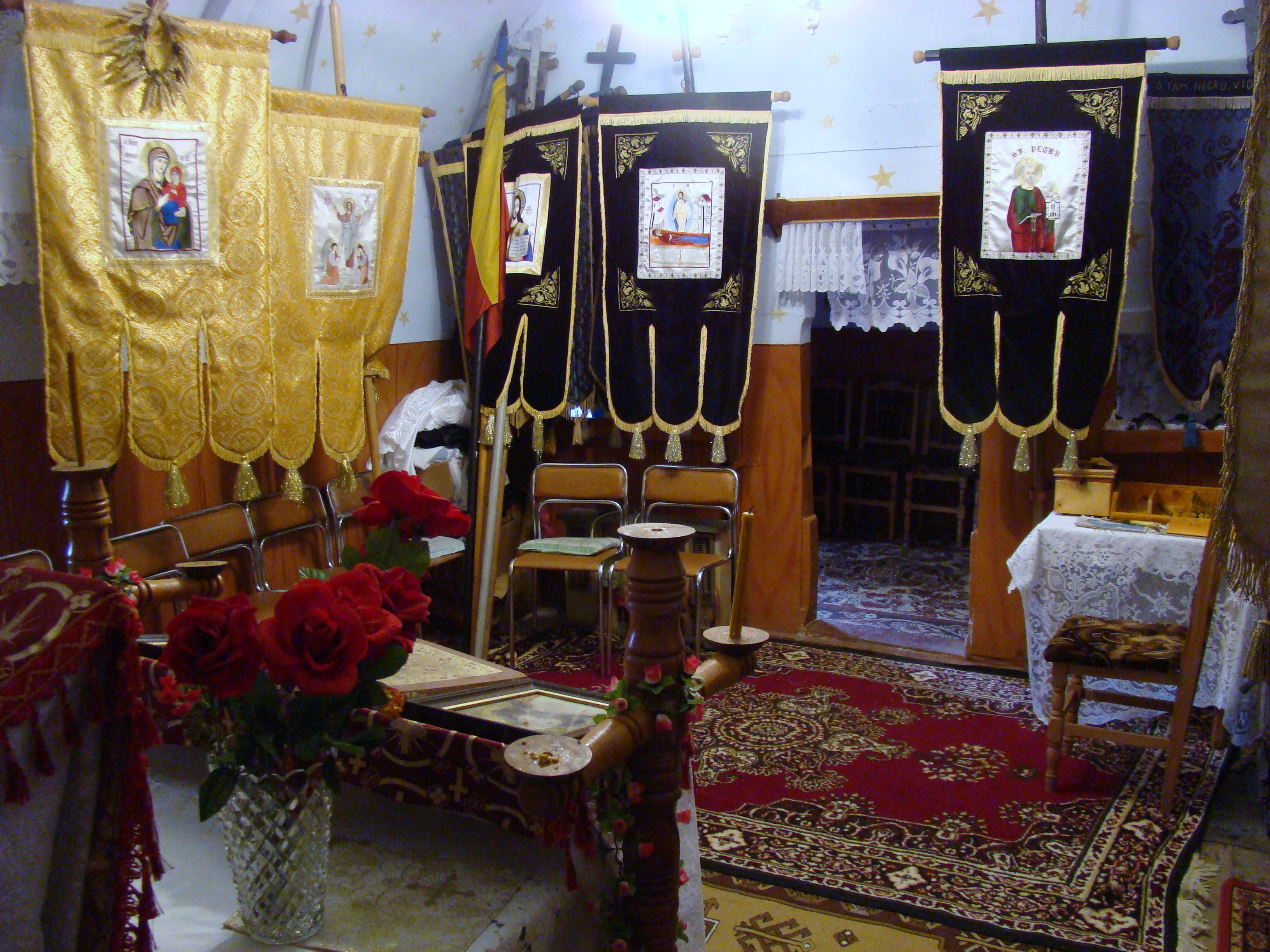
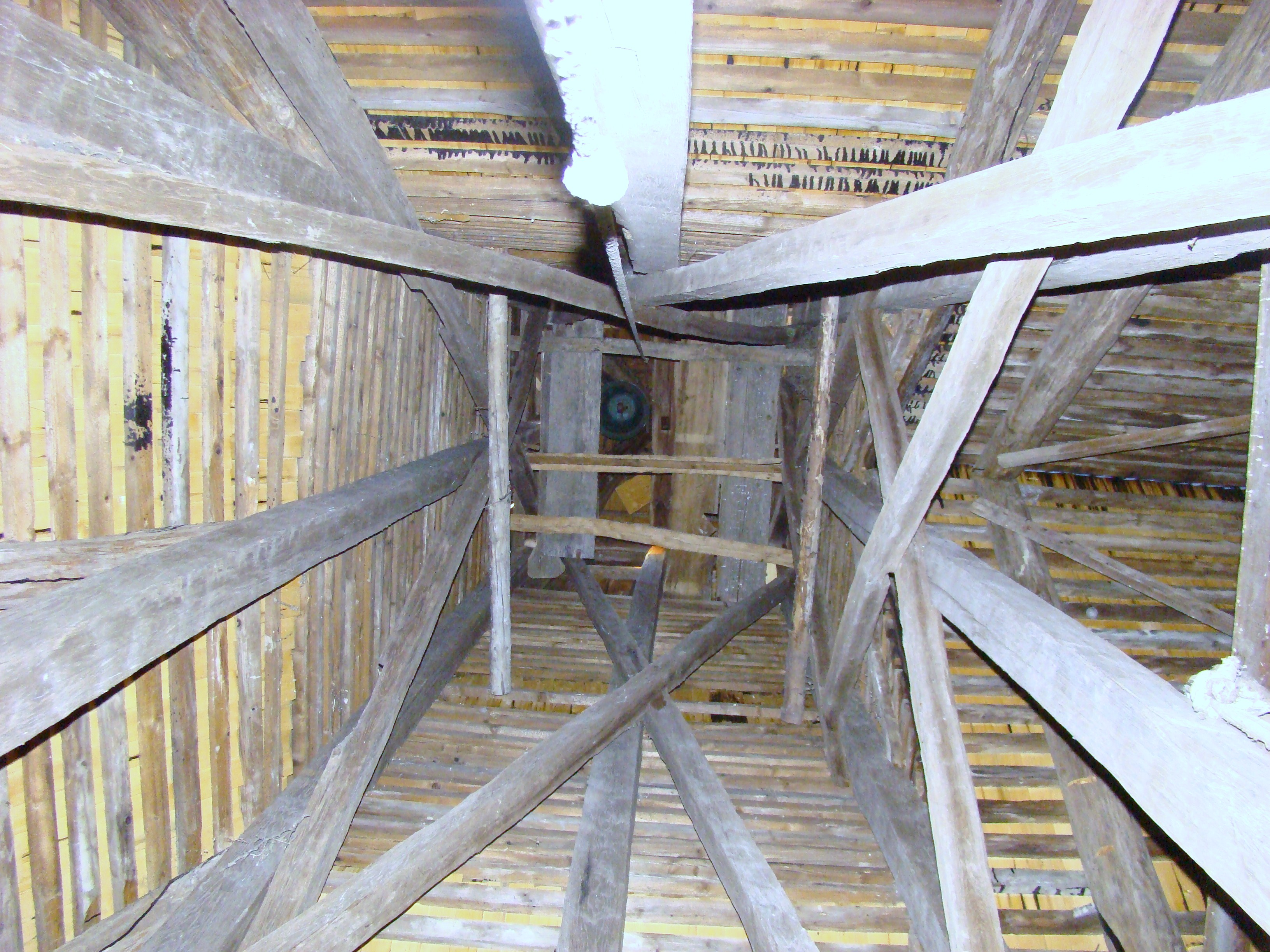
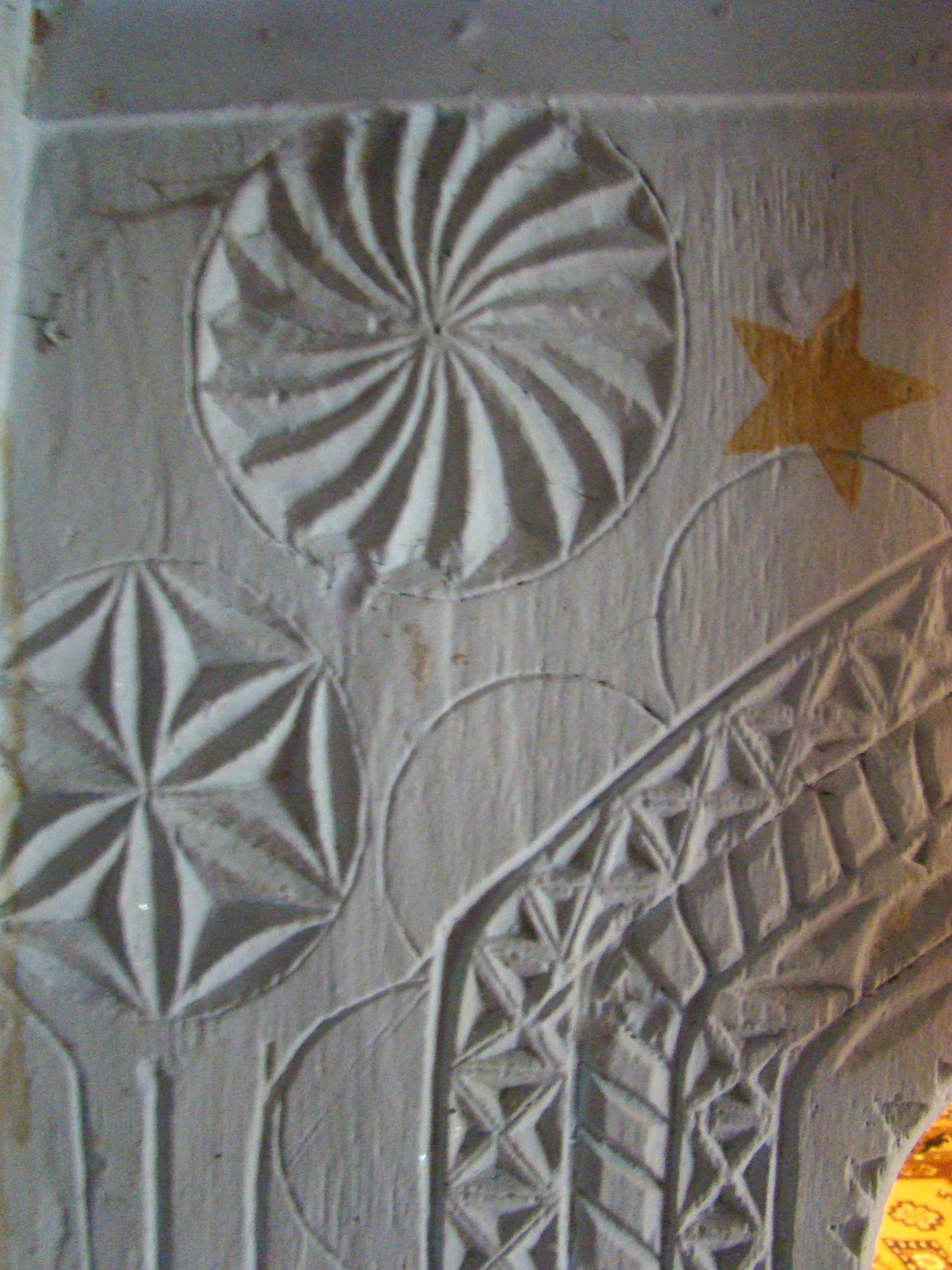
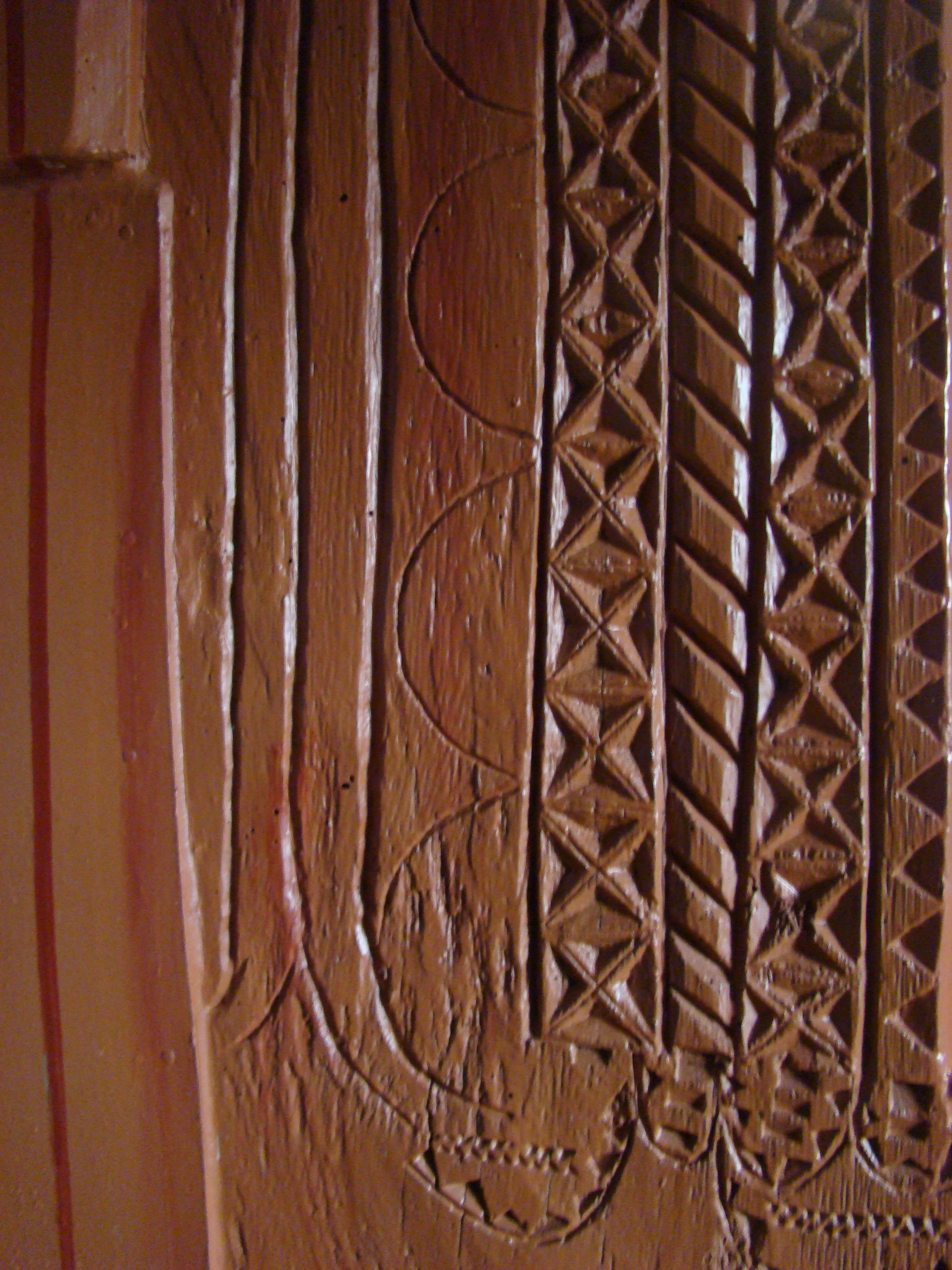
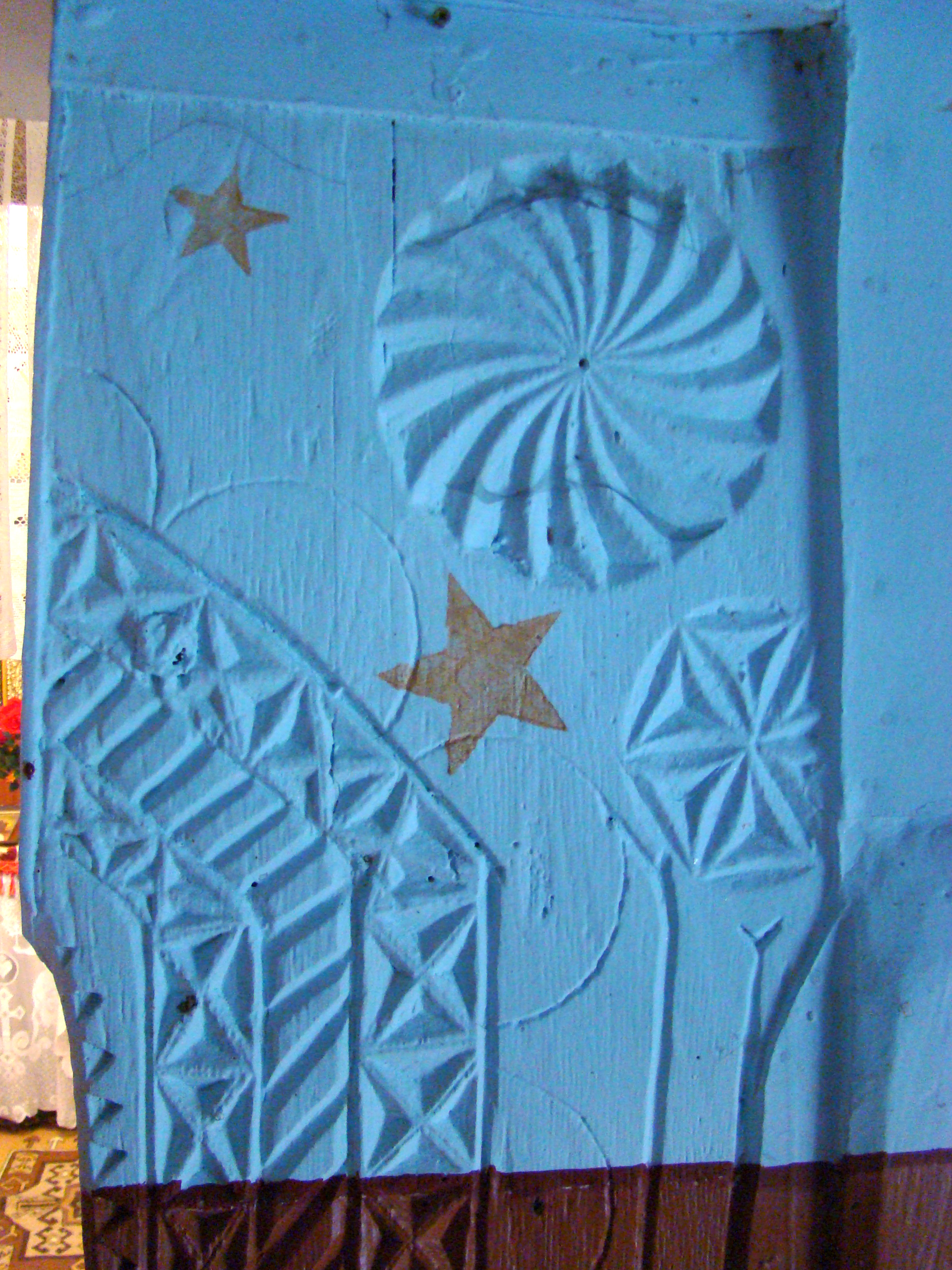
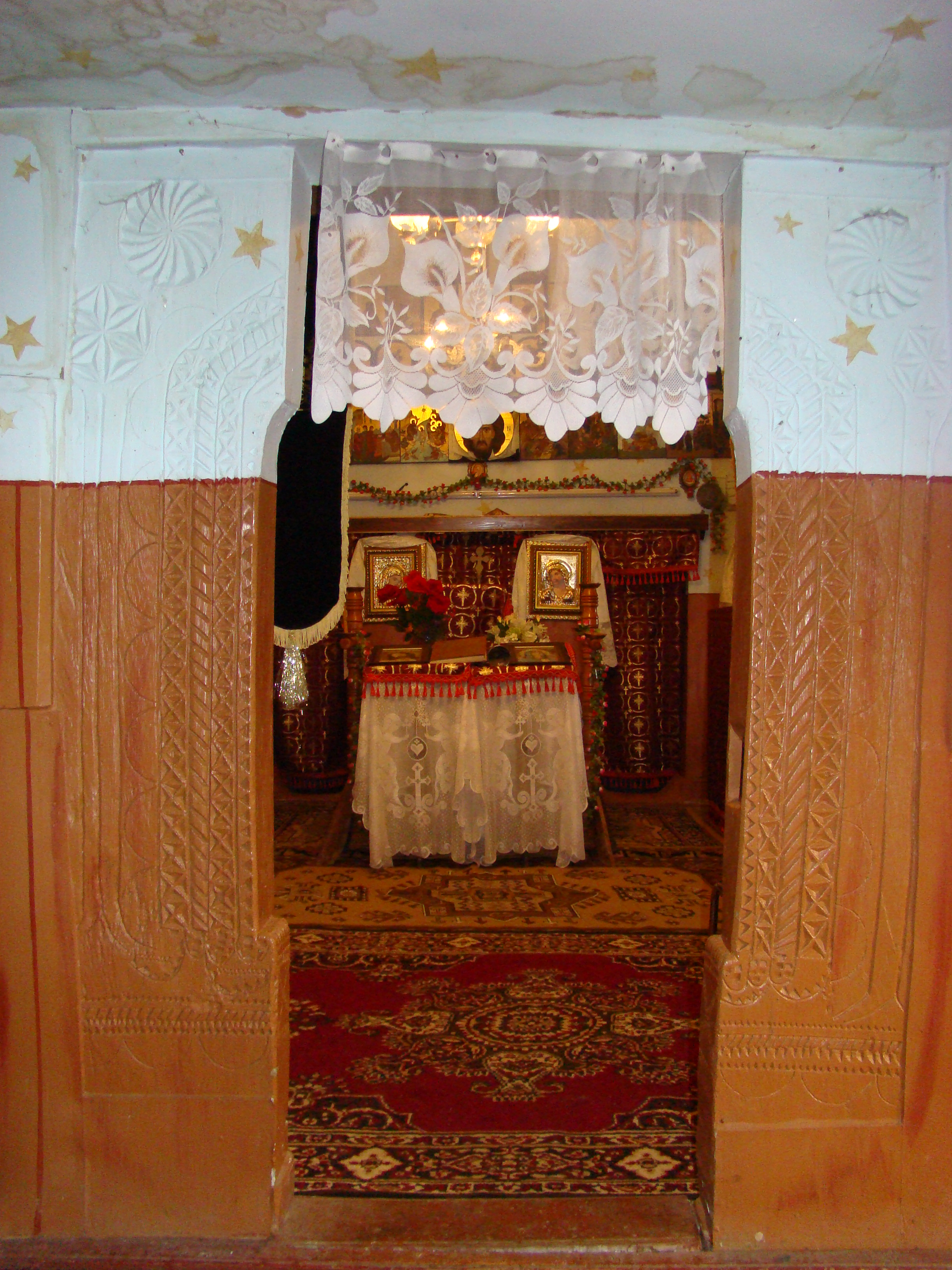